# 丰田卡罗拉
豐田Corolla（日語：カローラ，大陸地區稱為卡羅拉）是由日本汽車製造商豐田汽車公司自1966年首次推出之緊湊型轎車，歷經12代車型，主要競爭對手為，福特Focus、日產Sentra、馬自達3、本田喜美等車。由於其耐用性與親民實惠之口碑，1997年更是打破福斯金龜車全球銷量最高車系紀錄，獲得金氏世界紀錄，並一直保持至今，截至2021年，豐田Corolla在全球範圍已售出超過5000萬輛，其數量自1966年起計算，平均每15秒就賣出一輛Corolla，並銷售至154個國家或地區，成為家喻戶曉的車款之一。
Corolla 這個名稱延續豐田命名規則，當時豐田產品線中最為頂級的車款為豐田皇冠（Toyota Crown），中階為豐田Corona（為日冕光環之意），而偏向大眾的車款則取名為「COROLLA」，為拉丁語「花冠花環」之意。早期的 Corolla 為後輪驅動（RWD）車型，後續車型則多為前輪驅動（FWD），另外也有部分車款為四輪驅動（AWD）版本。較早期的Corolla的編號命名方式遵循著「引擎代號」+「底盤代號」，數字部分則為「車型數」或「版本數」，如知名車款AE86意旨豐田「A型引擎」，第五代卡羅拉底盤代號「E80」中的第六個版本，另外還有AE85、AE92、AE100等車款，以此類推。但Corolla系列若加上延伸車型、變體與各國地區不同版本共計近百款，命名規則如今已不適用。龐大的Corolla系列也誕生出不少經典車款如AE86、TRD2000、 Corolla WRC、GR Corolla等，成為迄今為止世界上最為普及的汽車，也是豐田汽車相當重要之車系之一。

## 開發歷史[8]
1961年，豐田汽車推出平民轎車Publica，但由於低廉的價格，沒有收音機、暖氣、後視鏡等配備，備受市場批評。1966年4月，日產汽車推出Sunny車款，彌補豐田Publica的不足之處，廣受市場青睞，豐田汽車為與其競爭，於同年10 月（昭和 41 年）推出Corolla，其市場定位介於 Publica 和 Corona之間。
Corolla吸取先前Publica失敗經驗，時任開發主導長谷川龍雄立即提出 「80 分+α 主義」設計理念。「80 分+α 主義」並非指「不需要達到 100 分」，而是盡可能地達成整體平衡，並在某特定方面超越80分的突出表現。基於此一理念，豐田將Corolla定位成「兼具實用性與優異性能的長壽車款」，使車主能夠長時間安心駕駛，以展現「實用車開發精髓」。

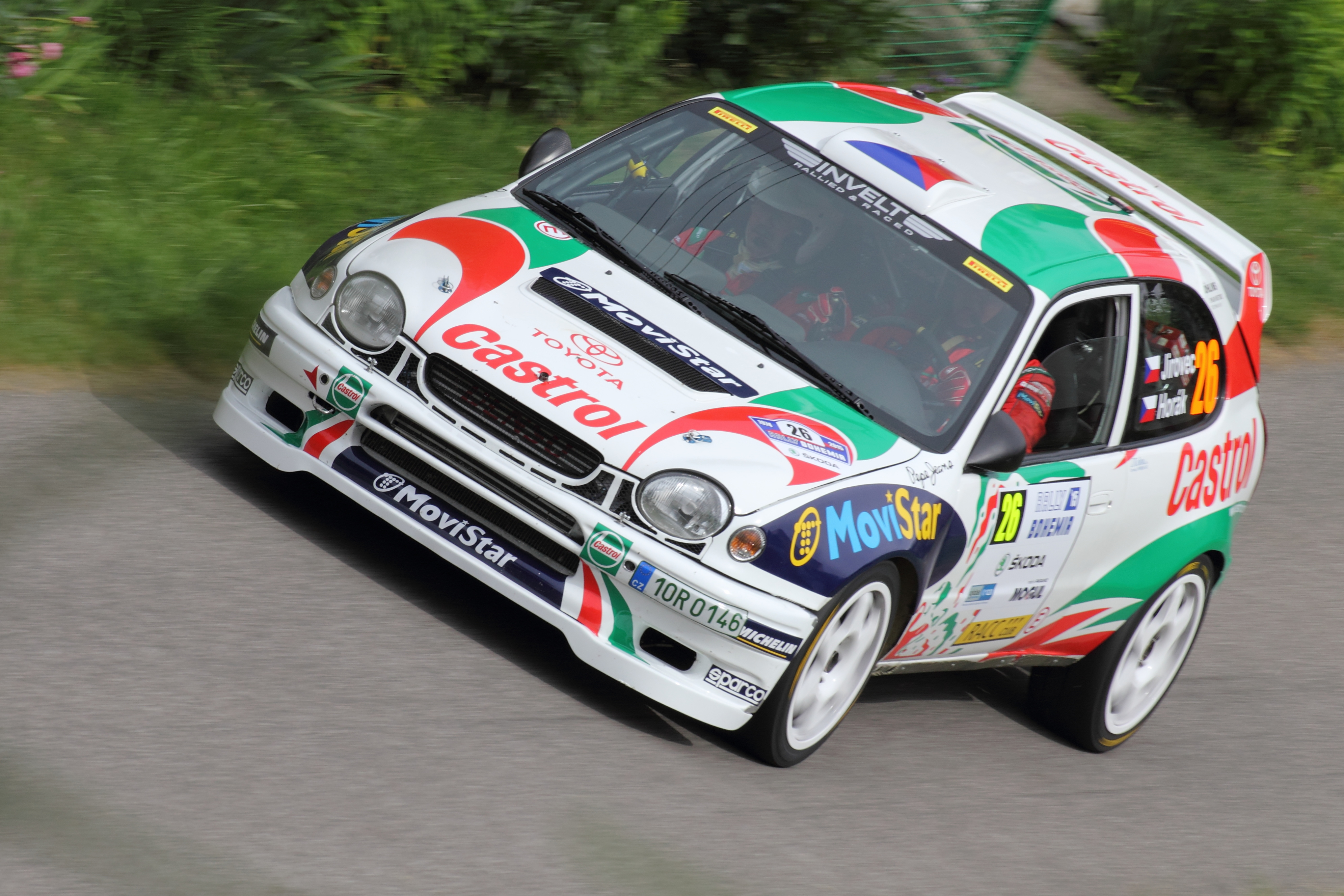
豐田Corolla參加WRC賽事

自此，豐田Corolla的開發策略將遵循著此一理念，確保各方面規格皆達當代80 分的標準 ，並額外導入具有吸引力的創新技術。例如，當時日產sunny的排氣量為1,000cc，Corolla則採用比對手多100cc排氣量的1,100cc，並以廣告大肆宣傳稱為 「100cc 的餘裕」，提供更好的動力表現。Corolla相較於入門車款 Publica 及 Tercel/Corsa，Corolla 更代表了一種高級的「平民夢想」，正因如此，Corolla品牌至今仍擁有大量忠實車主，使消費者產生深厚的信賴與情感。

然而，Corolla因其以實用為導向之定位，容易被視為「平庸」或「缺乏個性」，但其實Corolla的發展與延伸廣泛，在改裝車市場中仍有許多玩家，且豐田仍有使用Corolla車款參加不少賽事，並獲得佳績，如世界拉力錦標賽（WRC）、英國房車錦標賽（BTCC）、SUPER GT 等賽事中均曾奪冠。近年在豐田大力推廣GR的品牌下，Corolla也順勢推出了高性能版本的GR Corolla，跳脫以往家庭代步車的印象。

## 生產範圍

紅色為日本本地生產，藍色為目前仍持續生產之地區，綠色則為曾經生產如今已停產之地區

Corolla 主要在日本的高岡工廠（Takaoka plant）生產，該工廠於 1966 年建成。此外，豐田在全球多地設立生產設施，包括巴西（聖保羅州印第亞圖巴）、加拿大（安大略省劍橋）、中國（天津）、巴基斯坦（卡拉奇）、南非（德班）、台灣、泰國、越南、土耳其（薩卡里亞）以及英國（德比郡）。
過去，Corolla 曾在澳洲（丹德農與阿爾托納）、印度（班加羅爾）、印尼（雅加達）、馬來西亞（莎阿南）、紐西蘭（泰晤士）、菲律賓（拉古納省聖羅莎）及委內瑞拉等地進行生產或組裝。

## 第一代(E10; 1966)
第一代 Toyota Corolla 於 1966 年 11 月 正式推出，搭載全新的 1100cc K 系列推桿引擎（pushrod engine）。初代 Corolla 先推出雙門轎車（2-door sedan），隨後陸續新增 四門轎車（4-door sedan） 和 雙門商用廂型車（2-door commercial van）。1967年 5月推出搭載 2速 Toyoglide 自排變速箱的版本。為了進一步增強動力表現， 1969年 9月更將引擎排氣量擴增至 1,200cc。

1968 年，Toyota 推出了 Corolla Sprinter，這是一款採用斜背式 （fastback）的車型，僅能在日本市場透過 Toyota Auto Store 經銷通路購買。該斜背設計相當搶眼，搭載水冷式四缸引擎，排氣量達為1,100cc，並放棄了傳統的前排長椅與三速方向盤排檔，改為獨立前座與四速地排變速系統，進一步提升駕駛樂趣。值得一提的是，Corolla是日本第一款採用前麥花臣懸吊的乘用車。

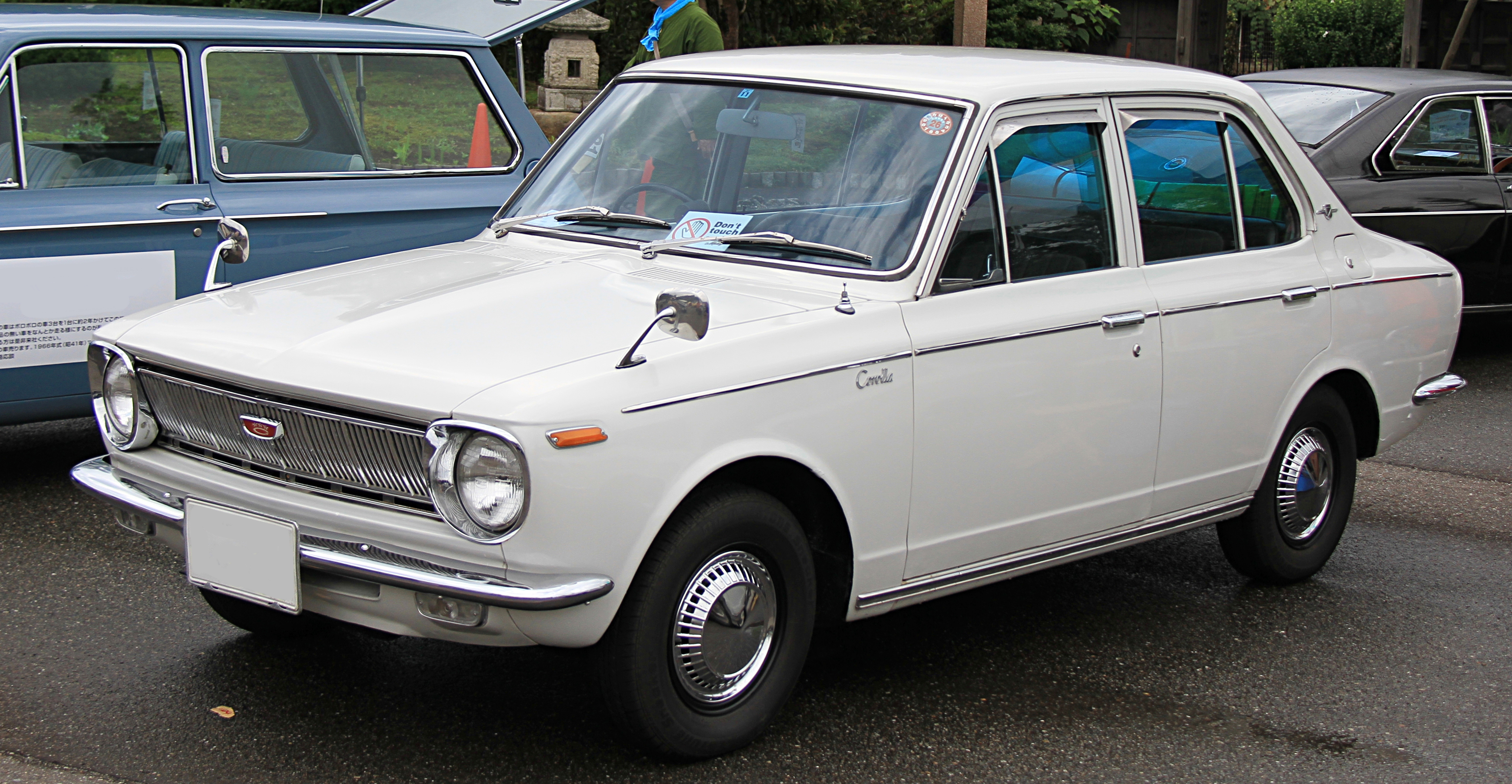
第一代Corolla(車頭)
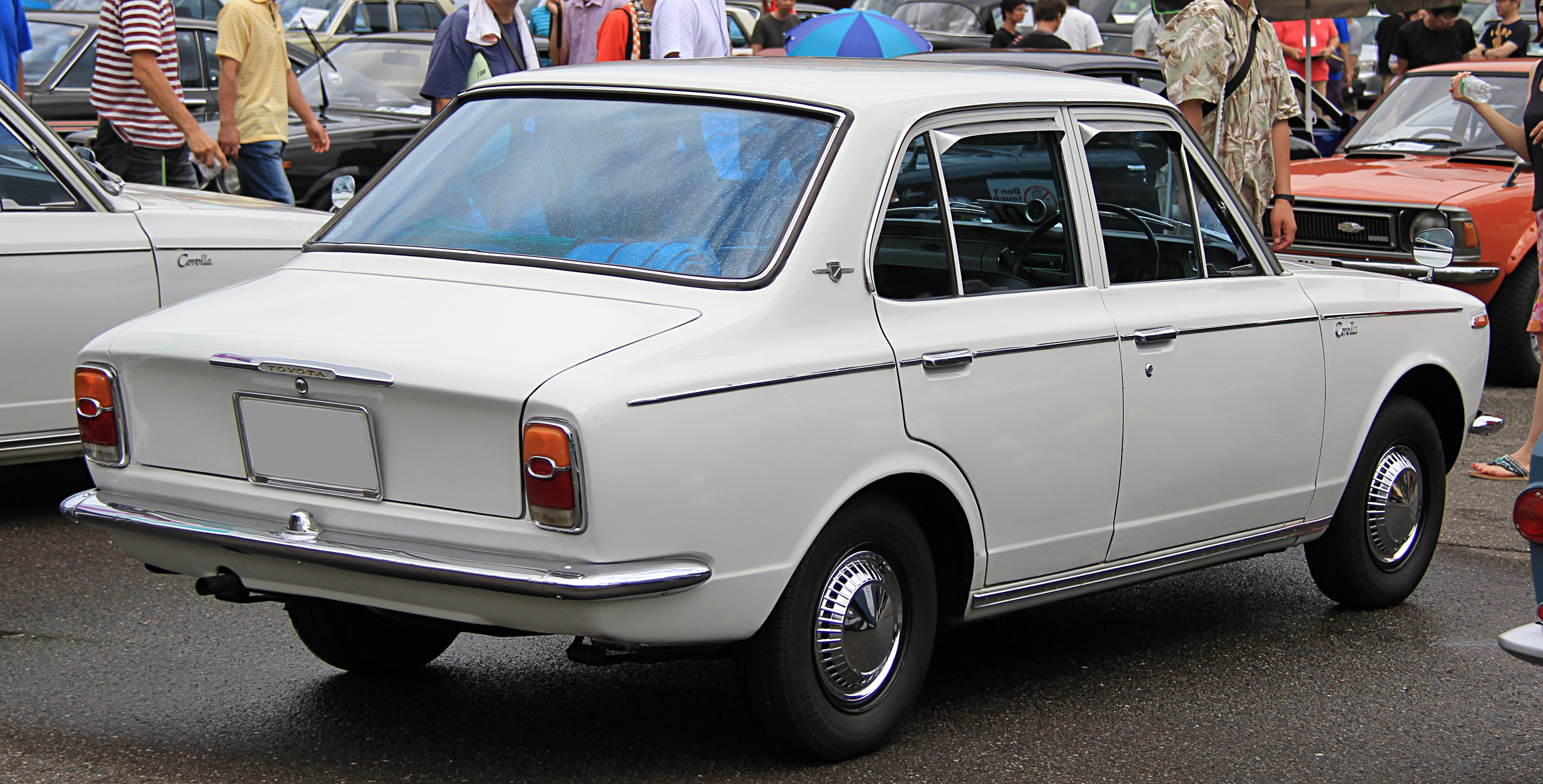
第一代Corolla(尾部)
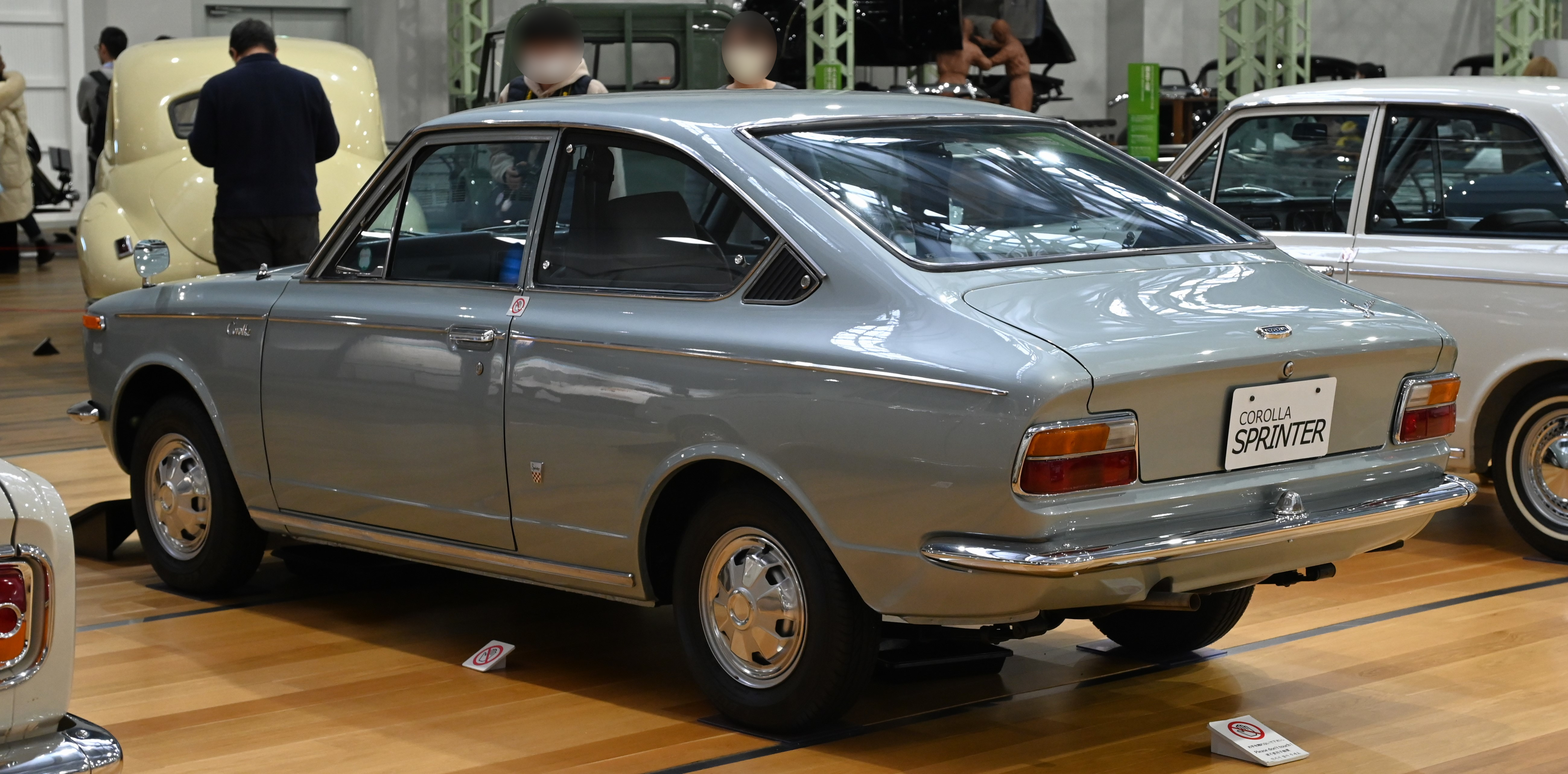
Corolla Sprinter
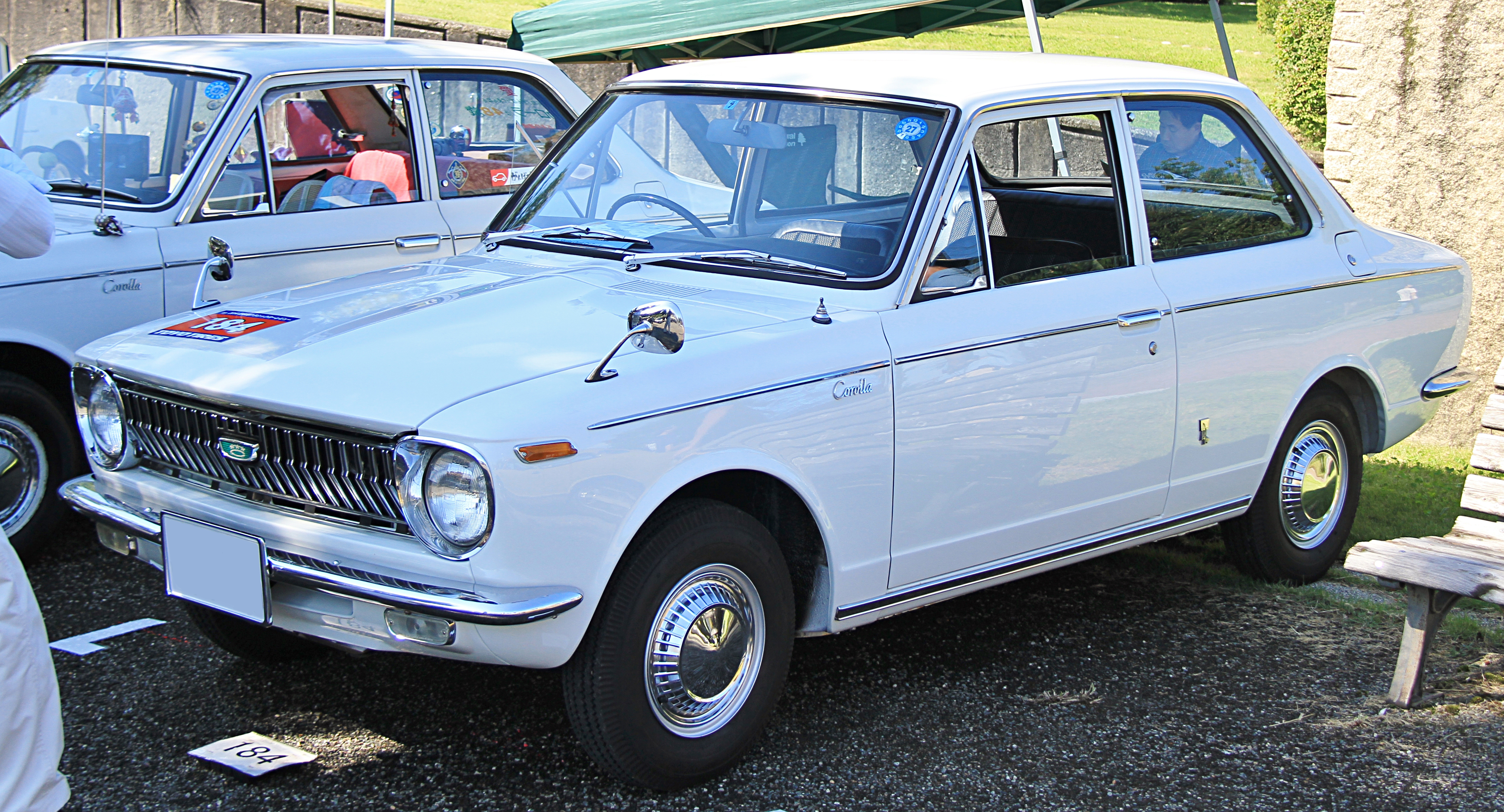
第一代Corolla(雙門)

## 第二代(E20; 1970)

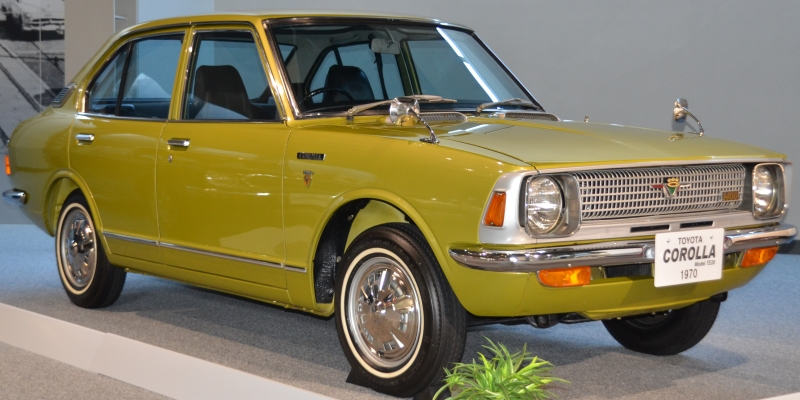
二代Corolla(車頭)

初代Corolla 在市場反應相當良好，豐田於1970年5月迎來首次大改款，此時豐田將Corolla Sprinter 獨立為 Toyota Sprinter 車系，並新增一款雙門轎跑車 Levin 以取代原先Sprinter的空缺，其外觀雖與 Sprinter Coupé 相同，但仍以Corolla冠名，從此，Corolla Levin (雷凌)與Sprinter Trueno (特雷諾)名稱也隨之問世，並成為不同車款。
第二代 Corolla 的車身尺寸較前代更大，並額外新增了四門廂型車版本，使得車型選擇更加多樣。在外型上，取消了後側小窗，並在前進氣口與尾燈周邊採用了些許裝飾，內裝方面則導入了高背式前座椅，並內建頭枕，提升了乘坐舒適性與安全性。

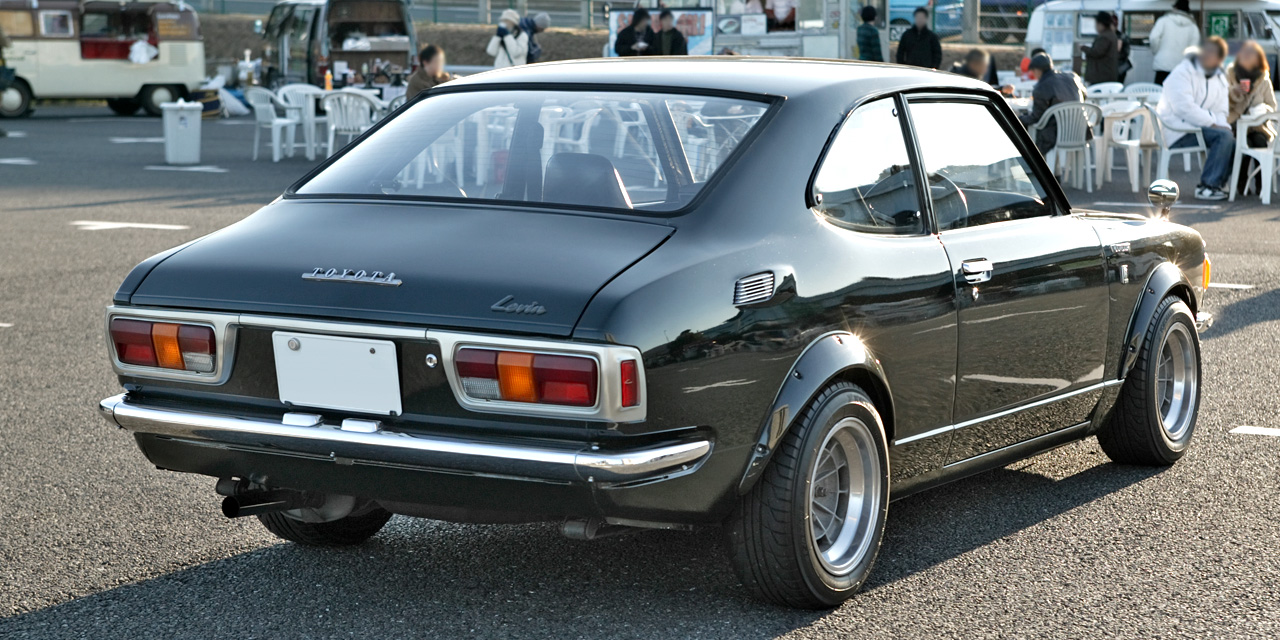
二代Corolla(尾部)

動力系統方面，第二代 Corolla 最初沿用了前代的 1,200cc 直列四缸 OHV 引擎（3K）。1970年9月，陸續加入了 T 系引擎，包括 1,400cc 和 1,600cc 的 OHV 引擎，以及 1,600cc 的 DOHC 引擎。最終，車系共提供三種引擎與六種動力選擇。此外，機械結構大致延續前代設計，但前懸吊系統改為不含橫向葉片彈簧的標準麥花臣設計。

## 第三代(E30, E40, E50, E60; 1974)
第三代Corolla於1974年4月正式上市。Corolla車系獲得了E30代號，而Sprinter則使用E40代號。為符合排放與碰撞安全標準，軸距增加了35毫米，前後輪距也分別擴大了40毫米。1976年1月，3門掀背車與2門斜背式轎跑車加入陣容，車身類型共計五種。同年3月更進行小改款，大多數Corolla E30車型被E50車型取代，而Sprinter E40車型則由E60車型接替，在第三代車型的生產期間，Corolla成為全球產量最高的汽車品牌，奠定了其在市場上的領導地位。
機械結構方面，第三代車型基本延續了前代的設計，提供1,200cc、1,400cc與1,600cc三種排氣量選擇。自排變速箱由2速升級為3速。此外，美國的碰撞安全標準也促使第三代Corolla使用了吸能式保險桿、防護車身側飾條，以及緊急收縮式的安全帶（部分車型沒有）。
在澳洲市場，KE3x/KE5x系列的車型選擇相當多樣，包括4門轎車（KE30/KE55）、2門轎車（KE30）、2門硬頂轎跑（KE35/KE55）、2門貨車版（KE36/KE38）、4門旅行車（KE36/KE38）以及2門掀背車（KE50/KE55）。所有KE3x車型均搭載3K引擎，並提供K40 4速手排、K50 5速手排、2速自排或3速自排變速箱，且沒有Sprinter車款可選。KE5x車型則改採4K引擎。KE55車型因車門增加了側撞防護結構，使車重增加了50公斤，但由於車體鈑金與接縫密封方式的變更，這一代車款較容易生鏽。後期KE55車型也將原本的全鍍鉻保險桿改為塑料包覆設計，同時首次配備了後防傾桿，以提升行駛穩定性。

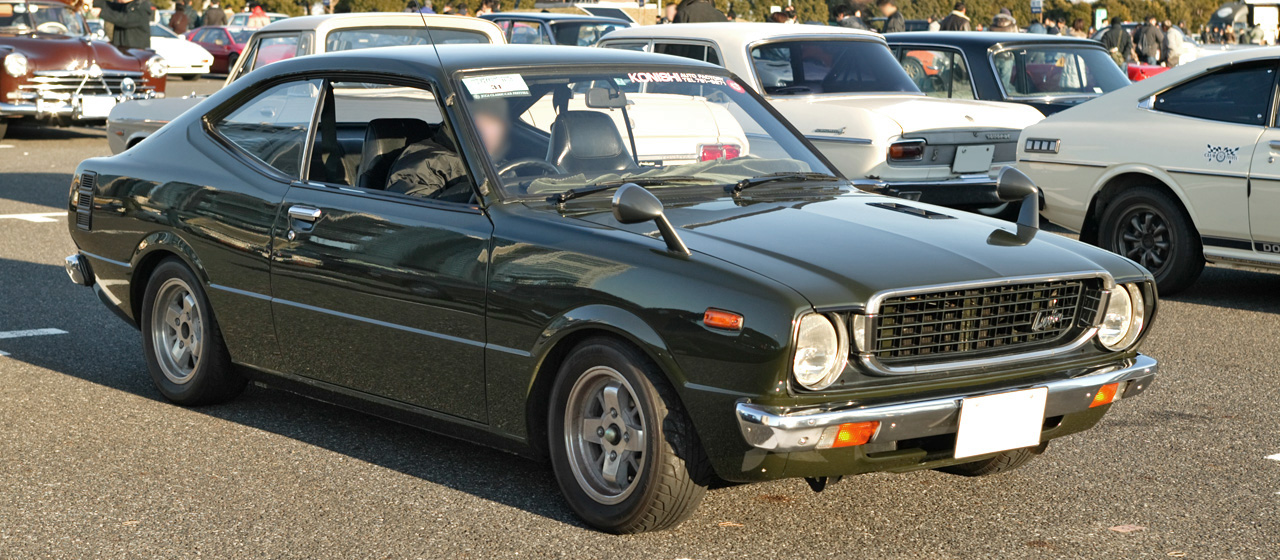
三代Corolla(車頭)
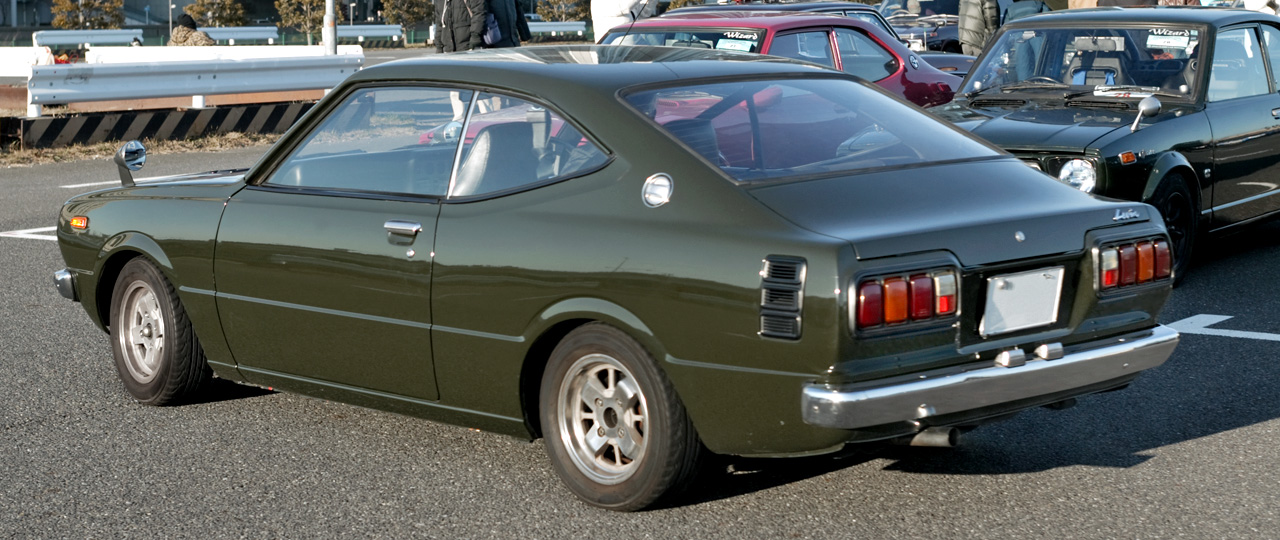
三代Corolla(車尾)
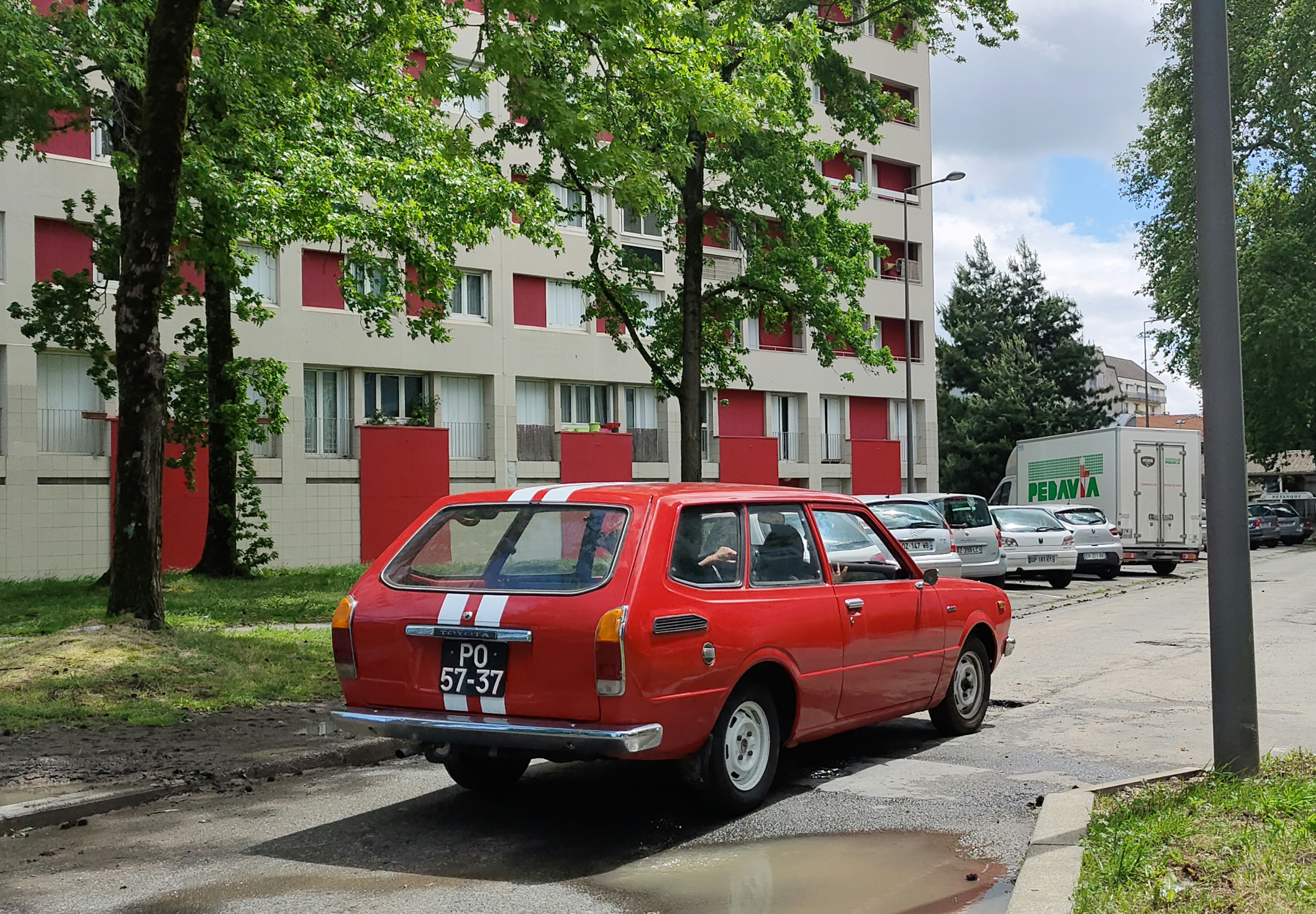
三代Corolla雙門貨車版
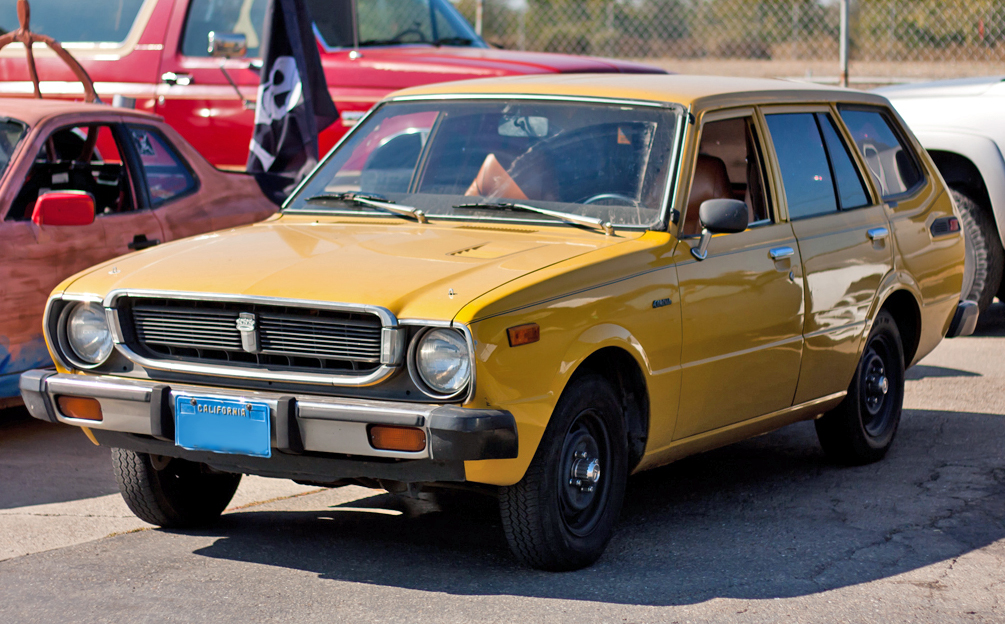
三代Corolla五門廂式版
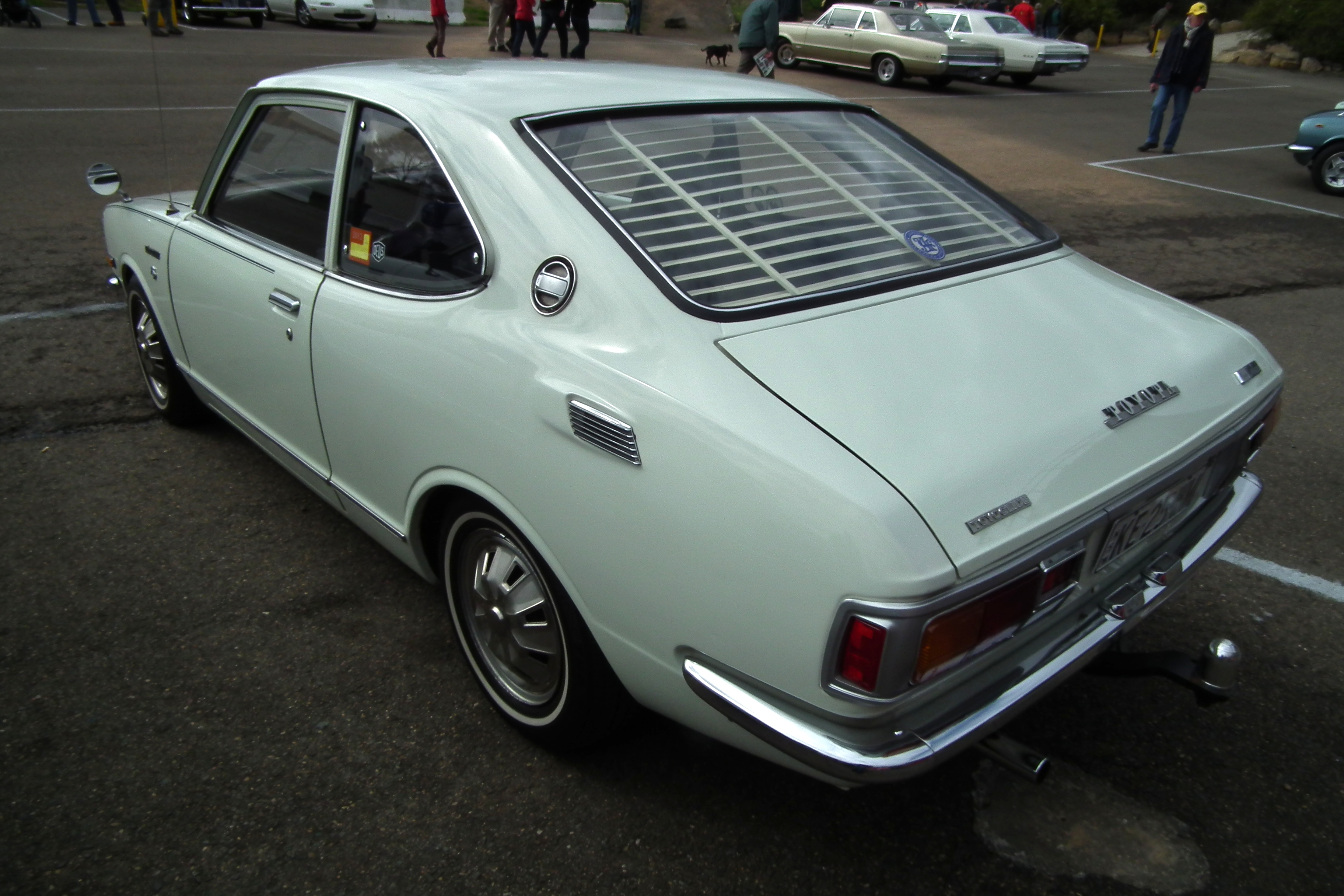
三代Corolla雙門斜背版

## 第四代 (E70; 1979)
第四代Corolla於1979年3月發表，軸距延長了30毫米，前輪距與後輪距則分別增加了25毫米與50毫米。同年8月，廂型車版本也進行了改款，使得Corolla的車身款式達到七種，涵蓋2門與4門轎車、硬頂車型、轎跑車、掀背車，以及2門與4門貨車版，成為品牌歷史上最多的車身樣式，並在1983年3月，Corolla的累積銷量正式突破1,000萬輛大關，創下全新紀錄。
在外觀方面，轎車與廂型車款採用了當時高級車流行的四圓燈設計，而轎跑車則使用兩個長方形頭燈。GT與Levin車型則配備了大型吸震聚氨酯保險桿。此外，前座頭枕不再與座椅一體成型，僅少數車款例外。動力選擇方面，提供了1,300 cc（4K-U）、1,500 cc（3A-U）與1,600 cc（2T-GEU）引擎，並為轎車與硬頂車型提供DOHC雙凸輪軸版本（2T-GEU）。4門轎車更在1979年8月追加1,800 cc（13T-U）引擎，並在1982年2月新增1,800 cc柴油引擎（1C）選項。

機械結構方面，後懸吊系統進行了重大改變，從原本的半橢圓葉片彈簧改為4連桿螺旋彈簧並搭配側向拉桿，提升了乘坐舒適性與行駛穩定性。此外，全車系標配了伺服輔助前碟煞，而1,300 cc車型更採用了齒輪齒條式轉向系統。在1981年8月的小改款中，車系大多數車型的頭燈改為長方形（廂型車除外）。

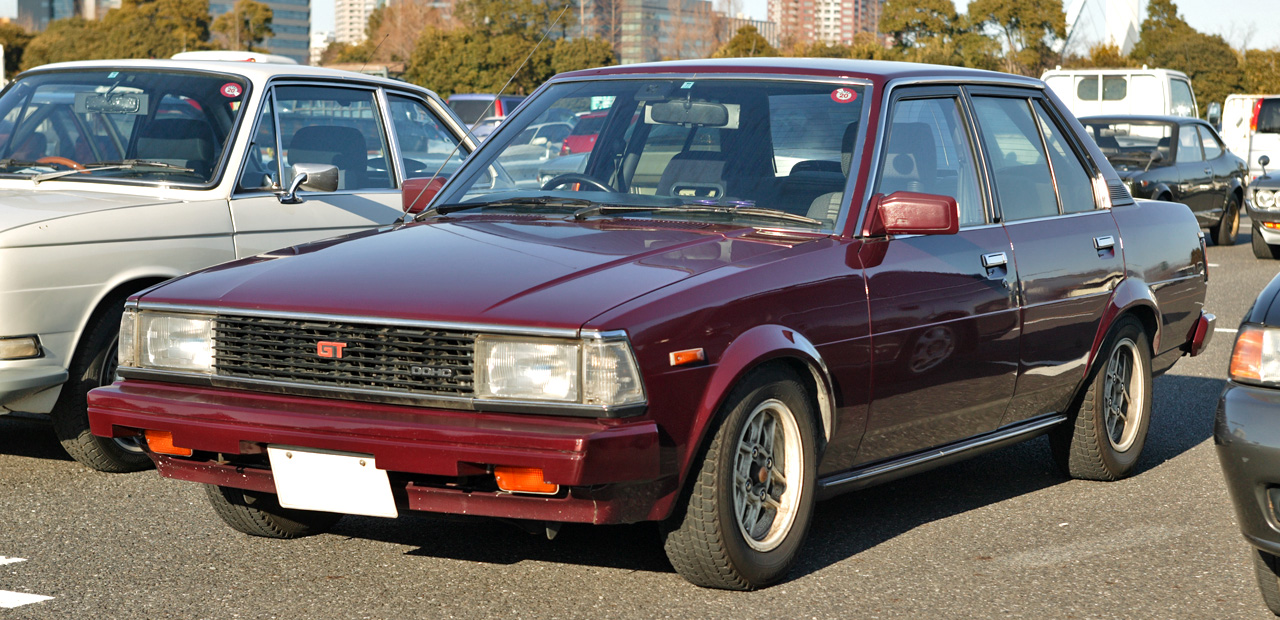
第四代Corolla(四門轎車)
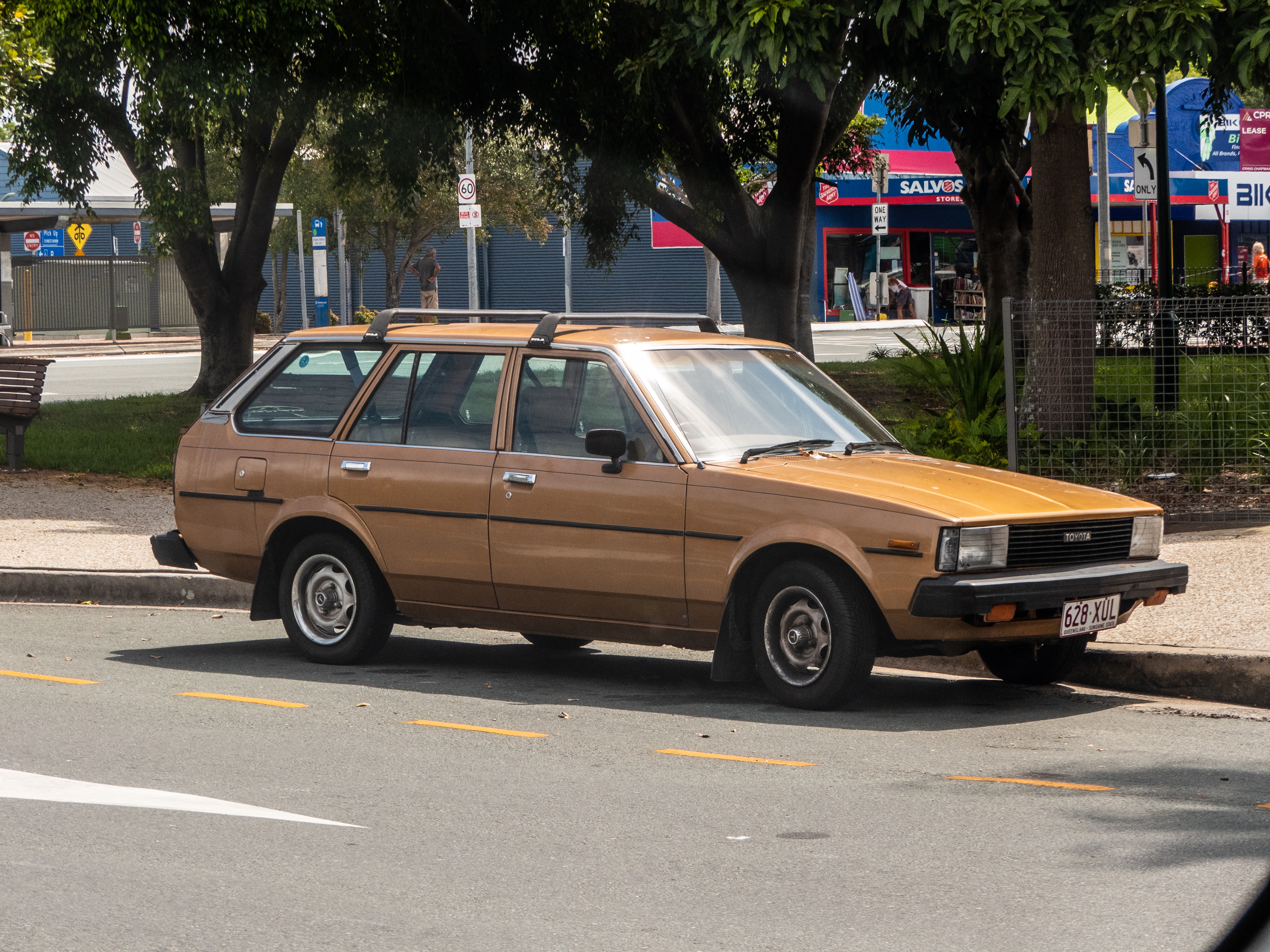
第四代Corolla(五門廂型)
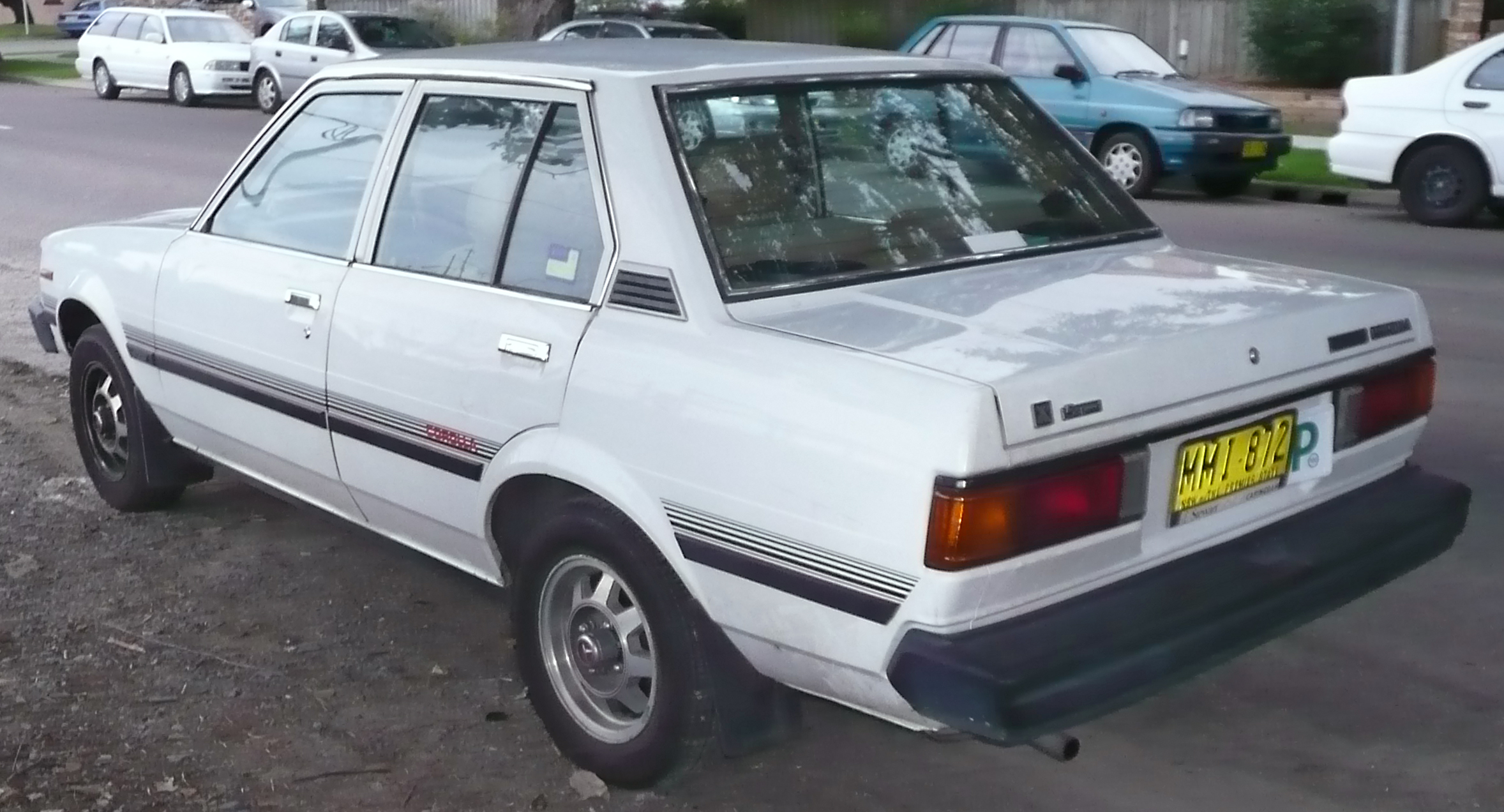
第四代Corolla(四門轎車)
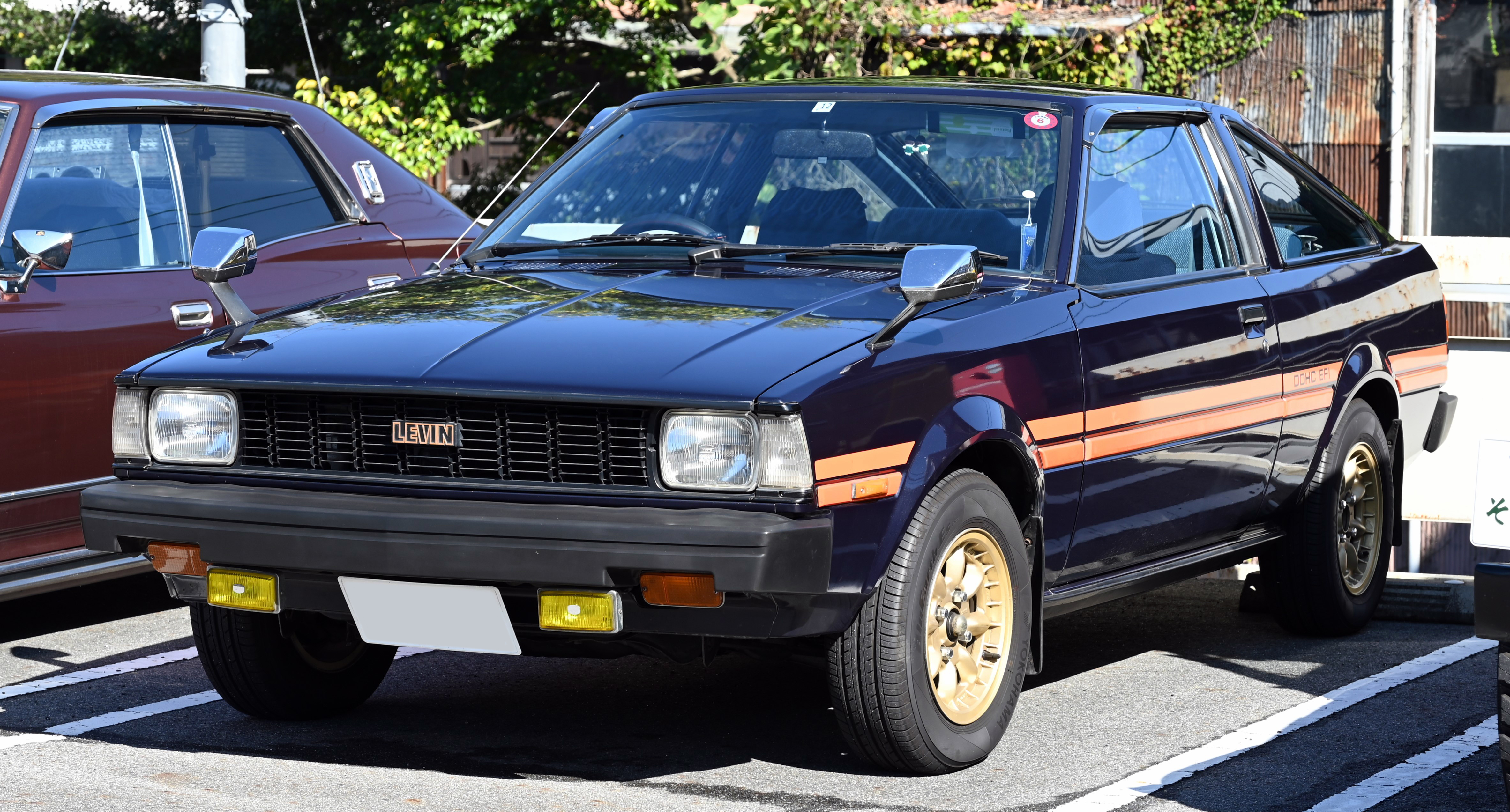
第四代Corolla Levin(雙門掀背)
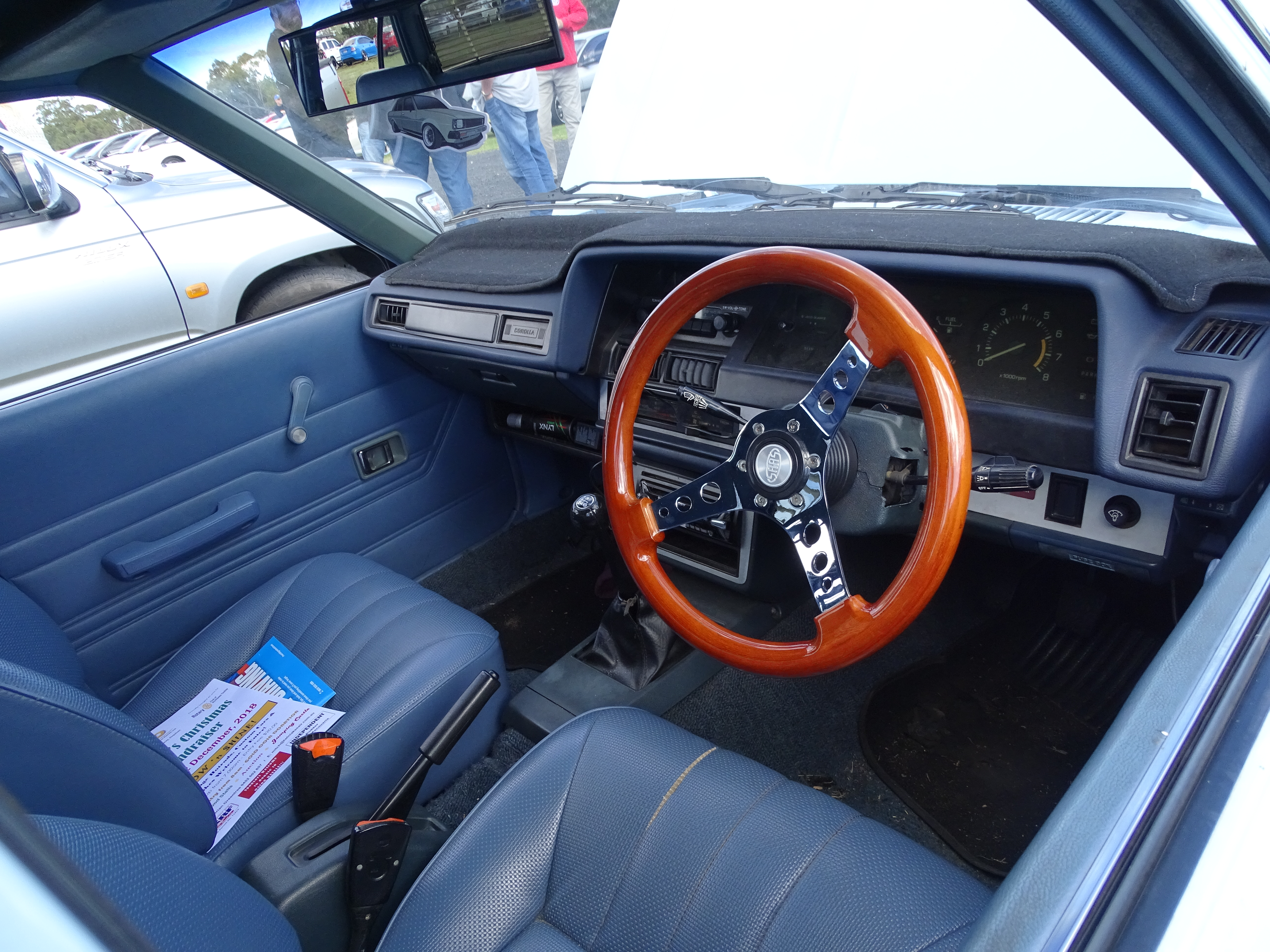
第四代Corolla內裝

## 第五代(E80；1983)
1983年5月，第五代Corolla 與 Sprinter 相繼問世，本次改款為Corolla最具變革之一次。為符合全球市場發展趨勢，家用轎車版本的驅動配置從前置後驅（FR）改為前置前驅（FF）。然而，為了確保運動性能，雙門跑車版本仍然保留了後驅佈局。
轎車提供四門與五門版本，後者被稱為掀背車(Liftback)。外觀設計更具歐洲風格，前後保險桿不再使用金屬或聚氨酯，而是改以塑膠並與車身進行一體化設計。後視鏡位置也從葉子板改為車門上。此外，懸吊系統採用了四輪獨立麥花臣支柱，進一步提升操控與舒適性。
這一代的橫置引擎選擇包括1.3升SOHC（2A-LU）、1.5升（3A-LU）、1.8升柴油（1C-LU）及1.6升電子燃油噴射（4A-ELU）引擎。其中，1.6升車型首次在這個級距的車款中引入電子控制四速自排變速箱（ECT）。旅行車與廂型車版本則未進行全面改款，而是沿用前代車型，但車頂高度增加了45mm，以提升車內頭部空間與載物能力。

值得注意的是，AE85與AE86的底盤代號同樣適用於Sprinter及Sprinter Trueno，而Sprinter在外觀上與Corolla Levin幾乎相同，僅在細節設計上有所不同，例如部分車型為可掀式頭燈。

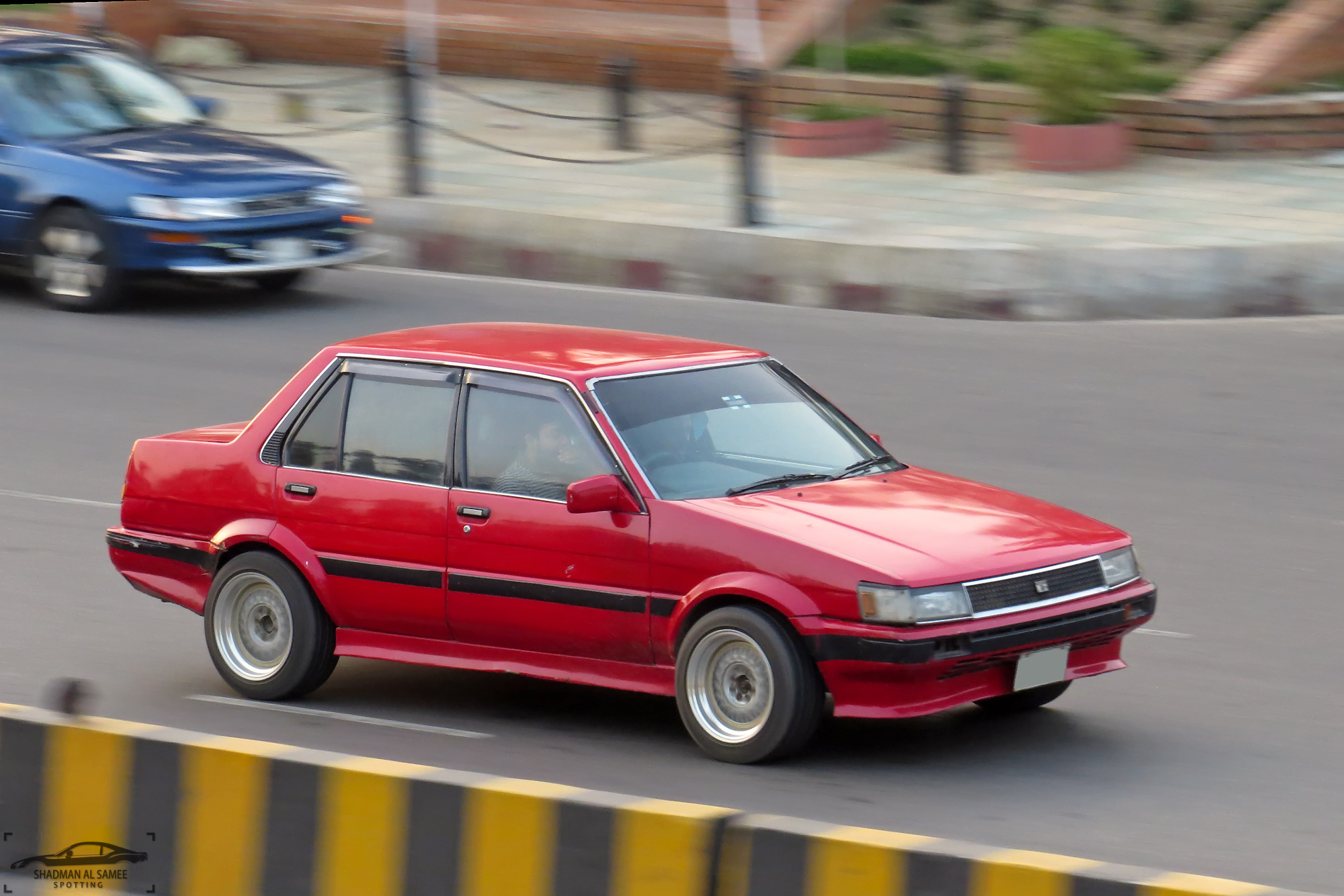
第五代Corolla(四門轎車)
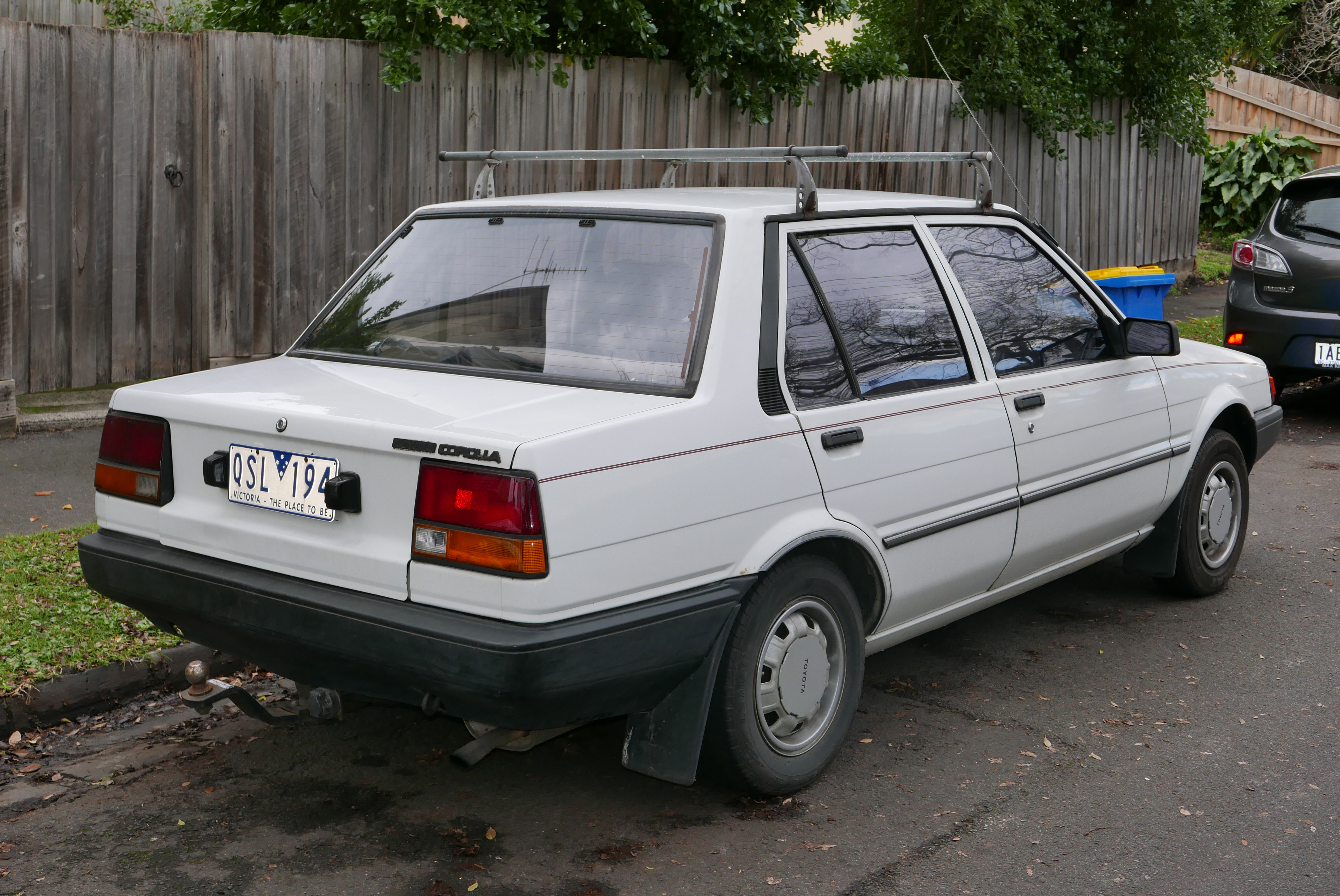
第五代Corolla(四門轎車)
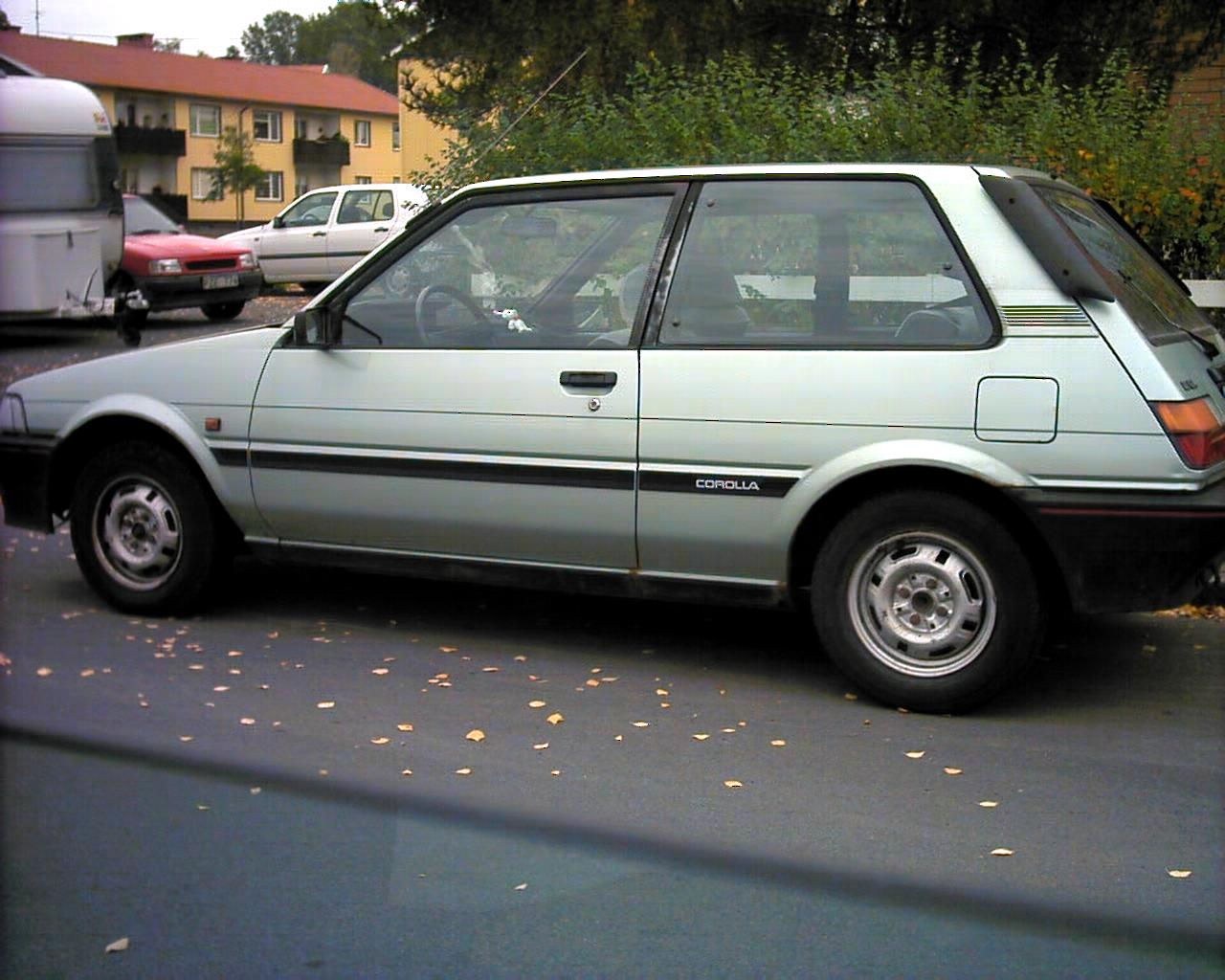
第五代Corolla(三門掀背)
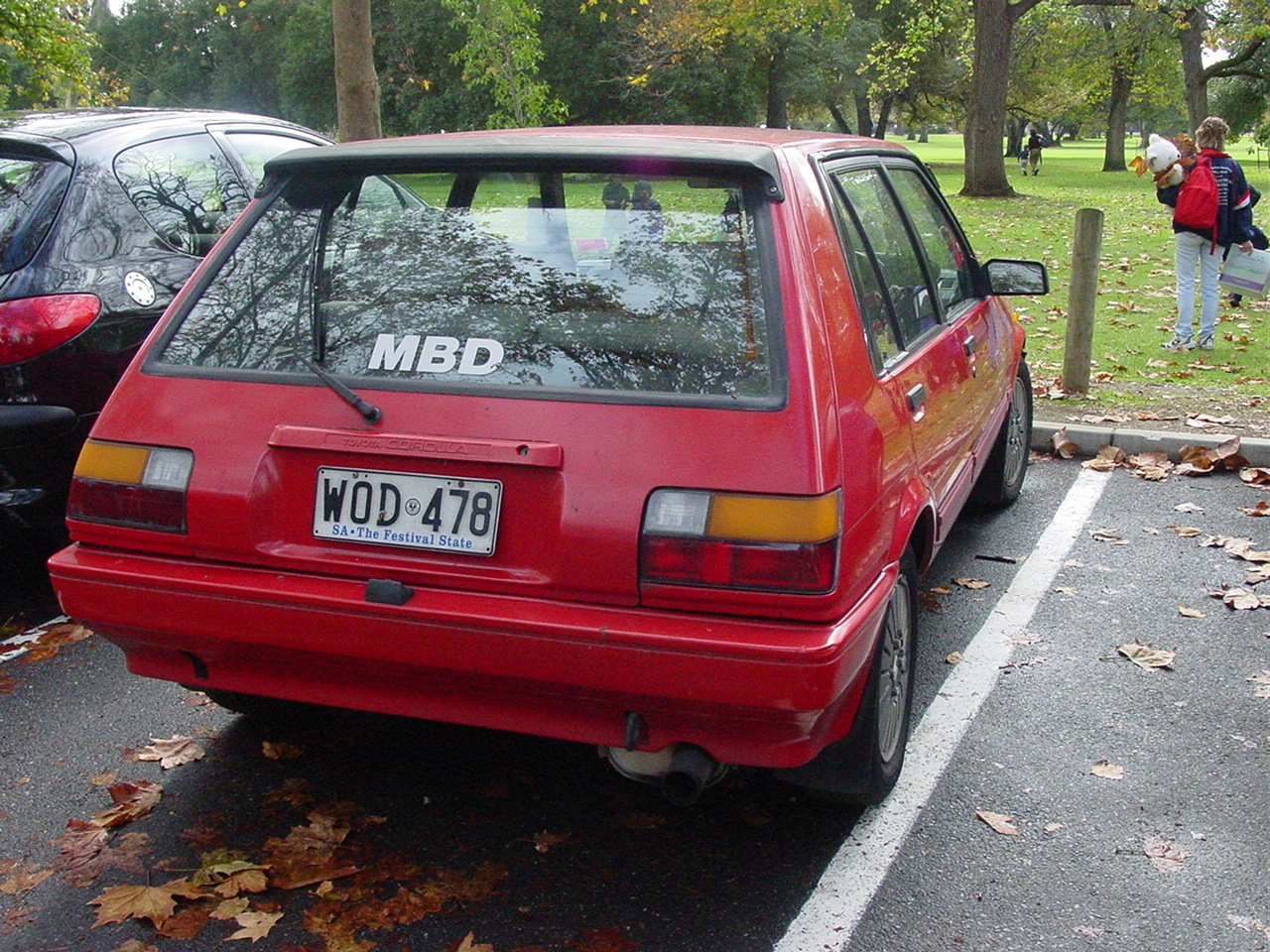
第五代Corolla(五門掀背)
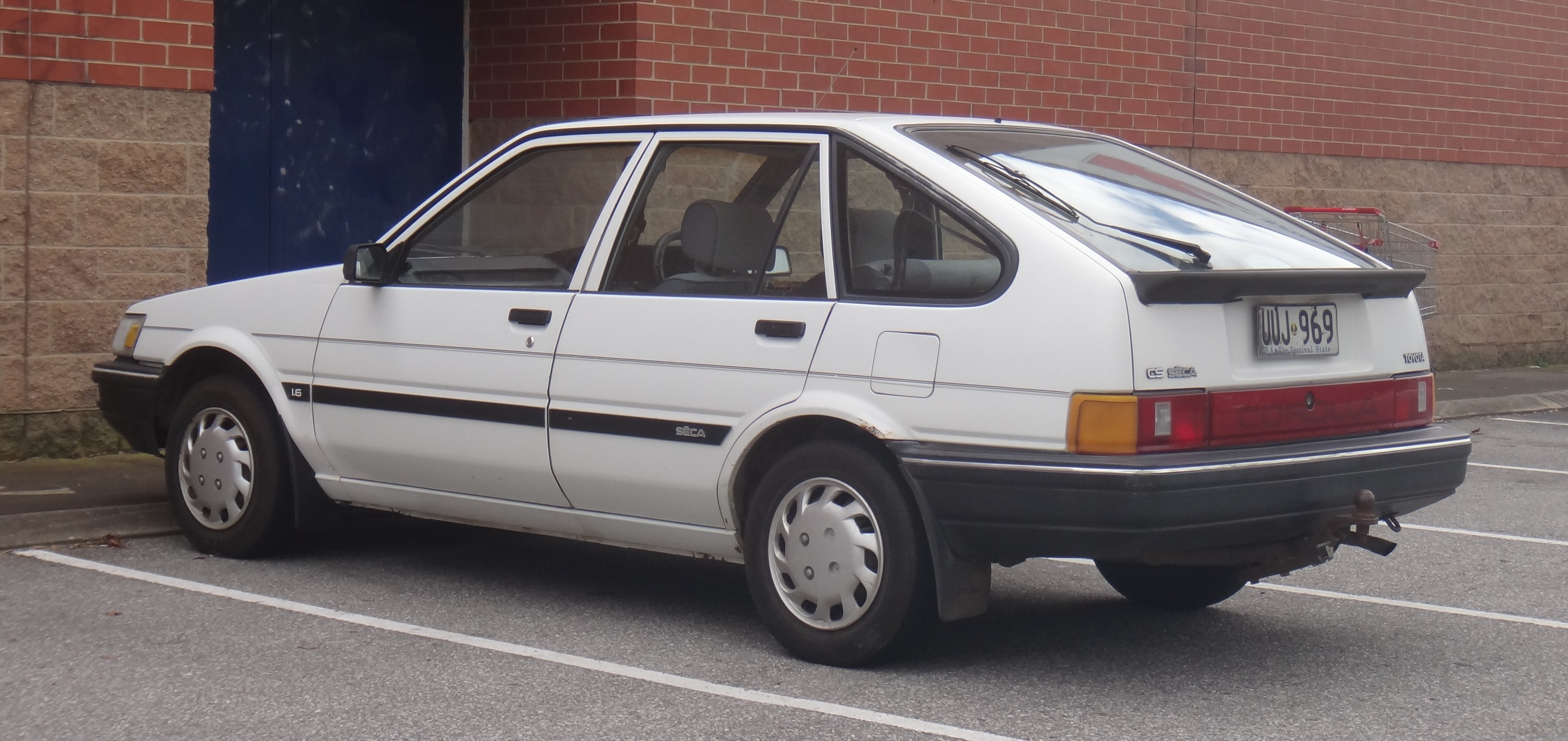
第五代Corolla(五門斜背)
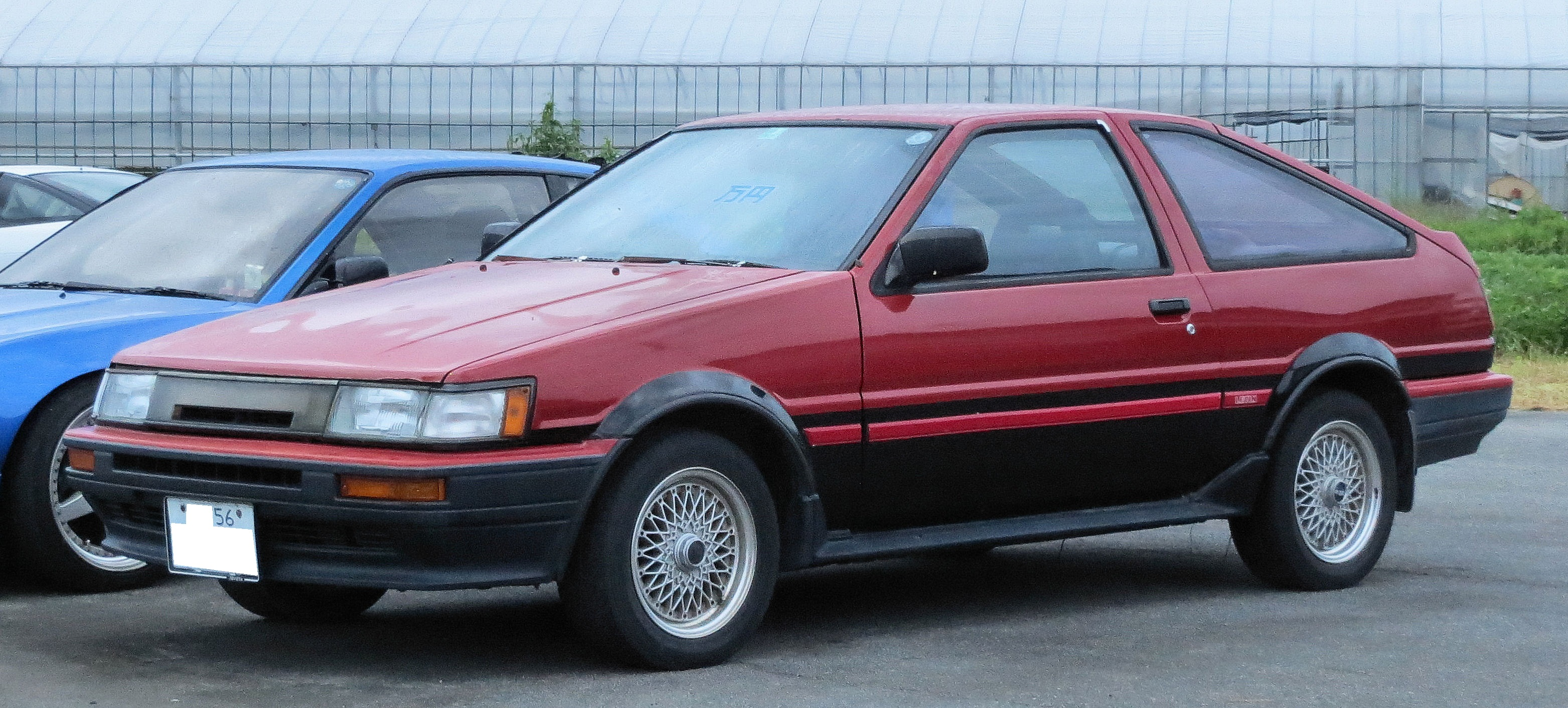
五代Corolla Levin(掀背版)
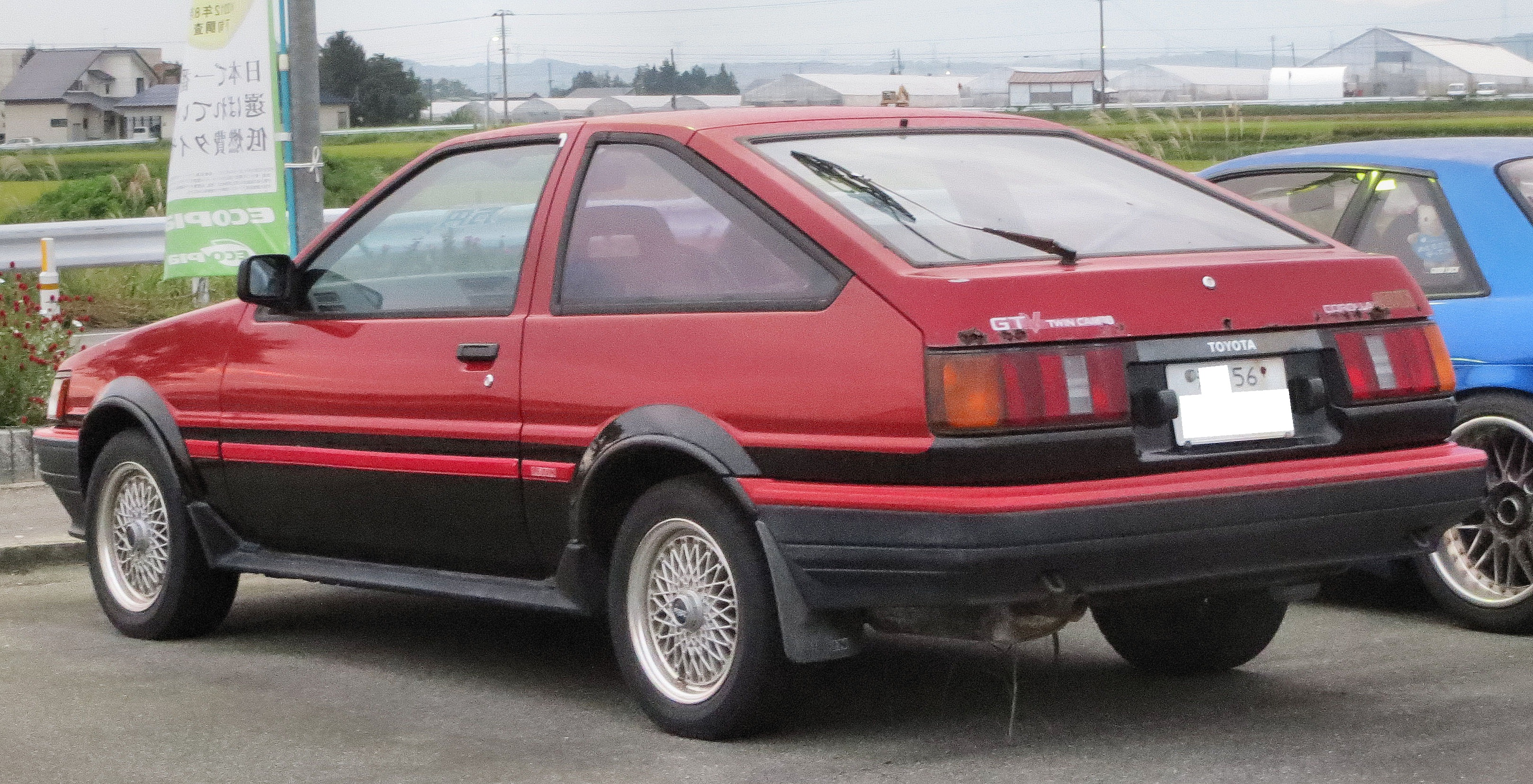
五代Corolla Levin(掀背版)
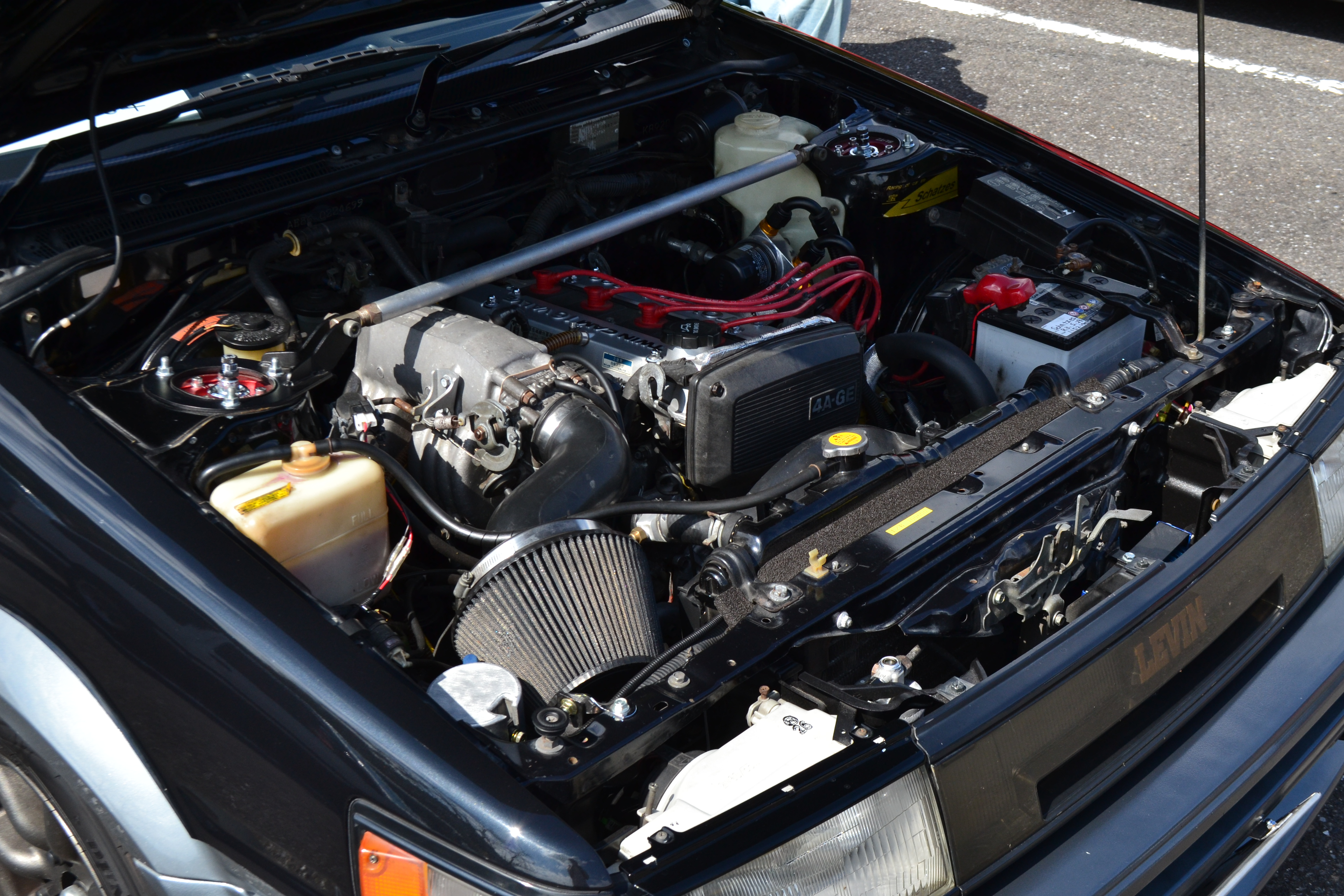
五代Corolla Levin(掀背版)

## 第六代（E90；1987）
1987年5月，第六代Corolla推出，其以「超越同級的全球高品質轎車」作為設計理念，進一步提升了車款形象。在日本市場，豐田取消了五門掀背車款，而原本未經歷第五代變革的貨車版與旅行車，則以第六代Corolla轎車為基礎進行改款，並於轎車推出三個月後正式上市。其中，廂型車僅提供四門車型。
設計方面，採用更加圓潤且符合空氣力學的設計風格，使整體質感較舊款Corolla及其他小型車更為精緻。動力選擇包括1.3升（2E）75 PS、1.5升（5A-F）83 PS與1.6升雙凸輪軸（4A-GEU）汽油引擎，另有1.8升柴油引擎可供選擇。高規格的G Touring旅行車採用了與轎車相同的麥花臣支柱與螺旋彈簧後懸吊系統。1989年5月，主要的1.5升引擎升級為電子燃油噴射（EFI）版本，以提升效能與燃油經濟性。
同年10月，Corolla轎車首次加入四輪驅動（4WD）車型，以因應4WD技術在雪地地區的需求，不再僅限於越野愛好者的選擇。此後，許多Corolla車型開始提供4WD選配，進一步拓展市場。直至1990年，Corolla在日本市場創下年銷售量308,000輛的紀錄，成為當時品牌年銷量最高的車款。這項紀錄一直保持到2010年，才由Prius打破。

另外在美國市場，E90世代的Sprinter不僅以Toyota Sprinter的名義銷售，還以Geo Prizm品牌推出；而在澳洲，E90 Corolla則同時以Toyota Corolla與Holden Nova的品牌販售，以適應當地市場的多元需求。此外，在南非，這一代車型的生產一直持續到2006年8月，展現了其在當地市場的長期受歡迎程度。

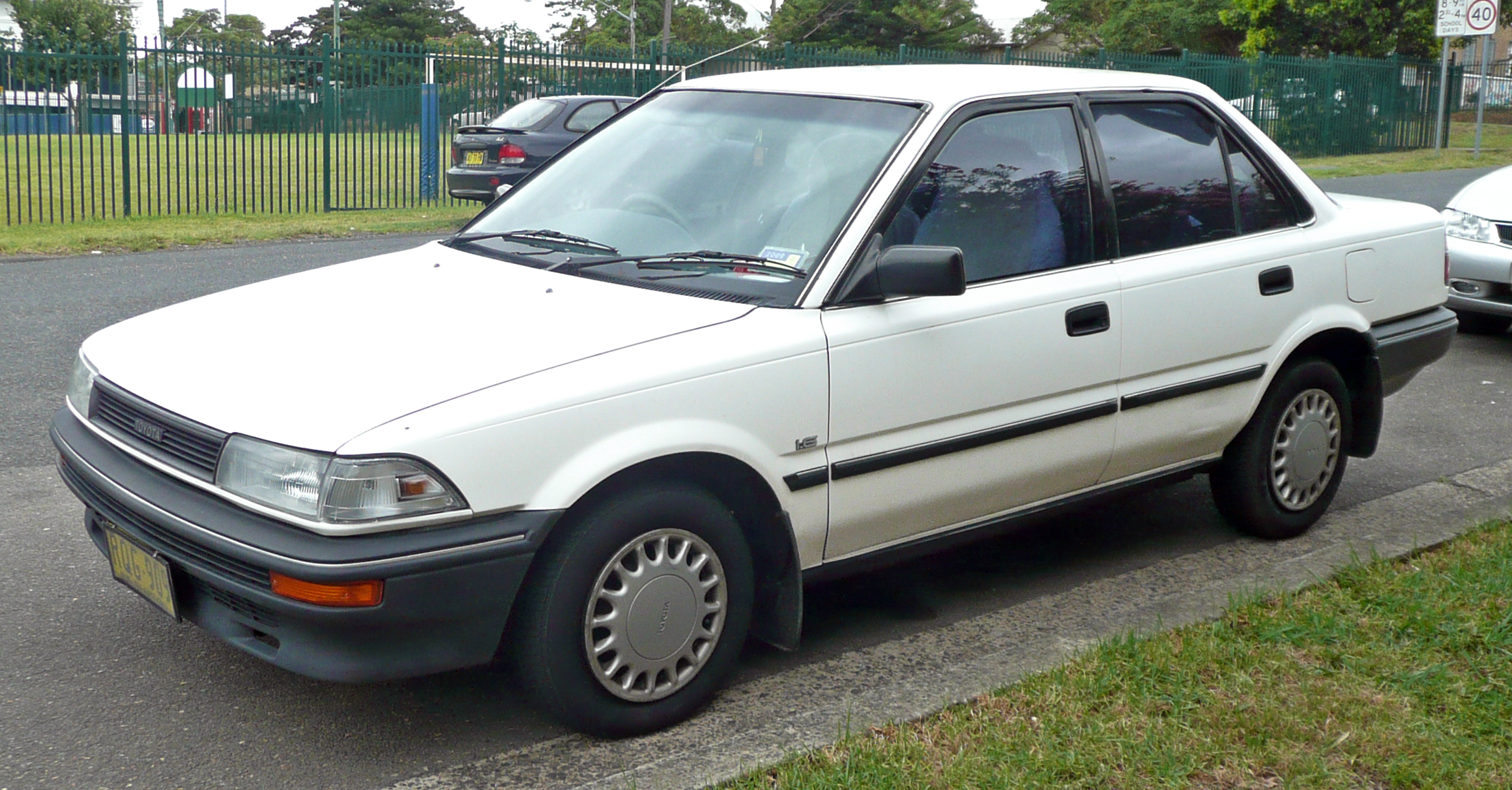
第六代Corolla(四門版)
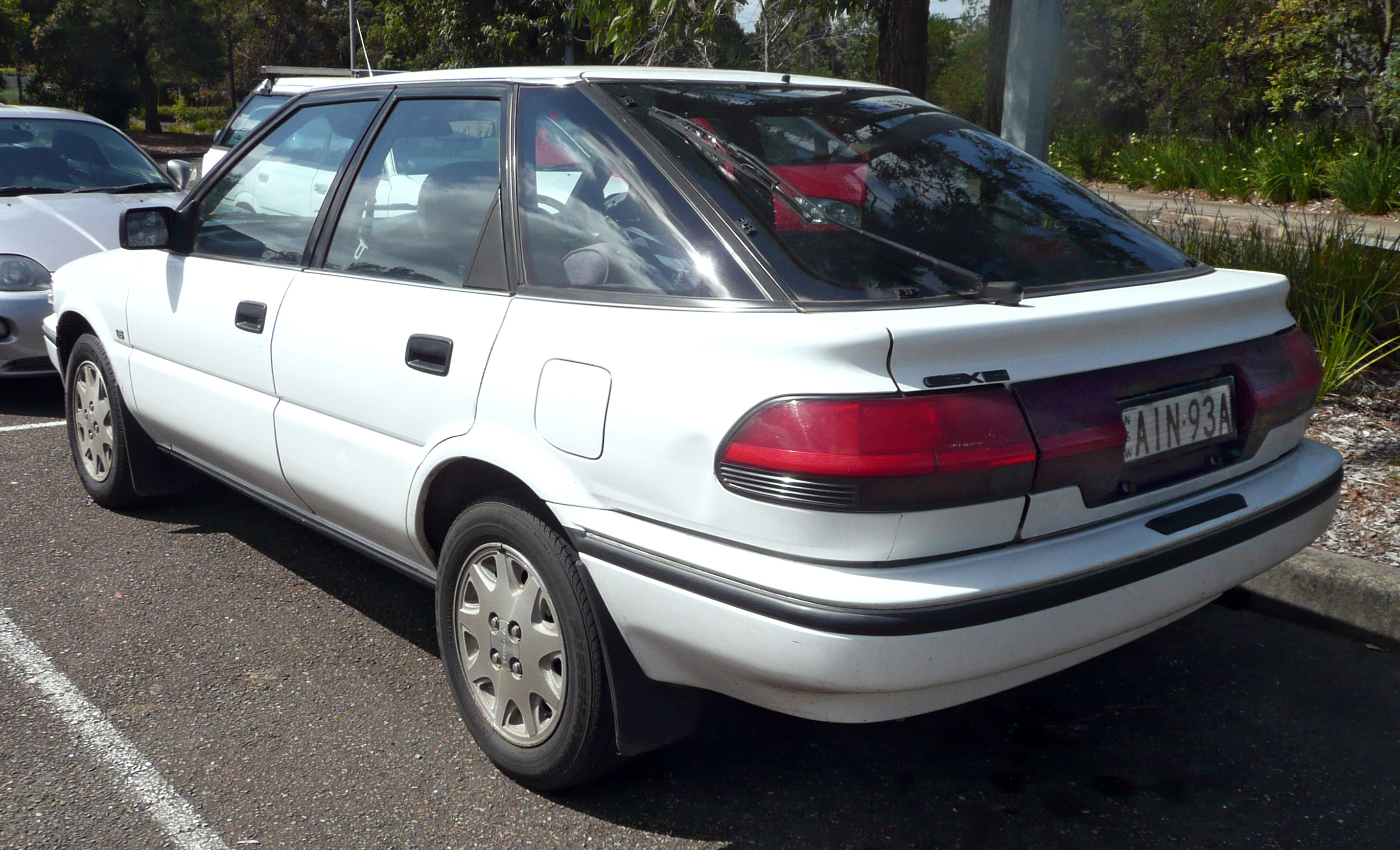
第六代Corolla(五門掀背版)
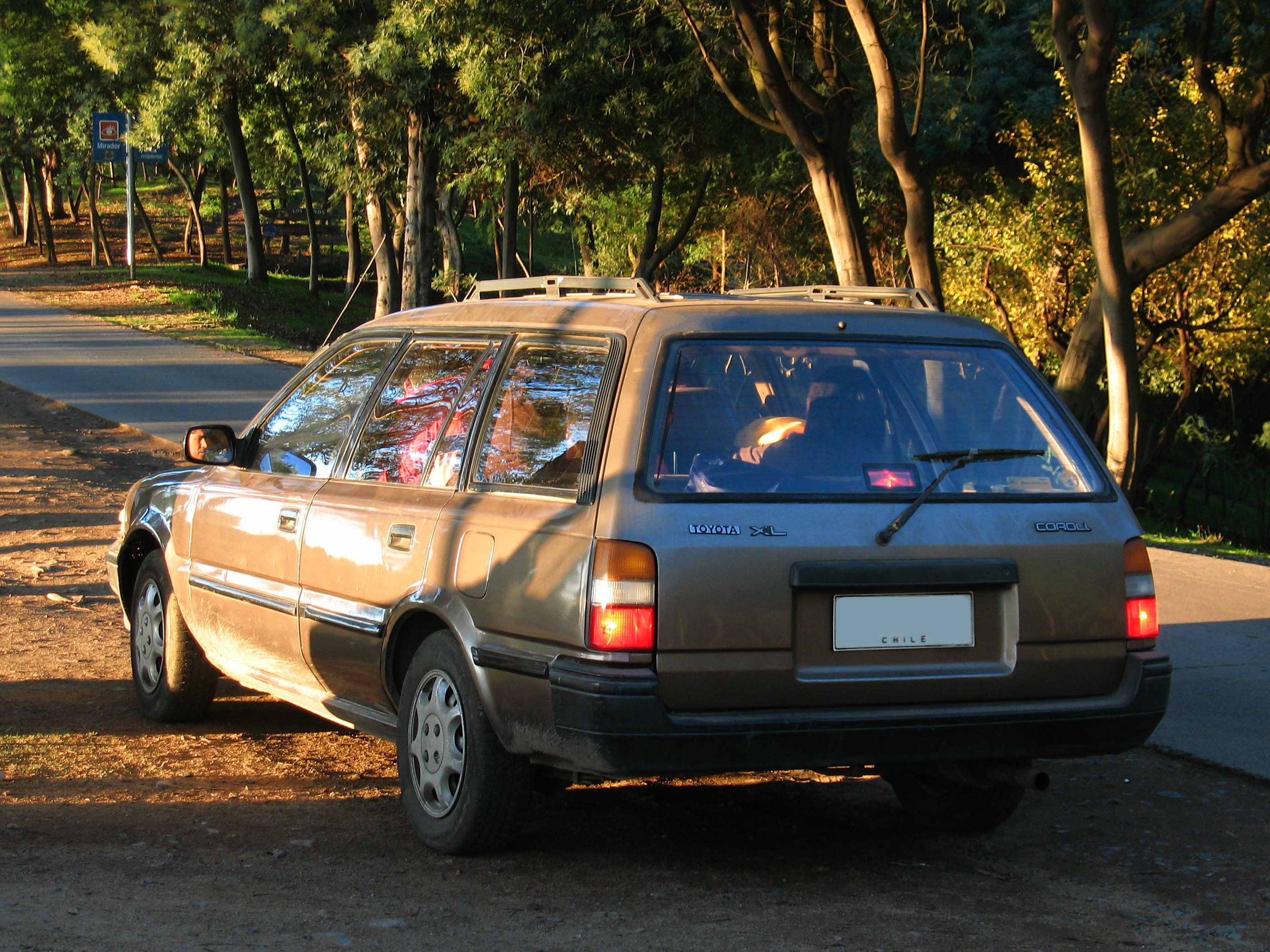
第六代Corolla(五門廂型)
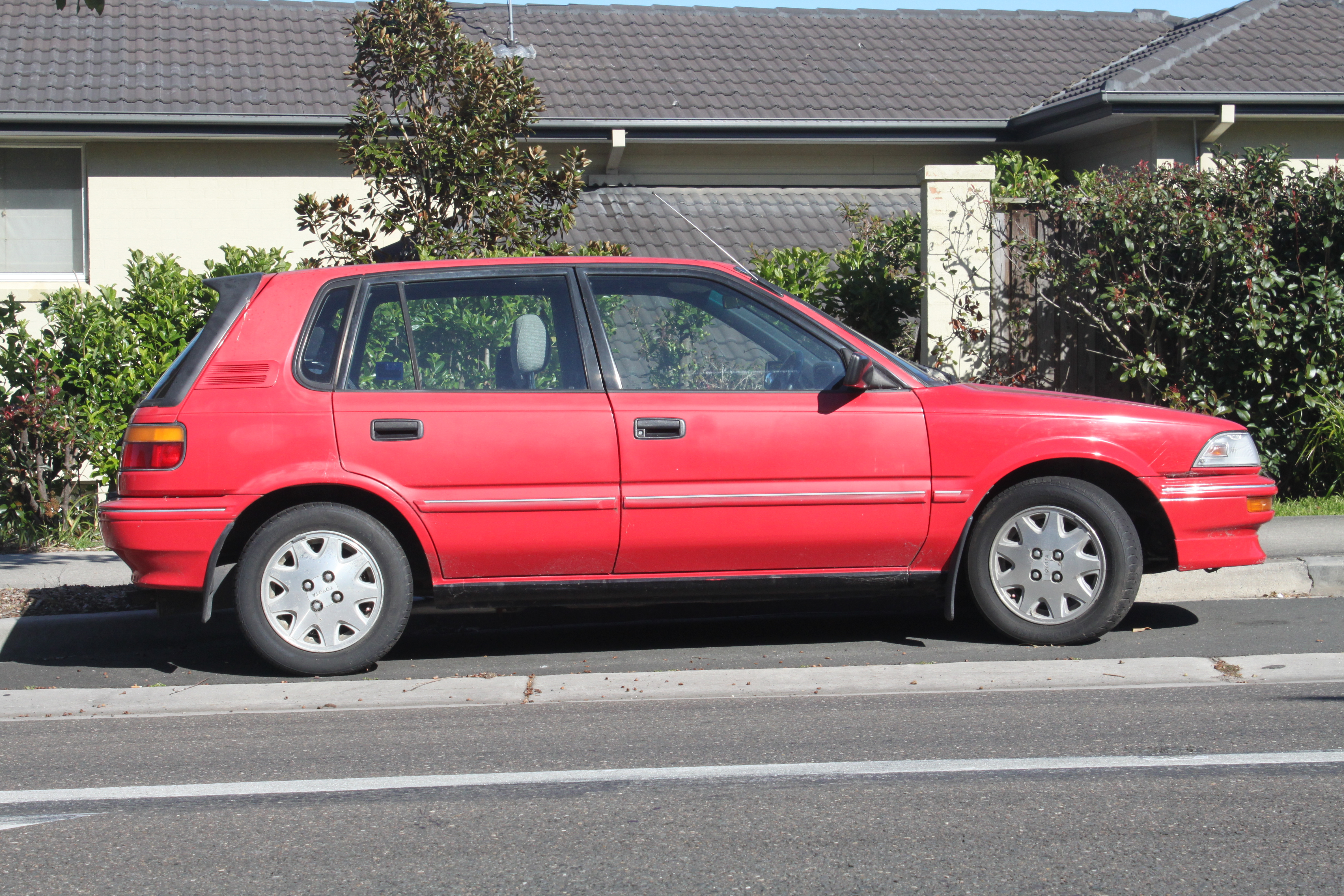
第六代Corolla(四門掀背版)
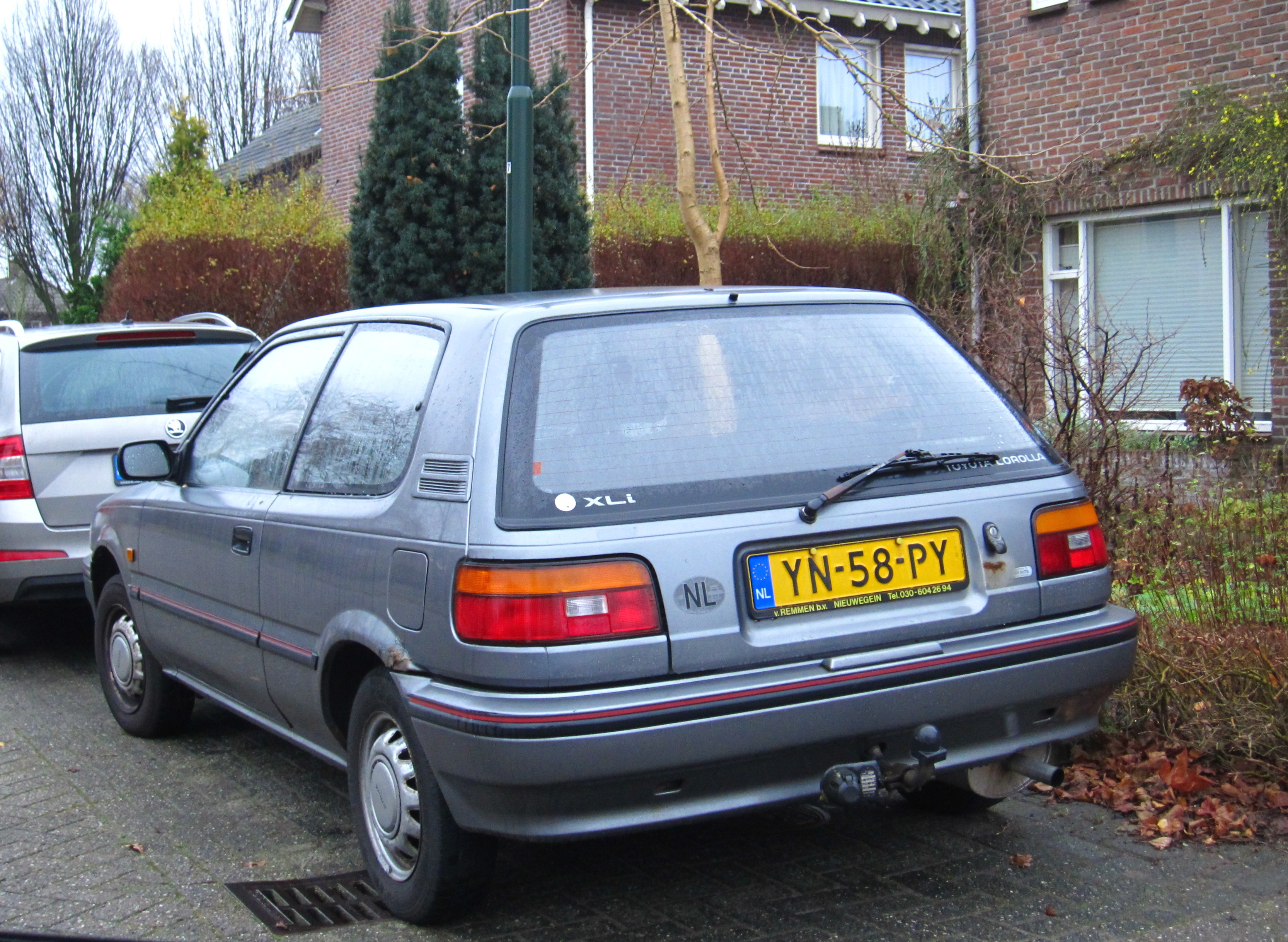
第六代Corolla(三門掀背版)

## 第七代（E100；1991）
1991年6月，第七代Corolla推出，車身在軸距、長度、寬度和高度方面進一步放大，整體外觀風格呈現出更加堅固且高級的感覺，同時符合1990年代相當圓潤且具有空氣動力學造型的設計。同年9月時，旅行版本和廂型車型也進行了全面的改款。
第七代Corolla提供了五種引擎選擇，包括：1.3公升100匹馬力、標準版1.5公升105匹馬力、1.6公升「高機械」雙凸輪115匹馬力，以及運動型雙凸輪20氣門160匹馬力的汽油引擎，還有一款2公升73匹馬力的柴油引擎。「高機械」雙凸輪引擎是一種高效的DOHC引擎，搭配特殊齒輪驅動雙凸輪軸；運動型雙凸輪引擎則是一款專為運動性能設計的DOHC引擎。雖然1991年的Corolla最初僅提供前引擎、前輪驅動配置，但自1991年9月起，亦推出了四輪驅動車型。

值得注意的是，第七代Corolla旅行車持續推出，直到第九代Corolla推出時，才由九代Corolla旅行版本Fielder取代，而貨車版本則跳過了兩次改款，並在2002年由Probox取代。

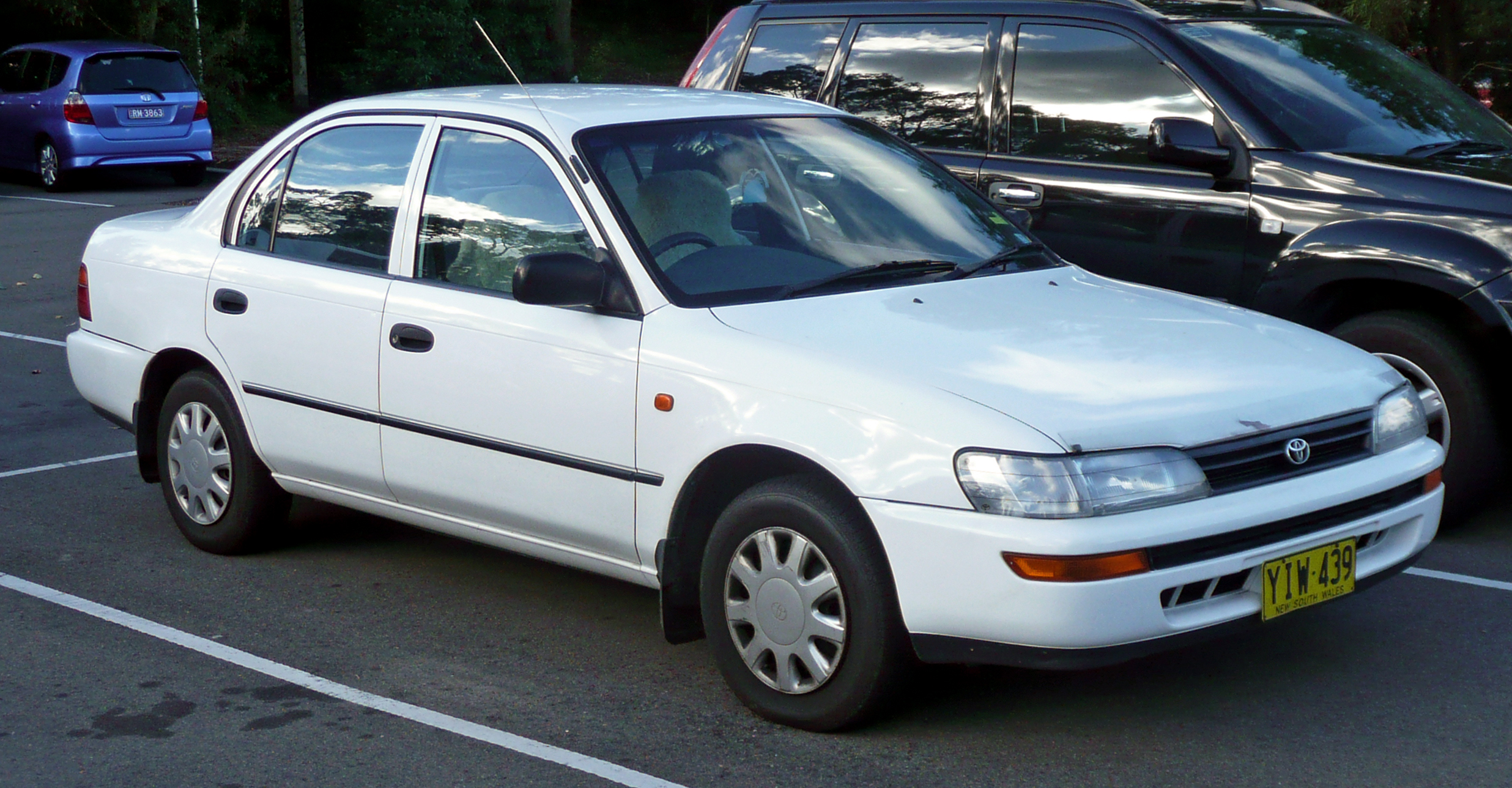
第七代Corolla(四門版)
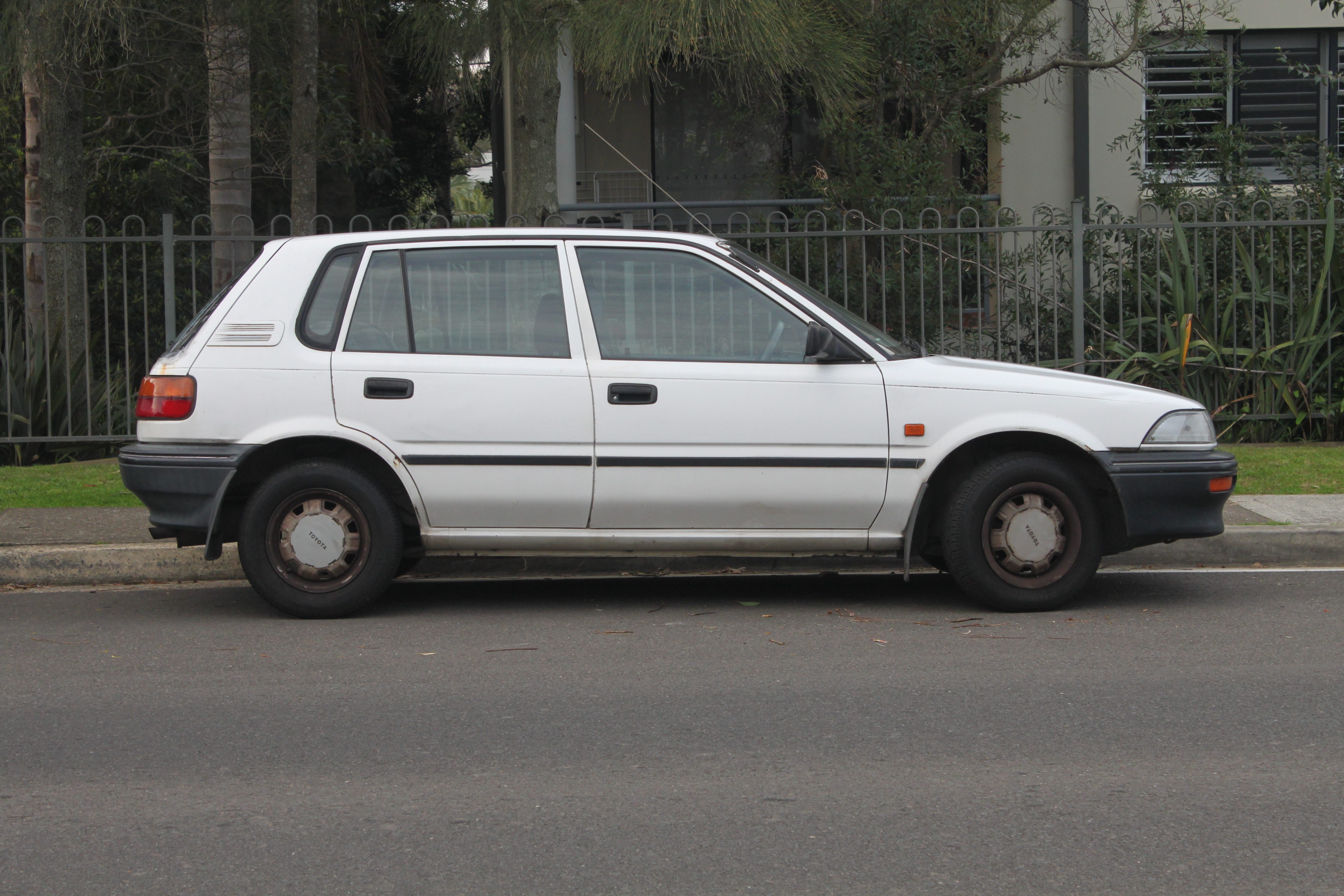
第七代Corolla(五門掀背版)
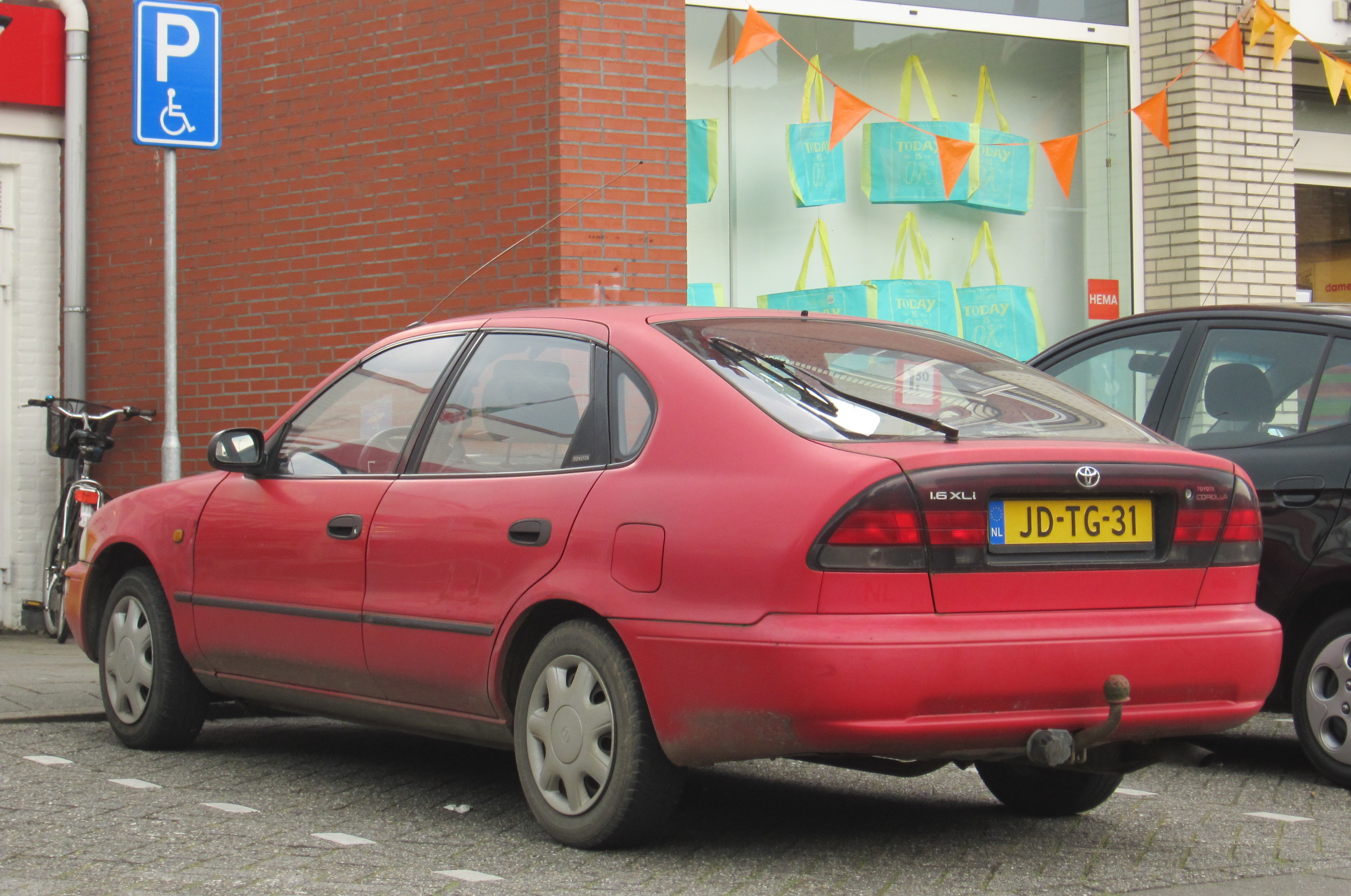
第七代Corolla(五門斜背版)
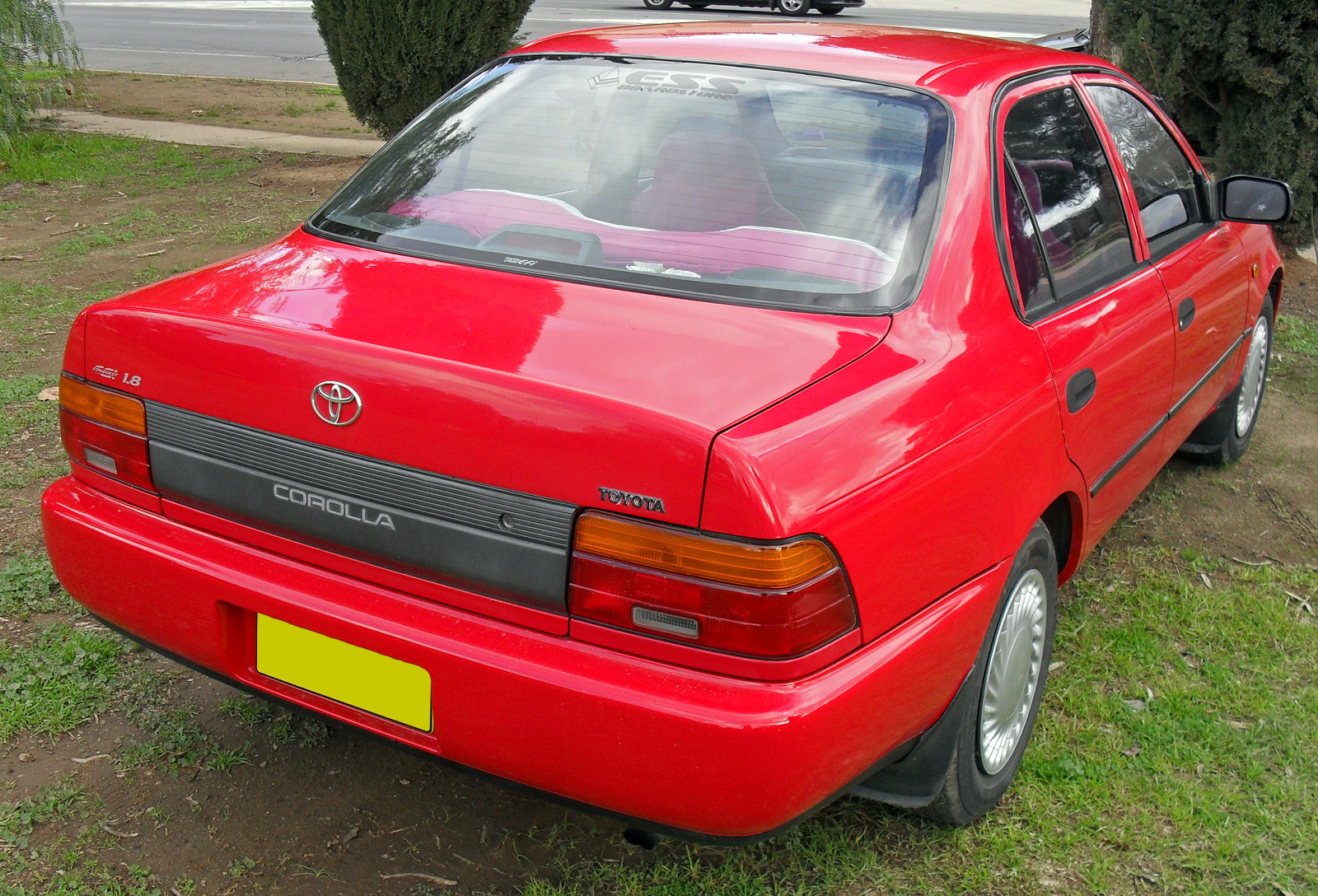
第七代Corolla(四門版)
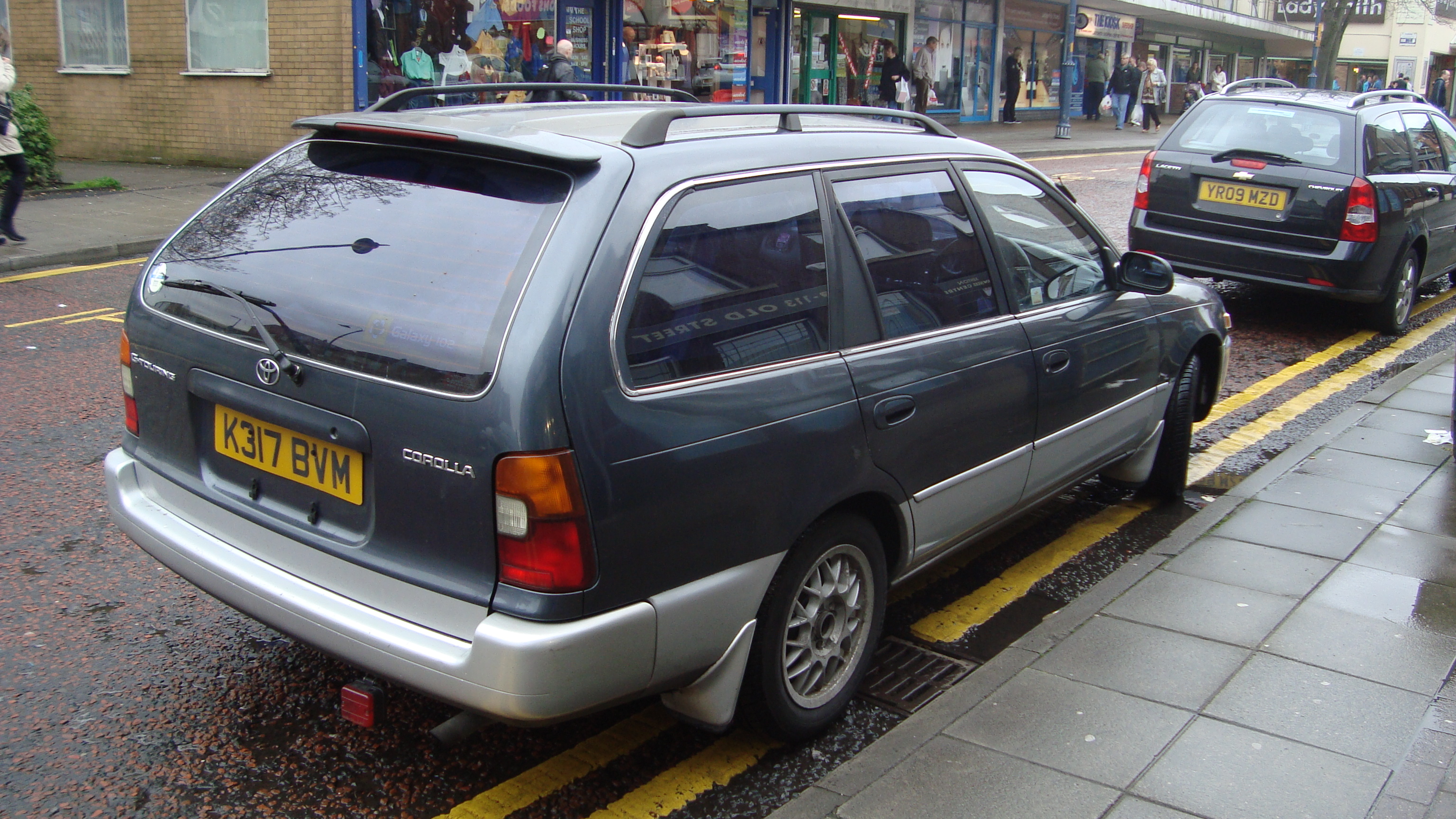
第七代Corolla(五門旅行版)

## 第八代(E110；1995)
1995年5月第八代卡羅拉上市，由於這代開發時更注重環保、安全性及成本考量。因此車身尺寸並無變化，且沿用許多前代零部件，同時第八代Corolla採用全新GOA安全車體結構，使重量相較於七代減少了50公斤左右。
外觀方面，更加趨於現代化；且豐田開始改變策略，針對各地市場進行差異化改造，使第八代卡羅拉在不同市場擁有不同外觀。第八代Corolla的車型包括4門轎車、2門轎跑車（Levin）、4門硬頂車（Ceres）、多用途車（Spacio）、4門旅行車及4門廂型車。然而，除了轎車與轎跑車外，其他車型的生產週期有所不同。
引擎陣容以1.6公升5閥VVT單元（4A-G）為主，最大輸出為165匹馬力，其後是1.6公升、1.5公升及1.3公升「高效機械」雙凸輪單元（分別產生115匹、100匹及88匹馬力），此外還有一款減少NOx及煙霧排放的2公升柴油引擎。傳動系統包括5速手排或4速自排，懸吊系統則採用4輪麥弗遜獨立懸吊。提供前置引擎、前輪驅動及四輪驅動配置。2廂掀背車型則不再提供。
另外，豐田卡嘉實多車隊（Toyota Castrol Team）於1997年基於第八代歐規卡羅拉打造了Toyota Corolla WRC拉力賽車，用於參加世界拉力錦標賽（WRC），並取代了原先使用的Celica Turbo ST205。Toyota Corolla WRC總共獲得了四場拉力賽的勝利，並在1999年贏得了世界製造商冠軍頭銜。

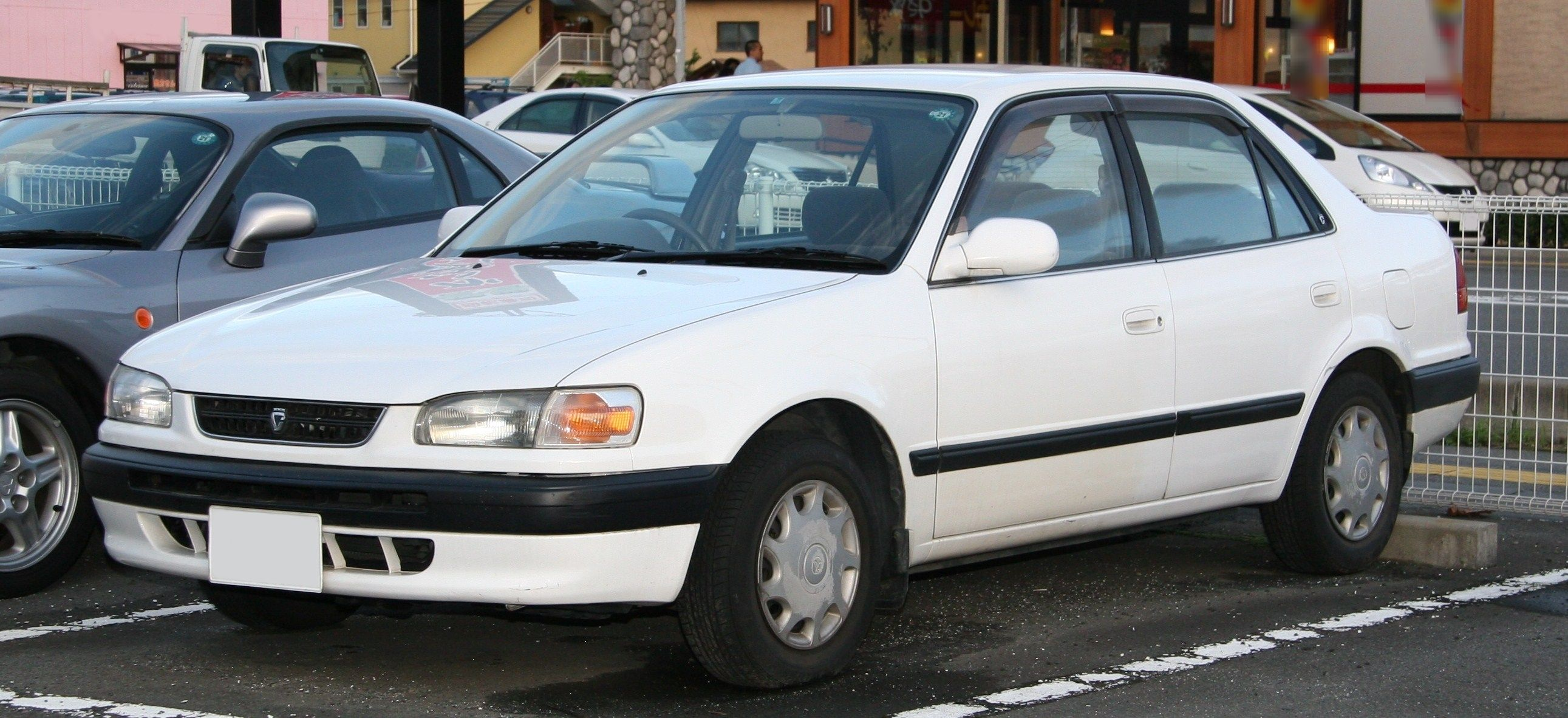
第八代Corolla(日本版)
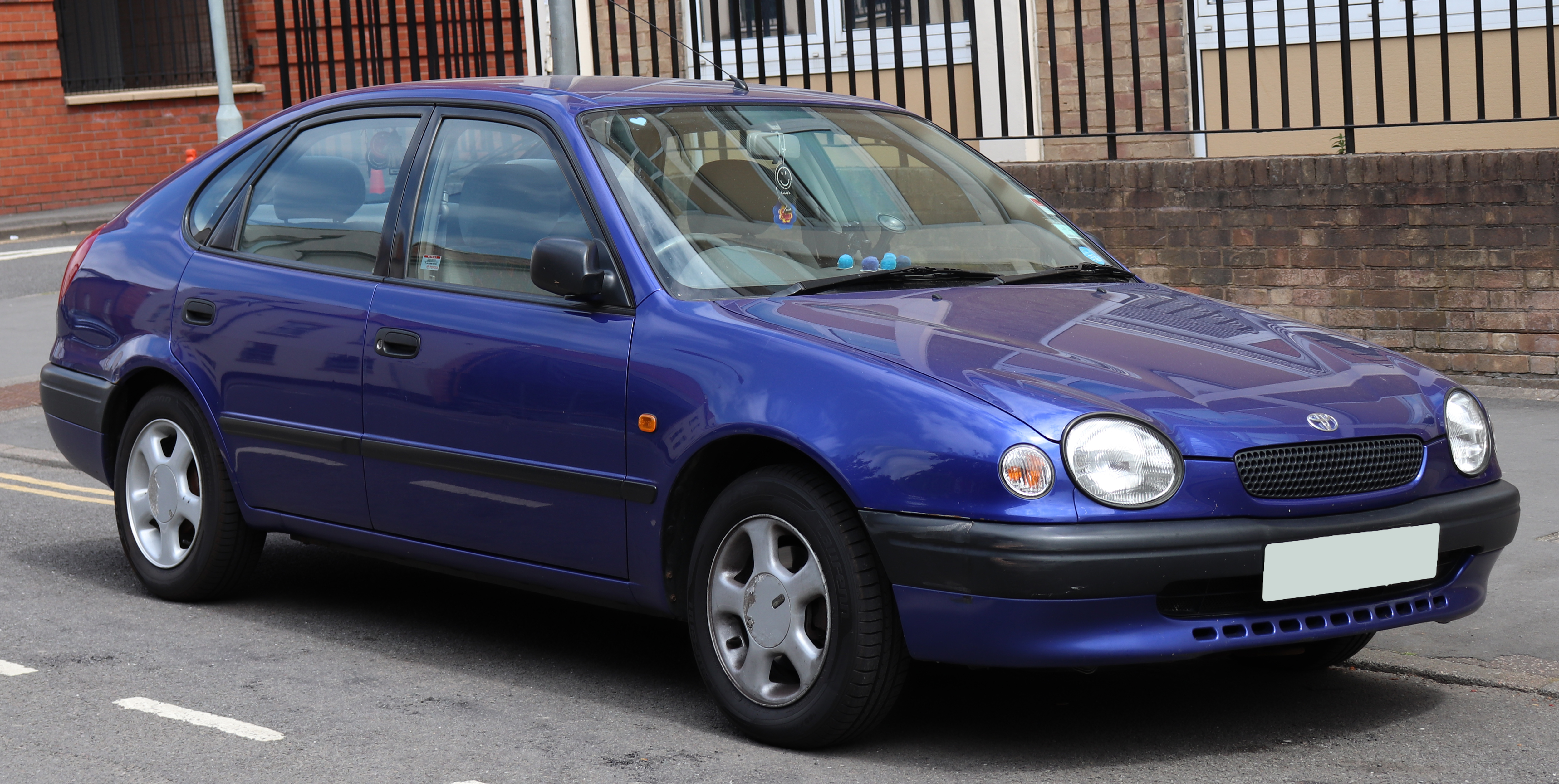
第八代Corolla(歐洲版)
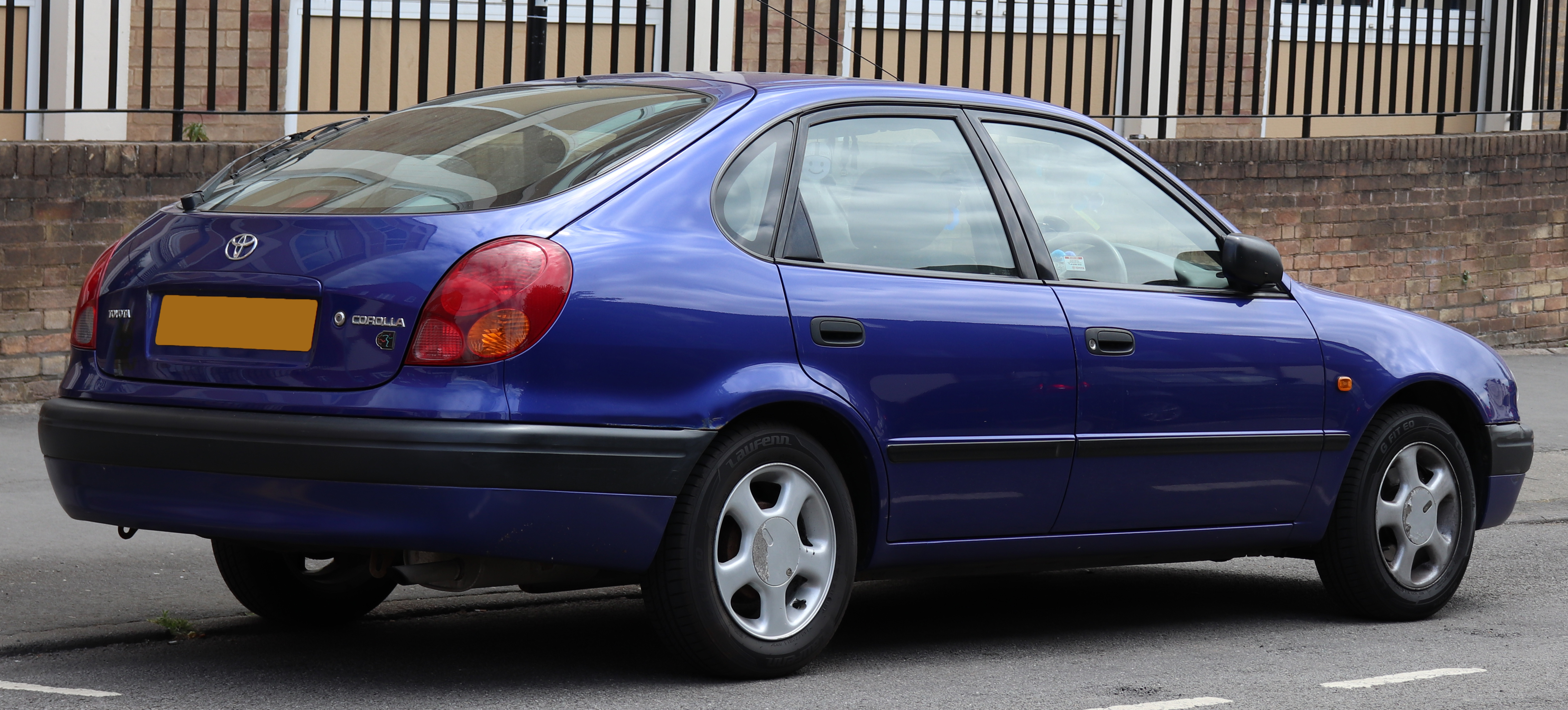
第八代Corolla(歐洲版)
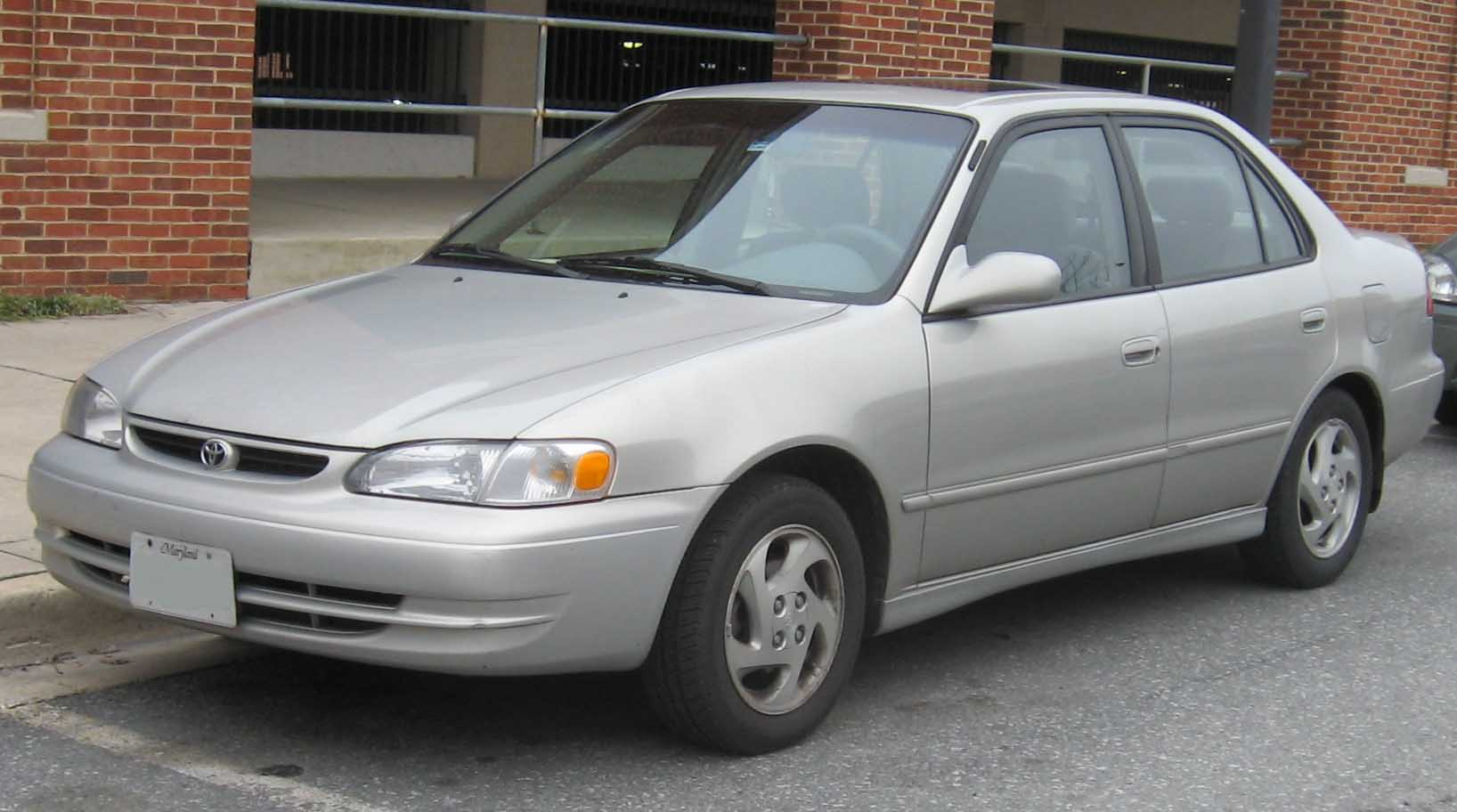
第八代Corolla(北美版)
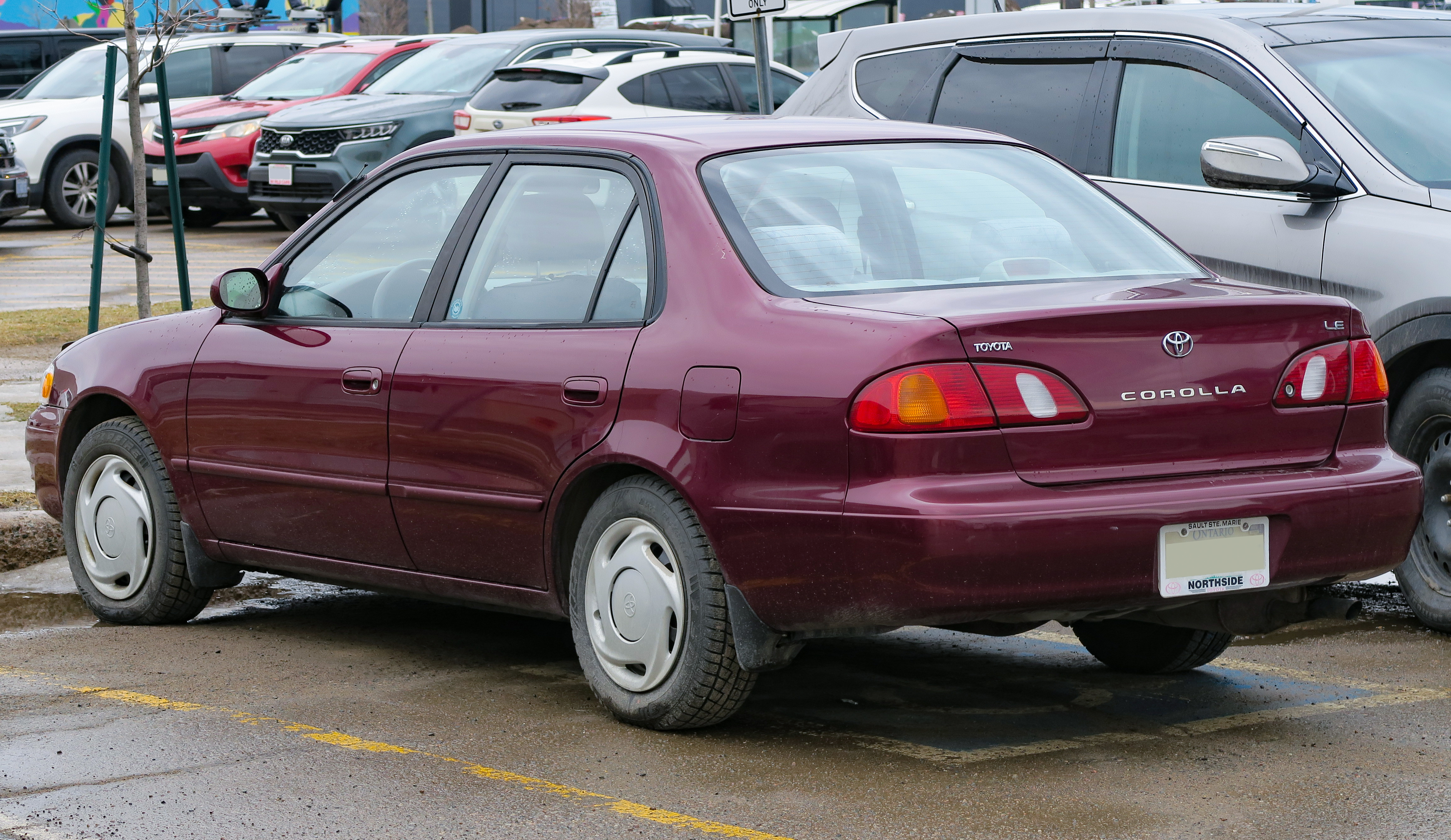
第八代Corolla(北美版)
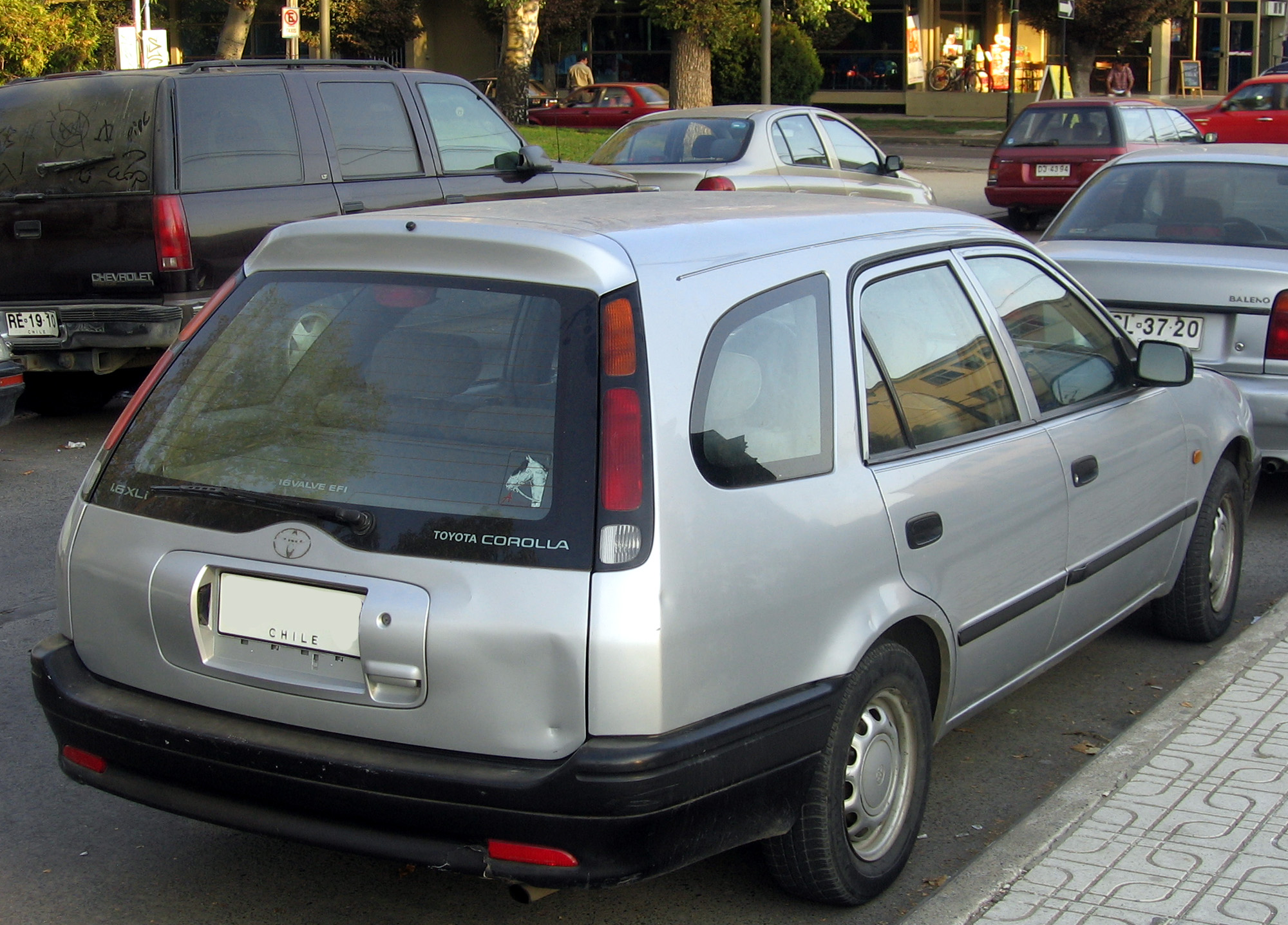
第八代Corolla旅行車(美國版)
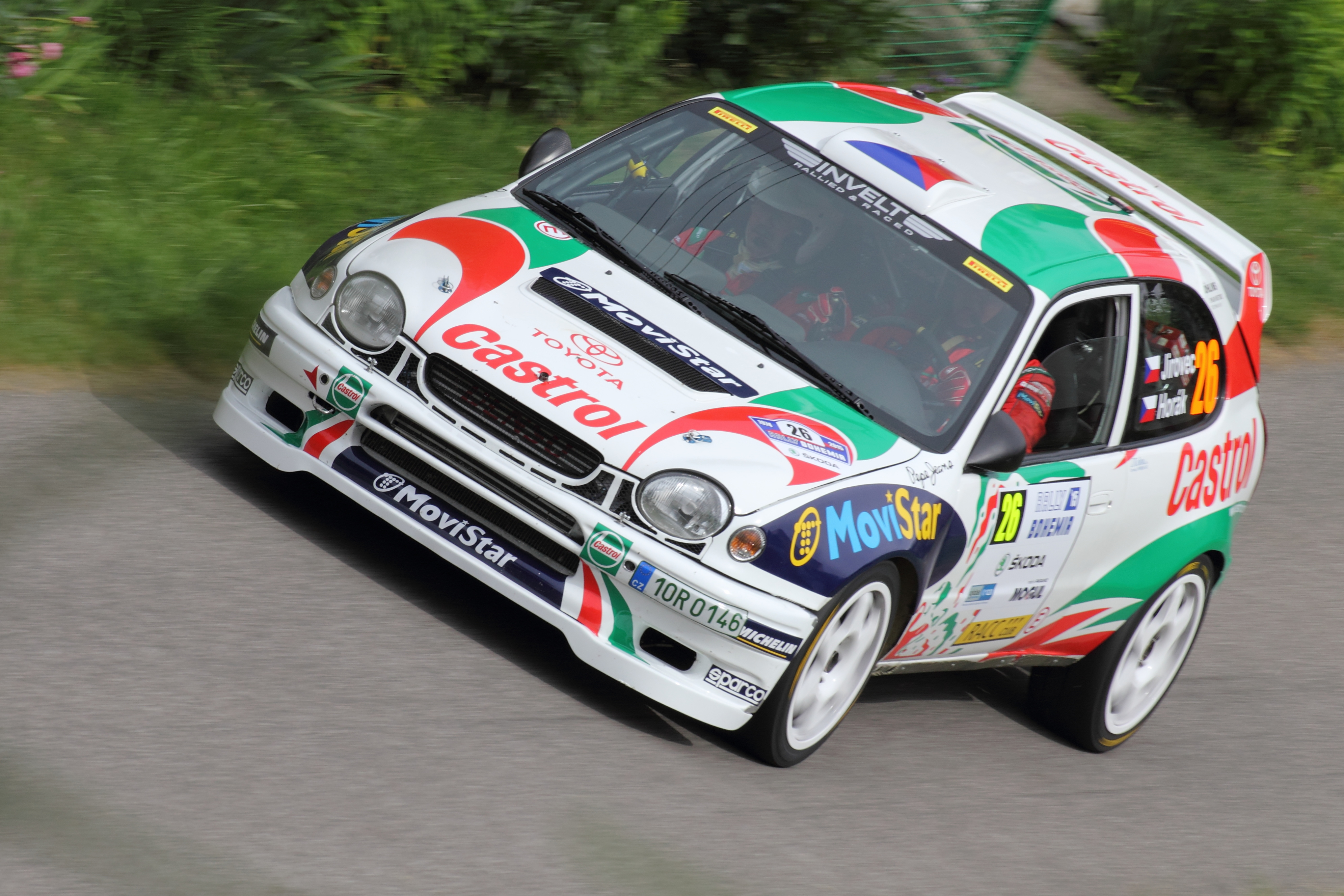
Corolla WRC

## 第九代（E120，E130；2000）
2000年8月，第九代Corolla在日本推出，採用全新設計，以迎接「新世紀的價值」，與以往的Corolla轎車針對中老年顧客的定位不同。重新設計的平台使車軸距延長了135毫米，車身長度、寬度和高度分別增加了80毫米、85毫米和5毫米。Corolla的車身尺寸與較高級的車型，如Allion和Premio相似，僅在軸距和長度上略短。車型樣式則縮減至兩種 : 包括四門和五門版本，以往GT等級的轎車和運動型車型如Corolla Levin均停產。九代Corolla日規外觀版本在日本、澳大拉西亞、歐洲和中東地區銷售。
2001年中期，E120系列的Corolla Altis亮相，與日本規格之外型大不相同，車身也比其他市場的E120略長略寬，但車身面板和內裝相似。Corolla Altis主要銷往東南亞、印度和台灣。印度市場的Corolla Altis搭載調校較低的1ZZ-FE引擎，相對於競爭對手，其性能較為遜色。
北美市場的推出延遲至2002年3月（2003年型號）。E130系列從2003年到2008年在北美銷售，其外觀與東南亞銷售的Corolla Altis相似。E120系列仍在不同市場與E130並行銷售。
在日本，旅行車型稱為Corolla Fielder，一直生產至2007年1月結束，而Corolla在北美市場的生產持續到2007年10月。中國市場E120則是更名為Corolla EX，持續生產至2017年2月。
第九代Corolla搭載了全新開發的DOHC 16氣門VVT-i汽油引擎，包含1.3公升（2NZ-FE）、1.5公升（1NZ-FE）和1.8公升（1ZZ-FE）型號。此外，還提供了一款SOHC 8氣門的2.2公升柴油引擎（3C-E），並且具有直接操作的氣門機構。傳動系統可選擇5速手排或4速自排Super ECT變速箱。後懸吊系統標配扭力樑系統，而四輪驅動車型則採用了雙A臂懸吊系統。四門轎車的車身設計通過減少空氣阻力，實現了0.29的風阻係數。同時，先進的安全裝置，包括車輛穩定控制系統（VSC）和牽引力控制系統。第九代Corolla是迄今為止銷售量最高的卡羅拉車款，亦是世界上最暢銷的汽車單一版本。

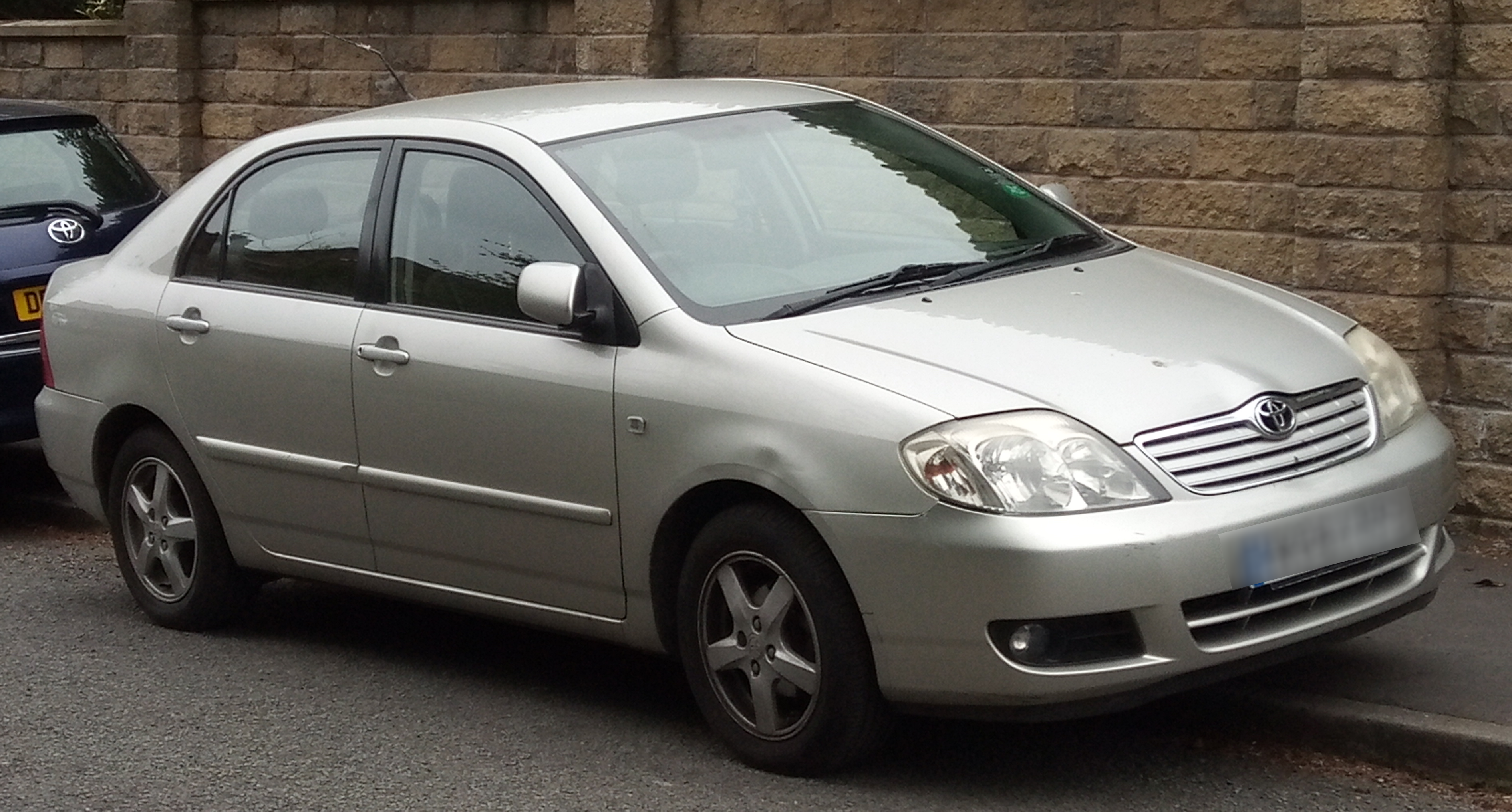
第九代Corolla(日本外觀)
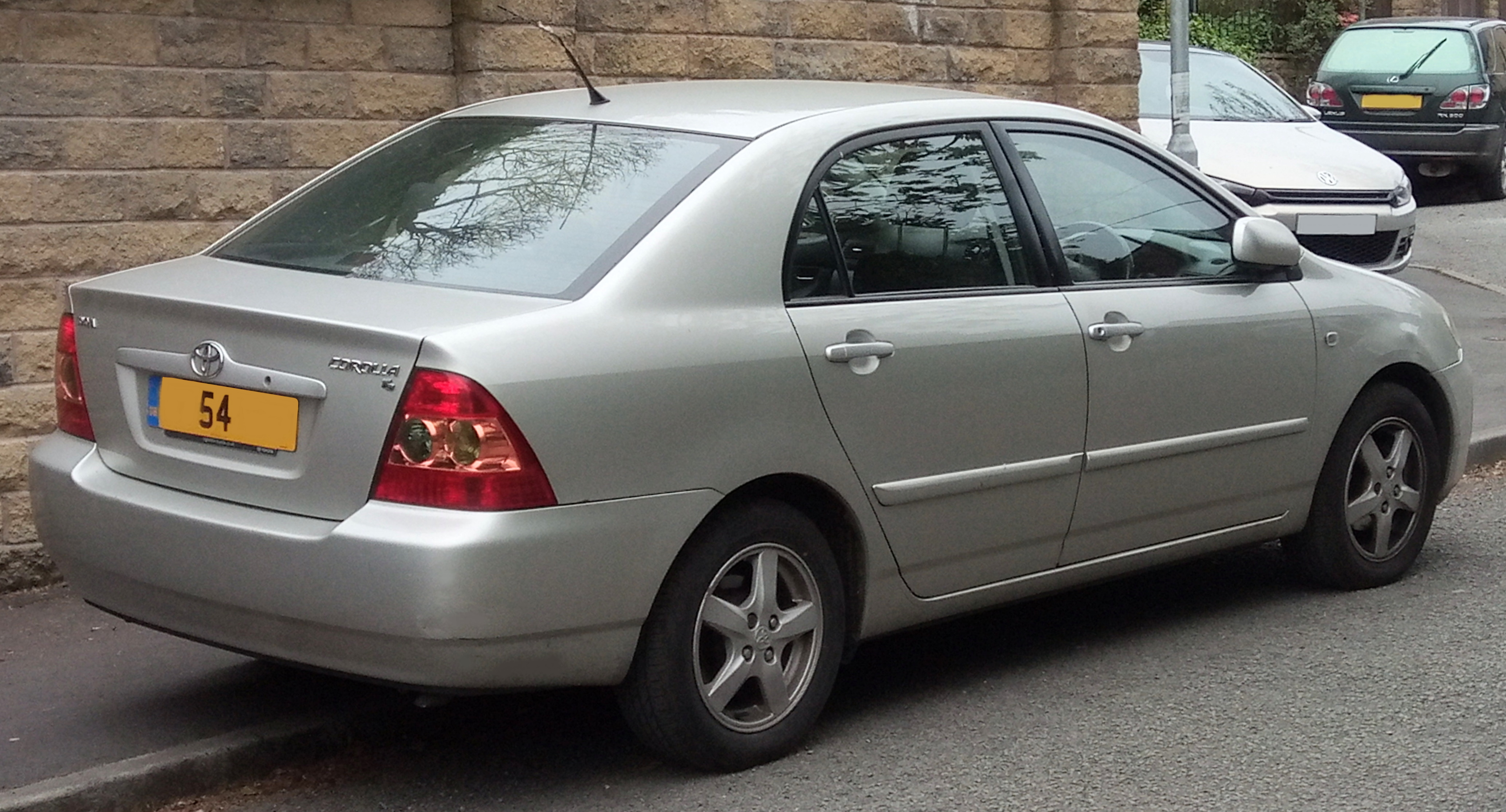
第九代Corolla(日本外觀)
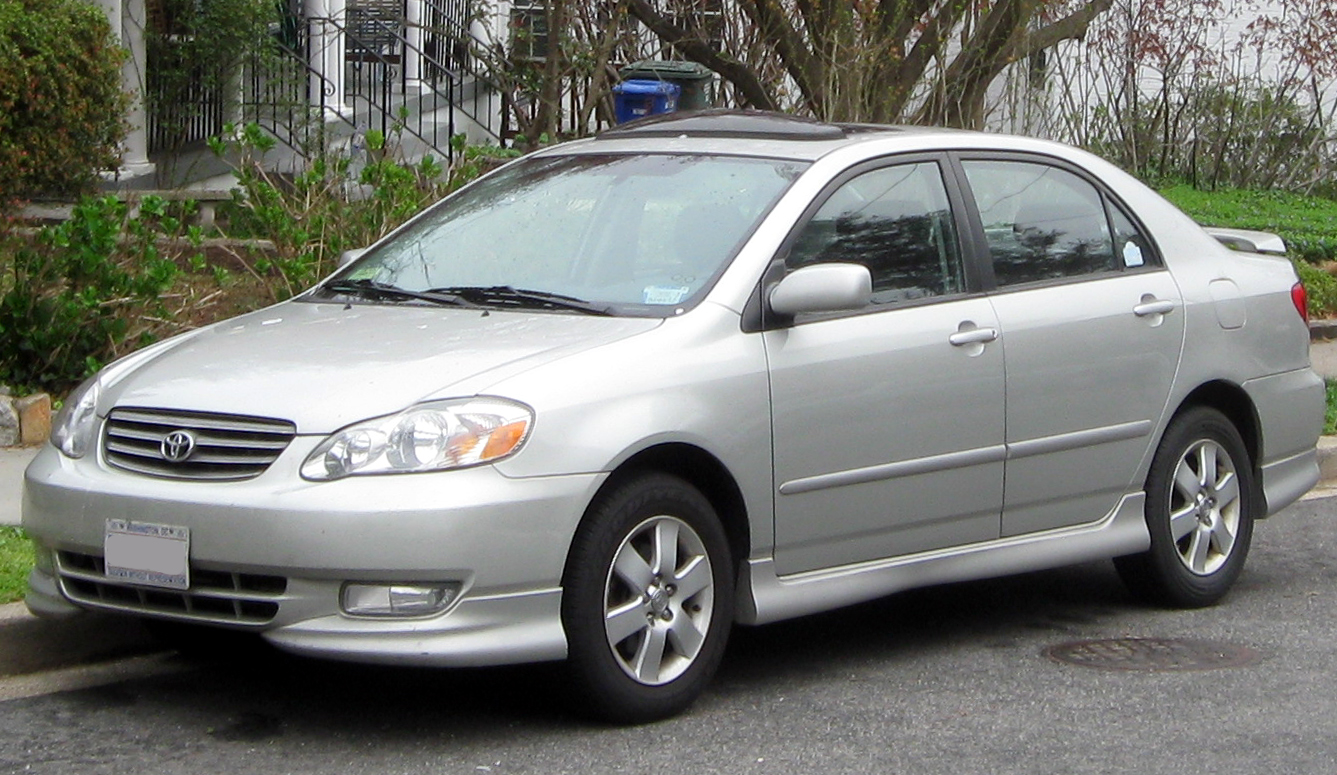
第九代Corolla(北美外觀)
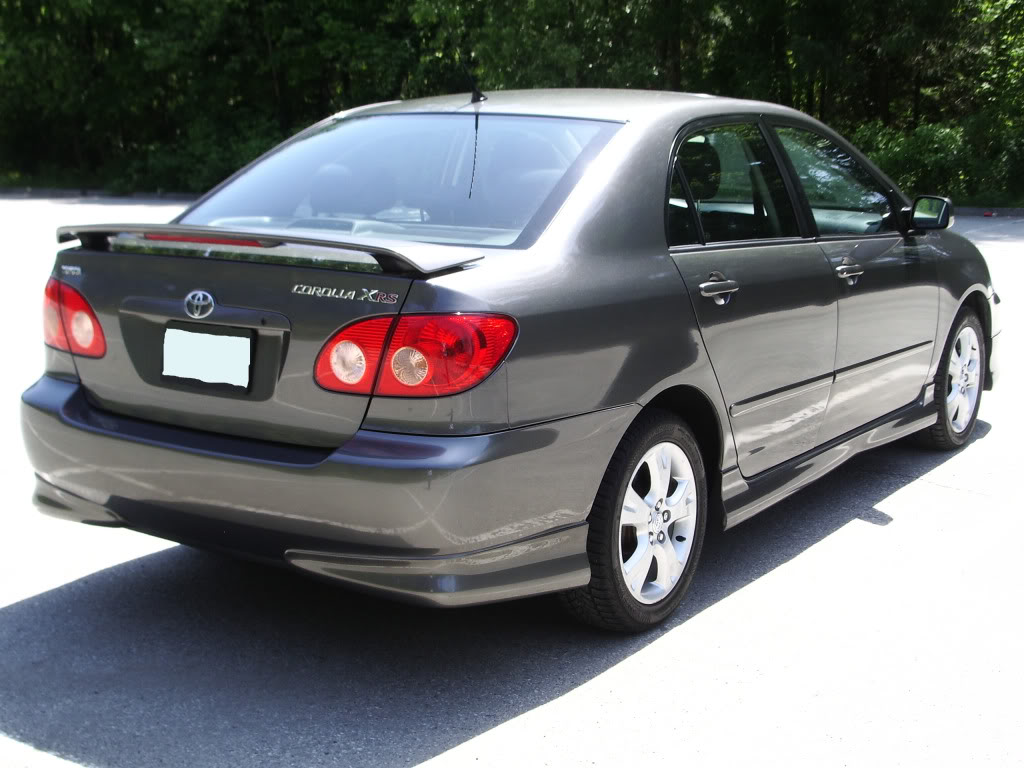
第九代Corolla(北美外觀)
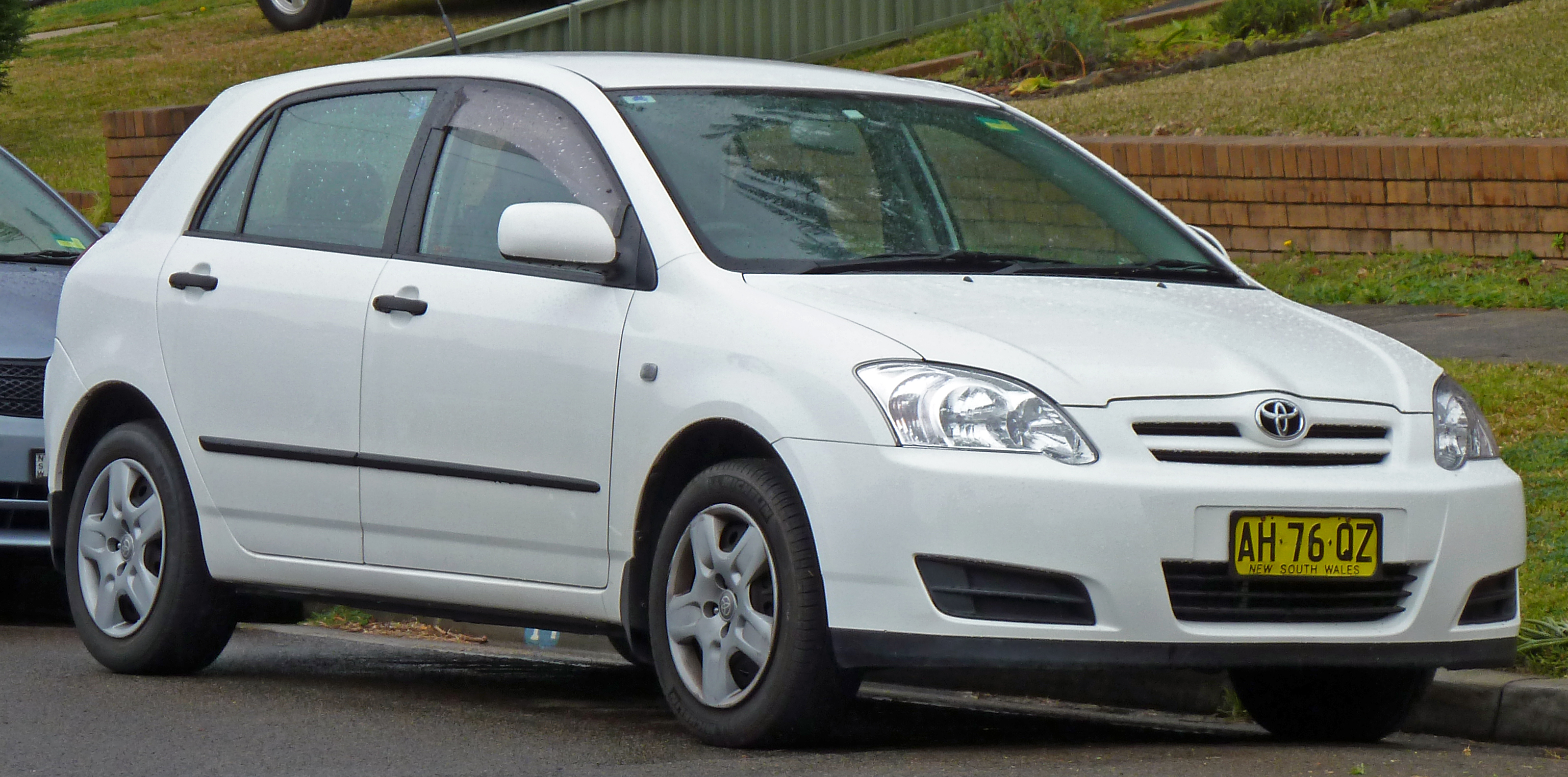
第九代Corolla(歐洲外觀)
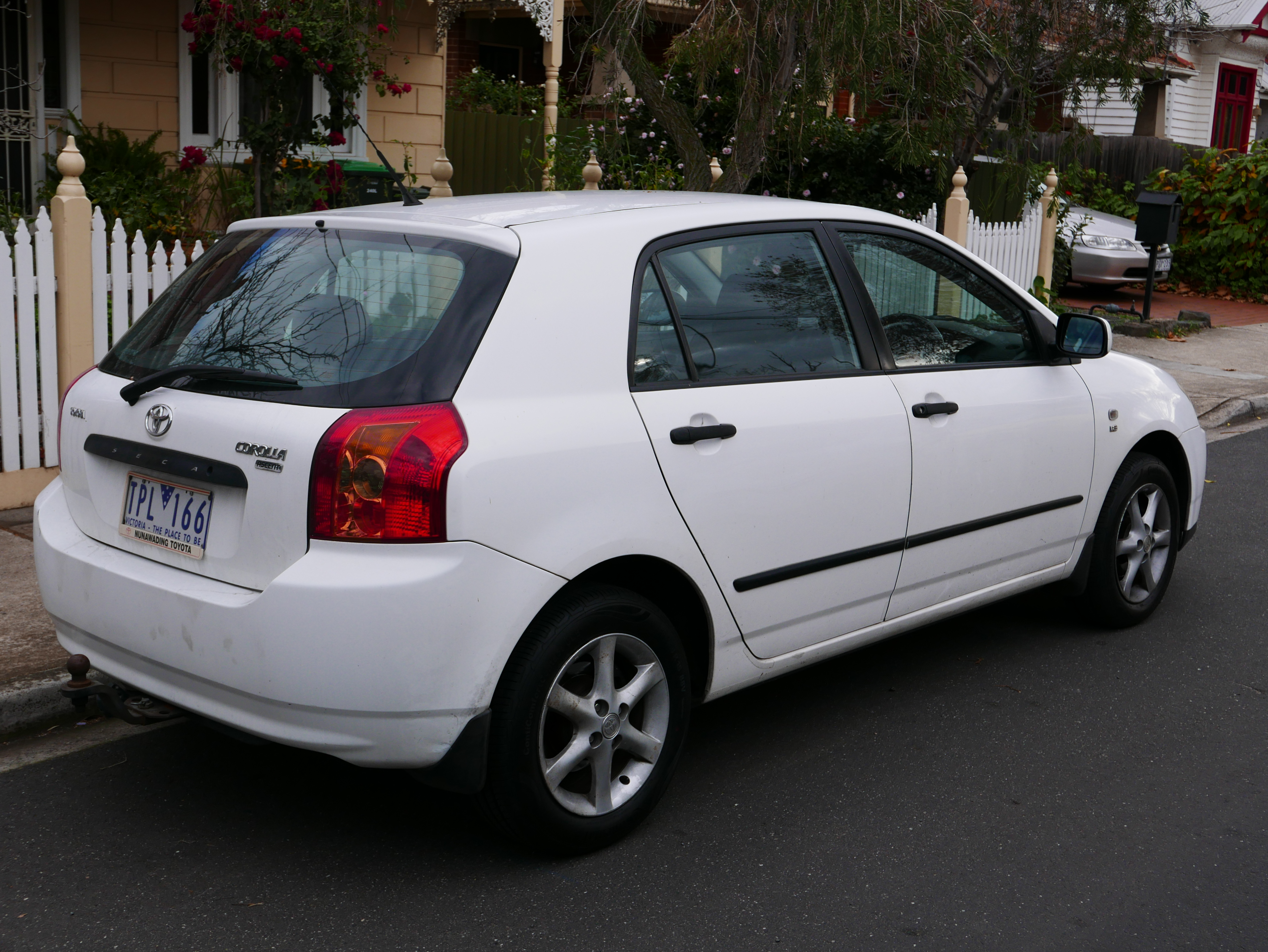
第九代Corolla(歐洲外觀)

## 第十代（E140，E150；2006）
第十代卡羅拉於2006年10月推出，部分地區如東南亞、巴基斯坦、印度與台灣繼續使用「Corolla Altis」名稱，日本市場則稱為「Corolla Axio」，此車型於2014年6月起在南非繼續生產，並改名以「Corolla Quest」的名稱作為入門級車款，一直生產至2020年，澳洲與紐西蘭地區第一代Toyota Auris亦以「Corolla hatchback」的名義銷售，與國際版E140 Corolla 四門版本同時販售。
第十代車身之寬度有大幅度的增加，並採用VVTi引擎。日本地區擁有兩種引擎選擇，包括：1.5升VVT-i（1NZ-FE）引擎，輸出110匹馬力（四驅版本為105匹），以及1.8升Dual VVT-i（2ZR-FE）引擎，輸出136匹馬力（四驅版本為125匹）。兩種引擎均採用Super CVT-i無段變速系統，其中1.8升車型配備7速手自排變速功能。而國際版本從汽油1.3升至2.4升、柴油1.4升至2.0升渦輪視市場進行分配。
歐盟新車安全評鑑協會給予該款卡羅拉撞擊安全指數五星級的評價，使之成為日本系汽車中最為安全的小型車之一。

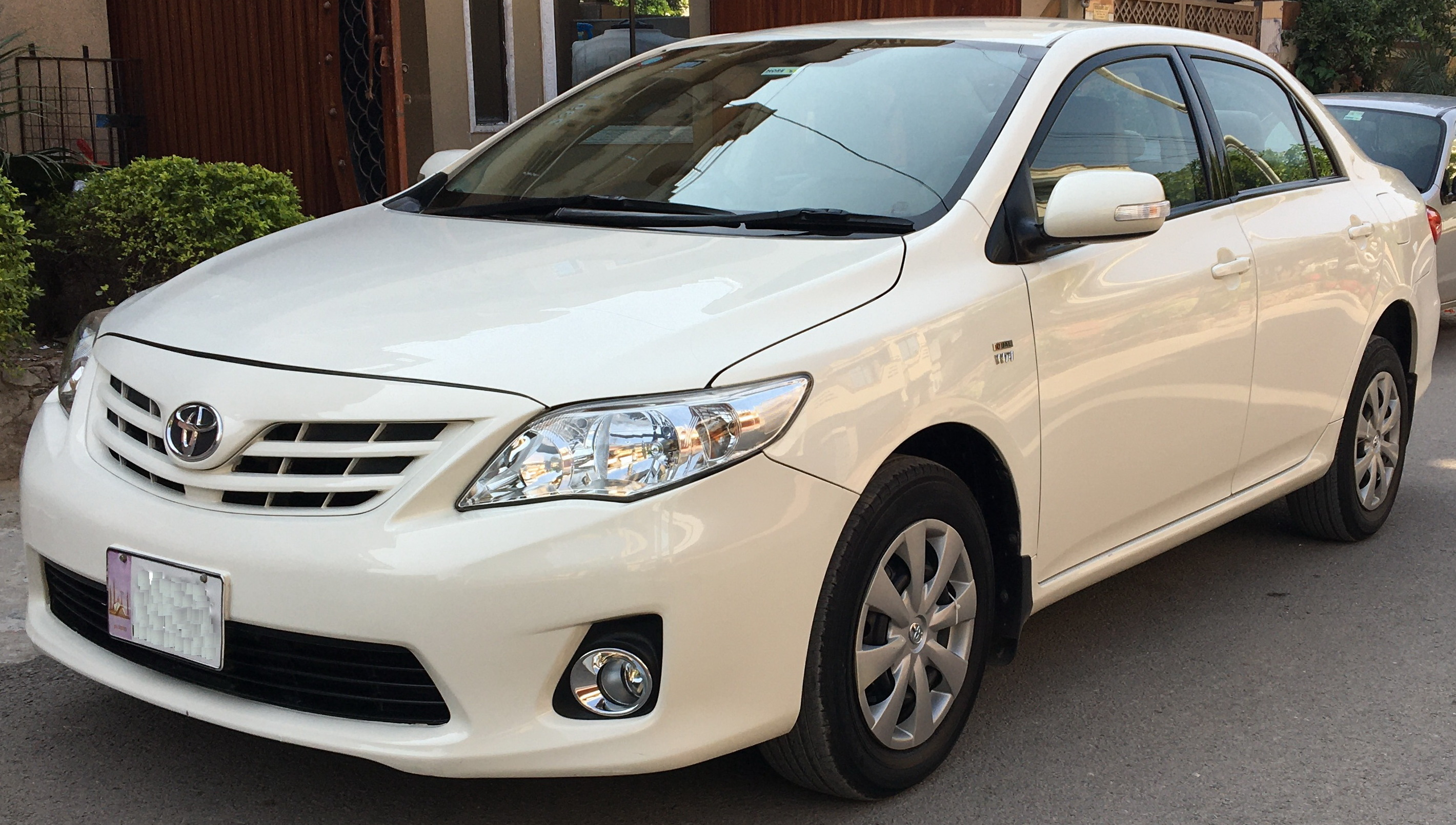
第十代Corolla四門車頭
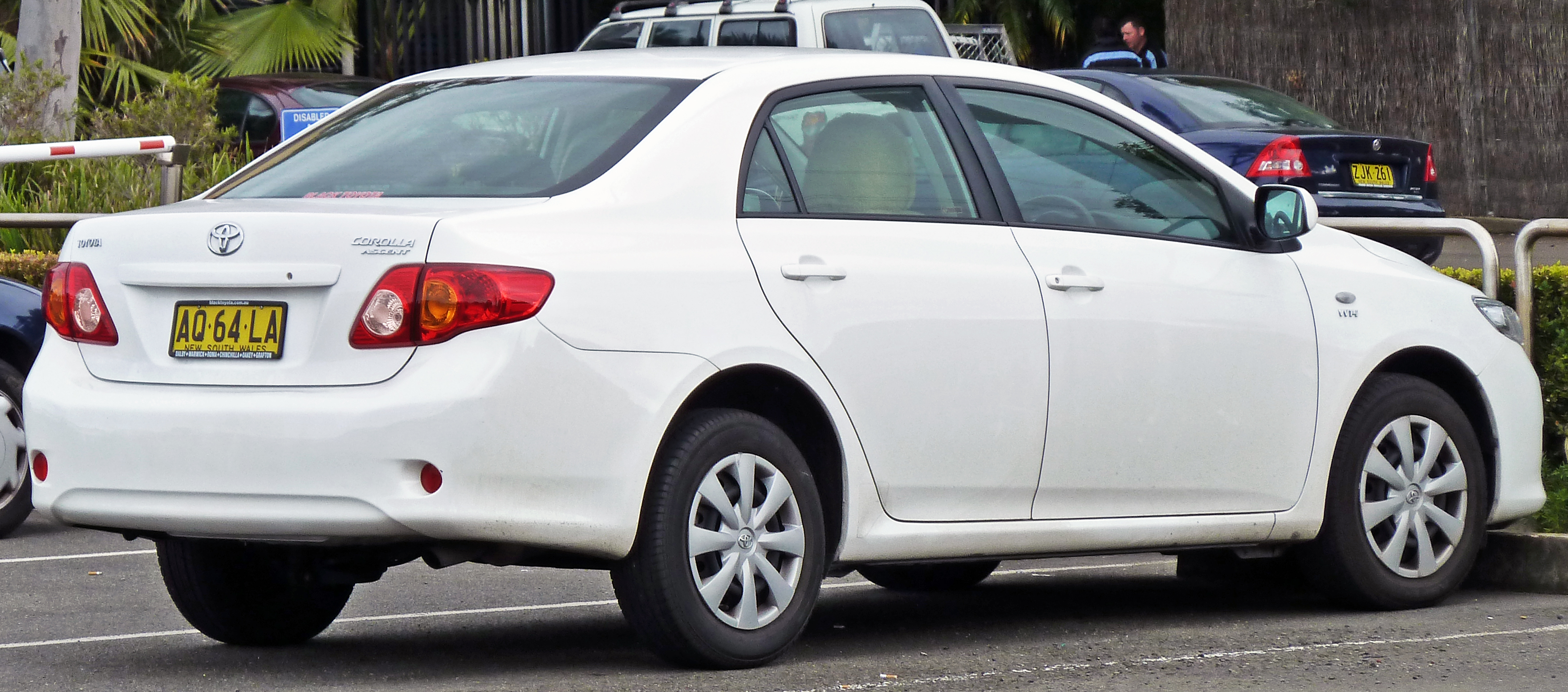
第十代Corolla四門車尾
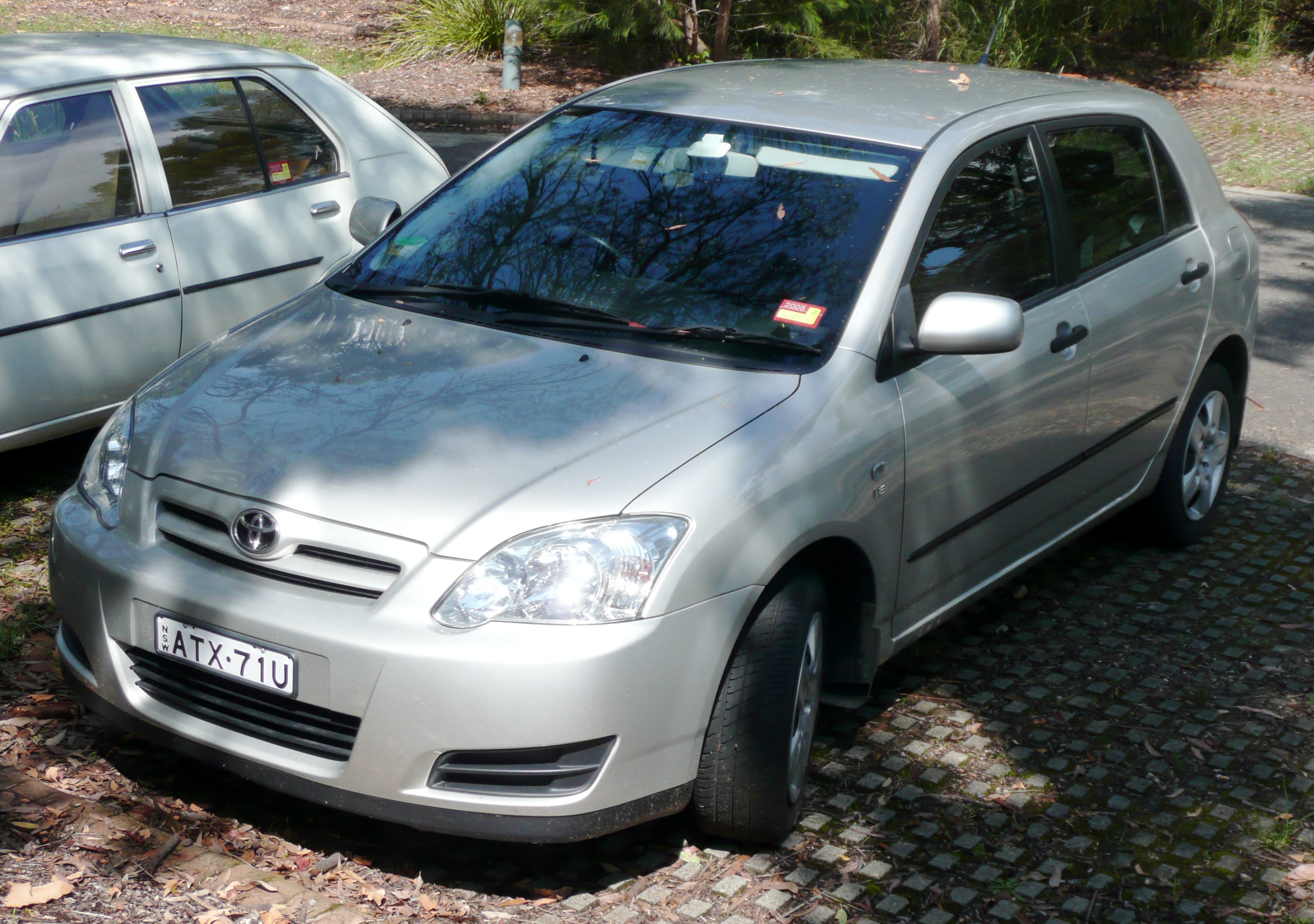
第十代Corolla五門車頭
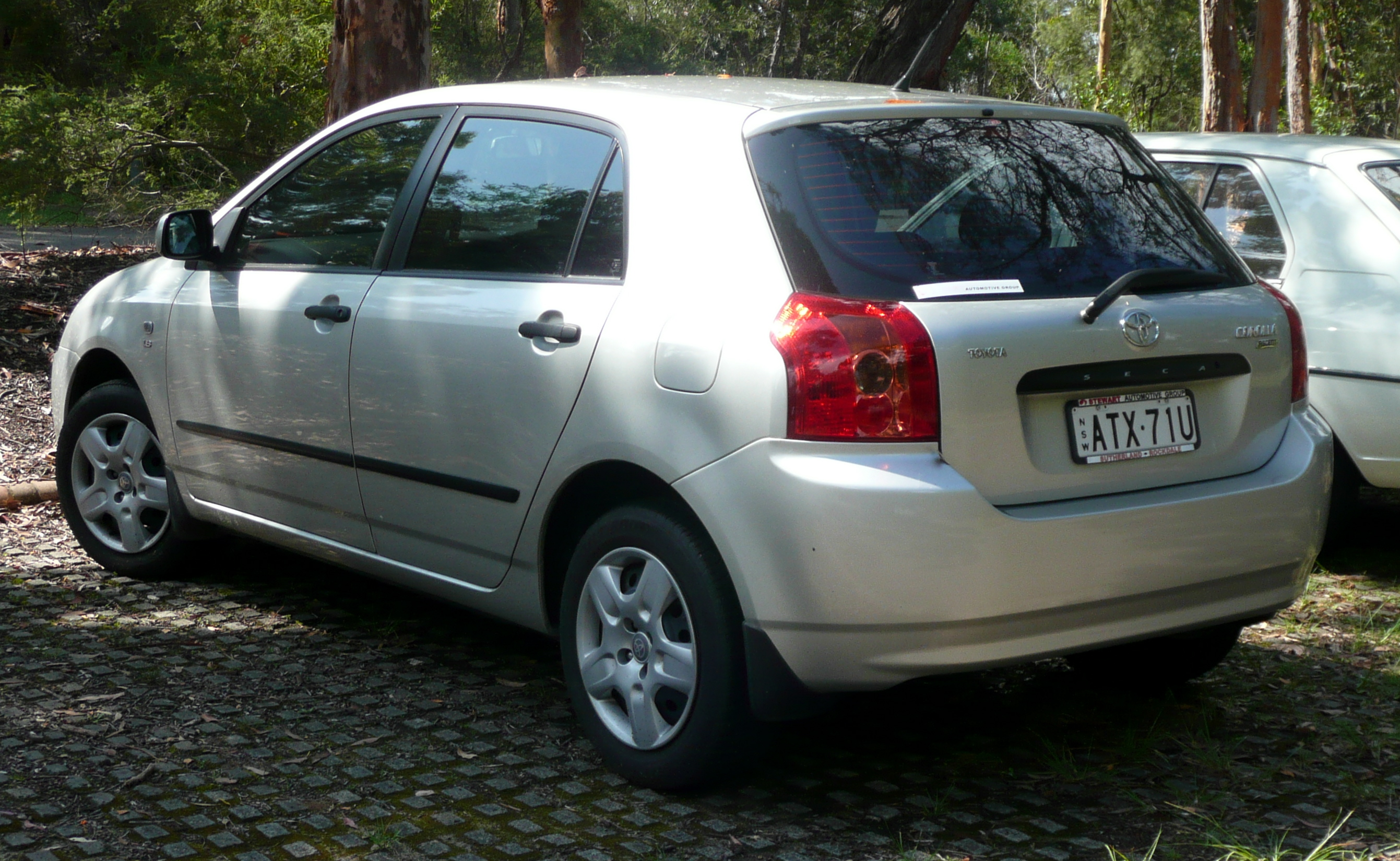
第十代Corolla五門車尾
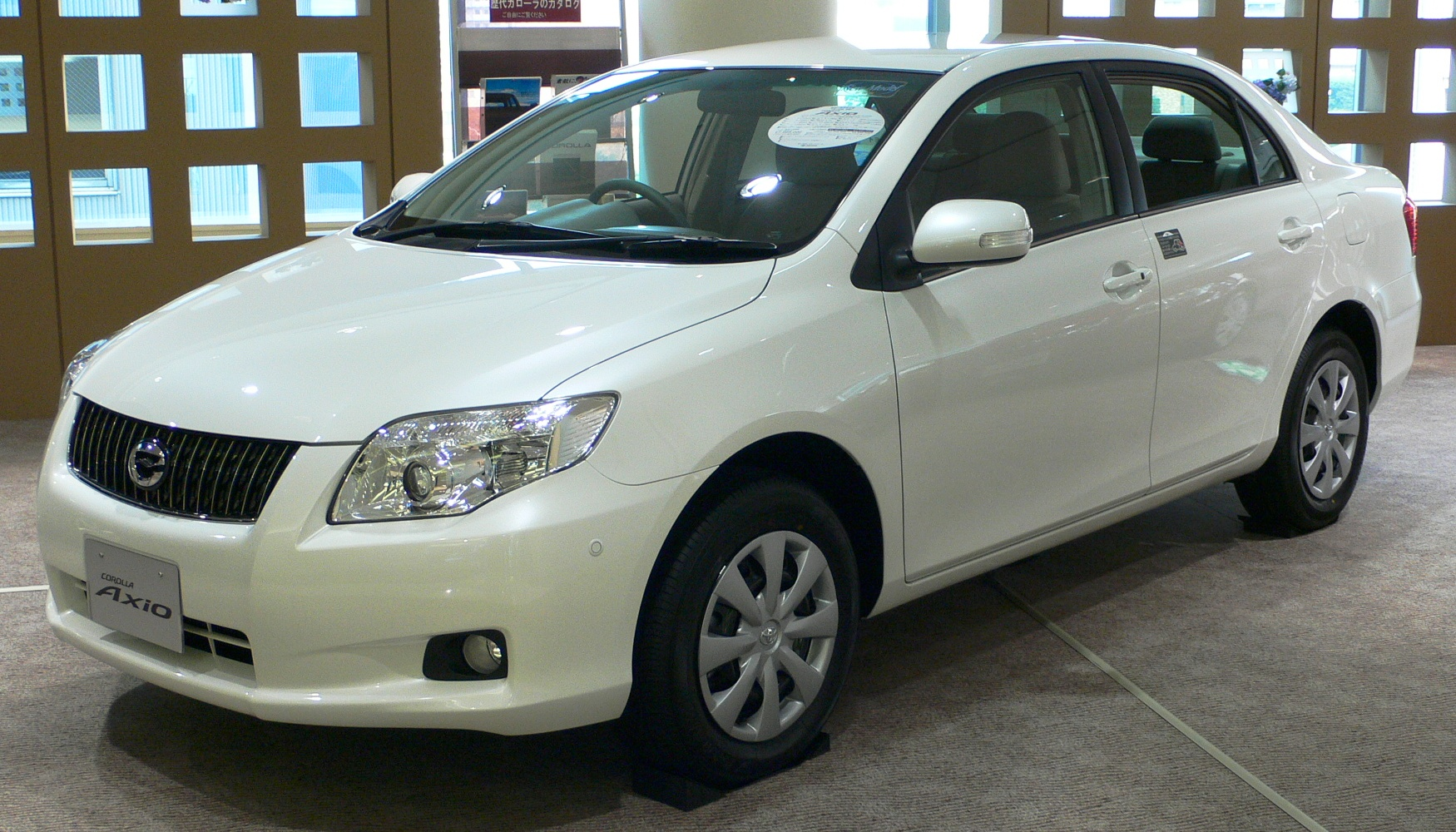
Corolla Axio車頭
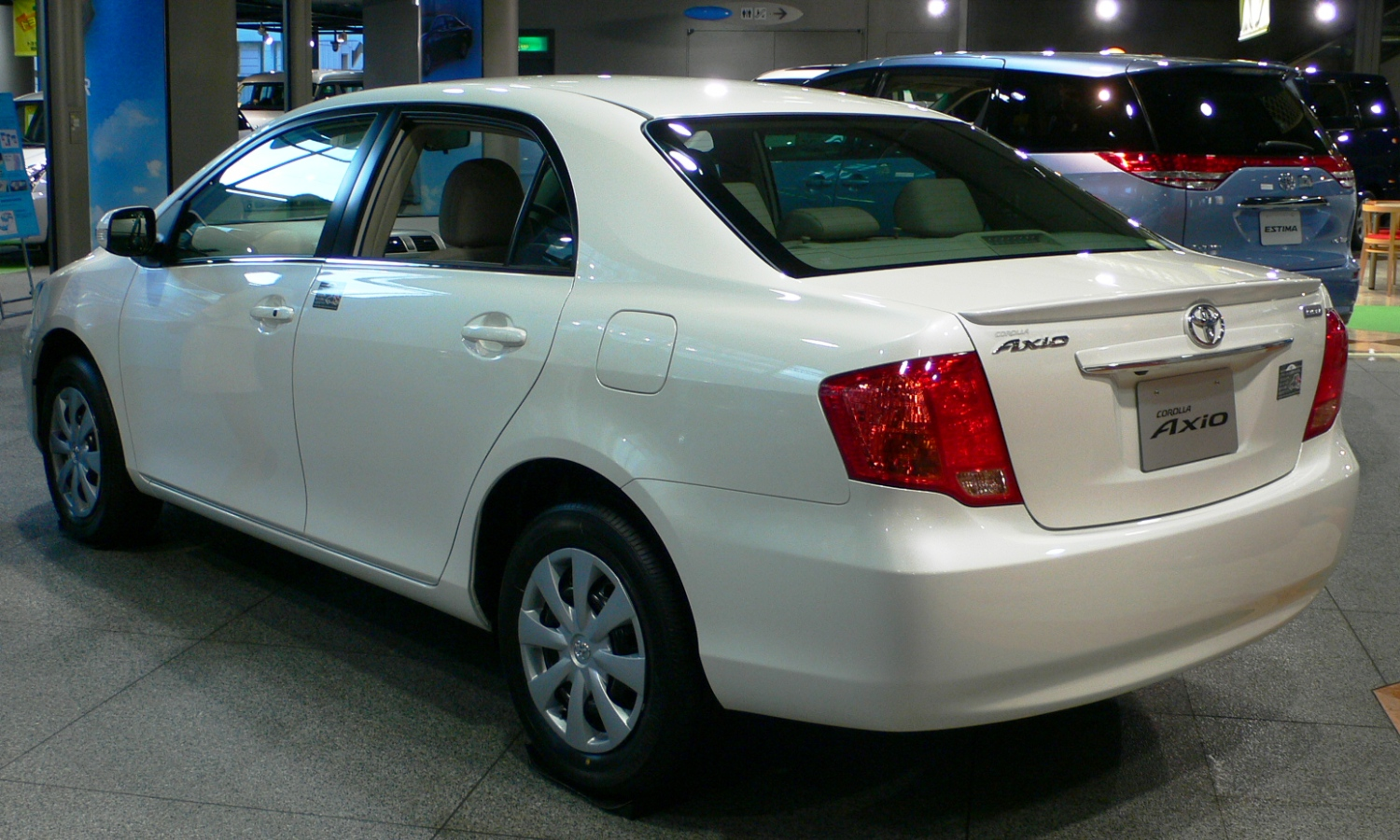
Corolla Axio車尾
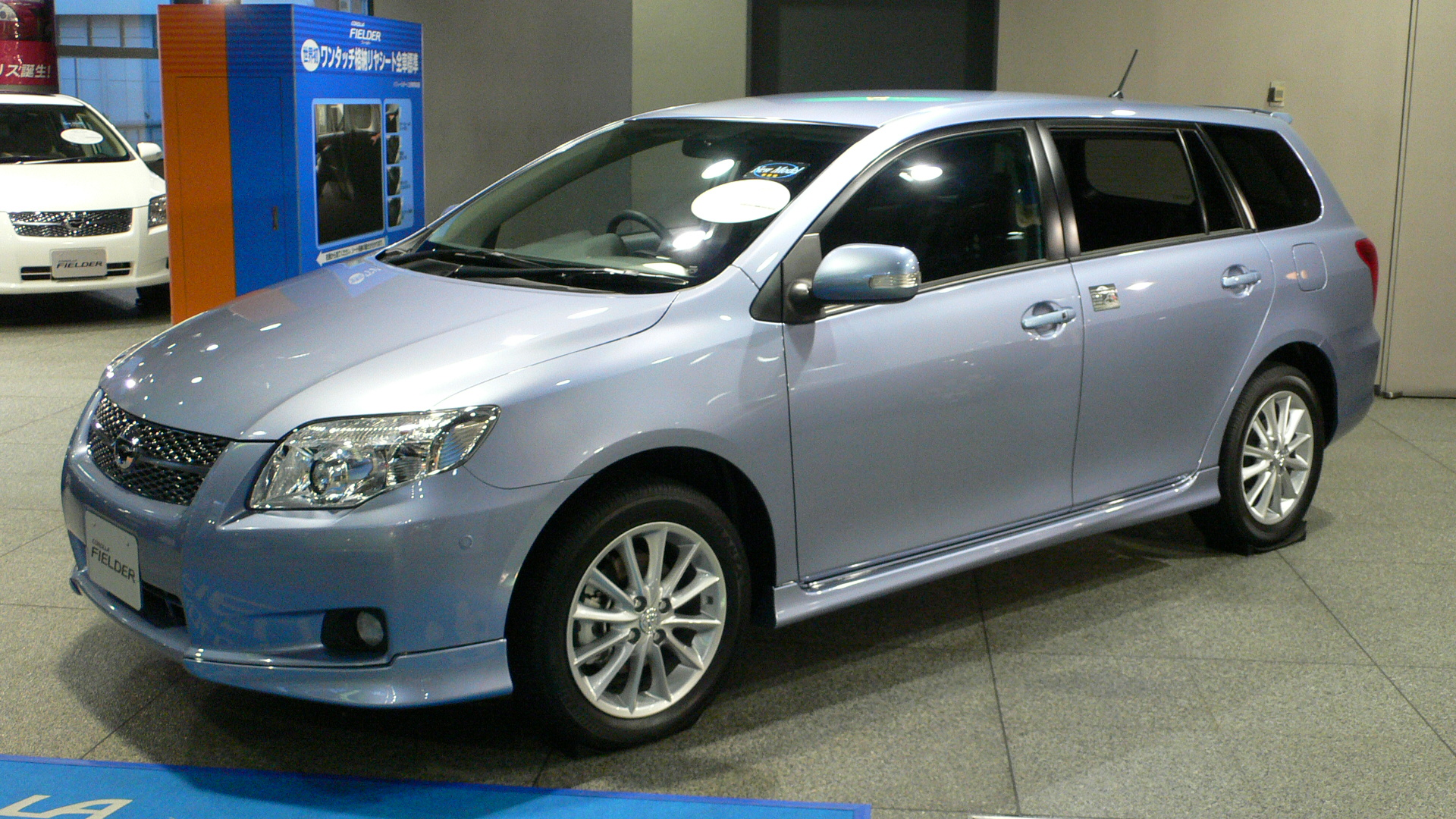
Corolla Fielder車尾
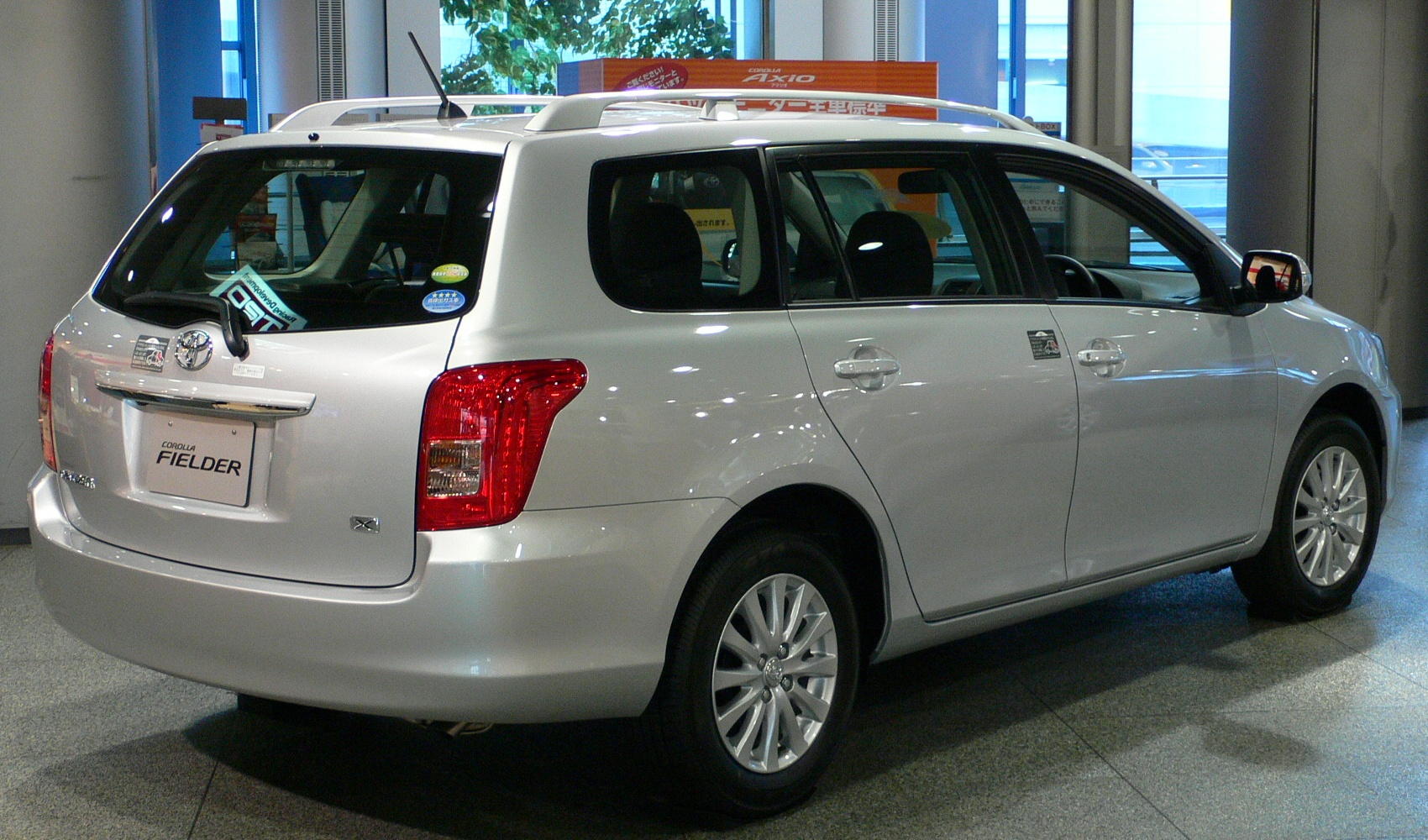
Corolla Fielder車尾

## 第十一代（E160；E170；2012）
第二代Corolla Axio (E160)於2012年5月發表，第二代的Corolla Axio重新設計，目標是在縮小車身尺寸的同時，仍能安全且舒適地搭載四位成人長途行駛。為更好地滿足日本國內市場需求，採用了小型車等級（類似Vitz級距）的平台。雖然軸距與前一代相同，但車長縮短了50毫米，以減小最小轉彎半徑，後座膝部空間則擴大了40毫米。
Corolla Axio提供兩種引擎選擇：1.3升1NR-FE與1.5升1NZ-FE四缸引擎，並可選擇前輪驅動或四輪驅動車型。傳動系統方面則提供5速手排與CVT無段變速系統，其中1.3升車型與所有四輪驅動版本僅提供CVT變速箱。Corolla Fielder則搭載1.5升1NZ-FE或1.8升2ZR-FAE四缸引擎，皆搭配CVT變速系統。1.5升車型提供前驅與四驅版本，1.8升則僅有前驅配置。自2015年起，新增搭載VVT-ie技術的2NR-FKE新引擎。
2013年8月，Toyota推出Corolla Axio與Corolla Fielder的油電混合版本，專供日本市場。兩款車皆採用與Toyota Prius C相似的1.5升油電混合系統，在JC08測試標準下達成3.03公升/100公里（約相當於英制93.2 mpg或美制77.6 mpg）的高燃油效率。Toyota原訂的月銷售目標為：Corolla Axio Hybrid每月1,000台、Corolla Fielder Hybrid每月1,500台。

E160世代的Corolla亦有銷往香港、澳門及紐西蘭市場。

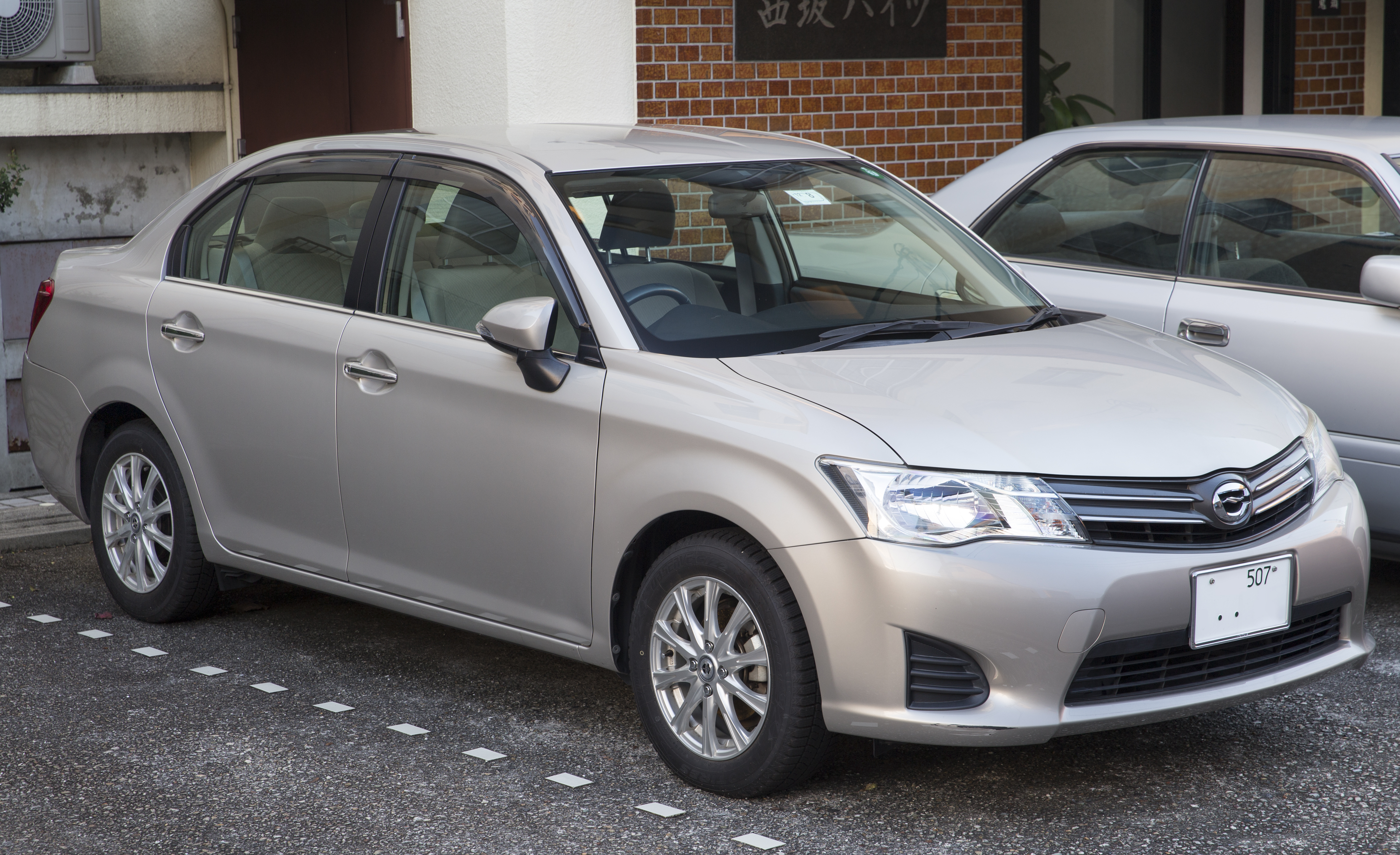
Corolla Axio(E160)車頭
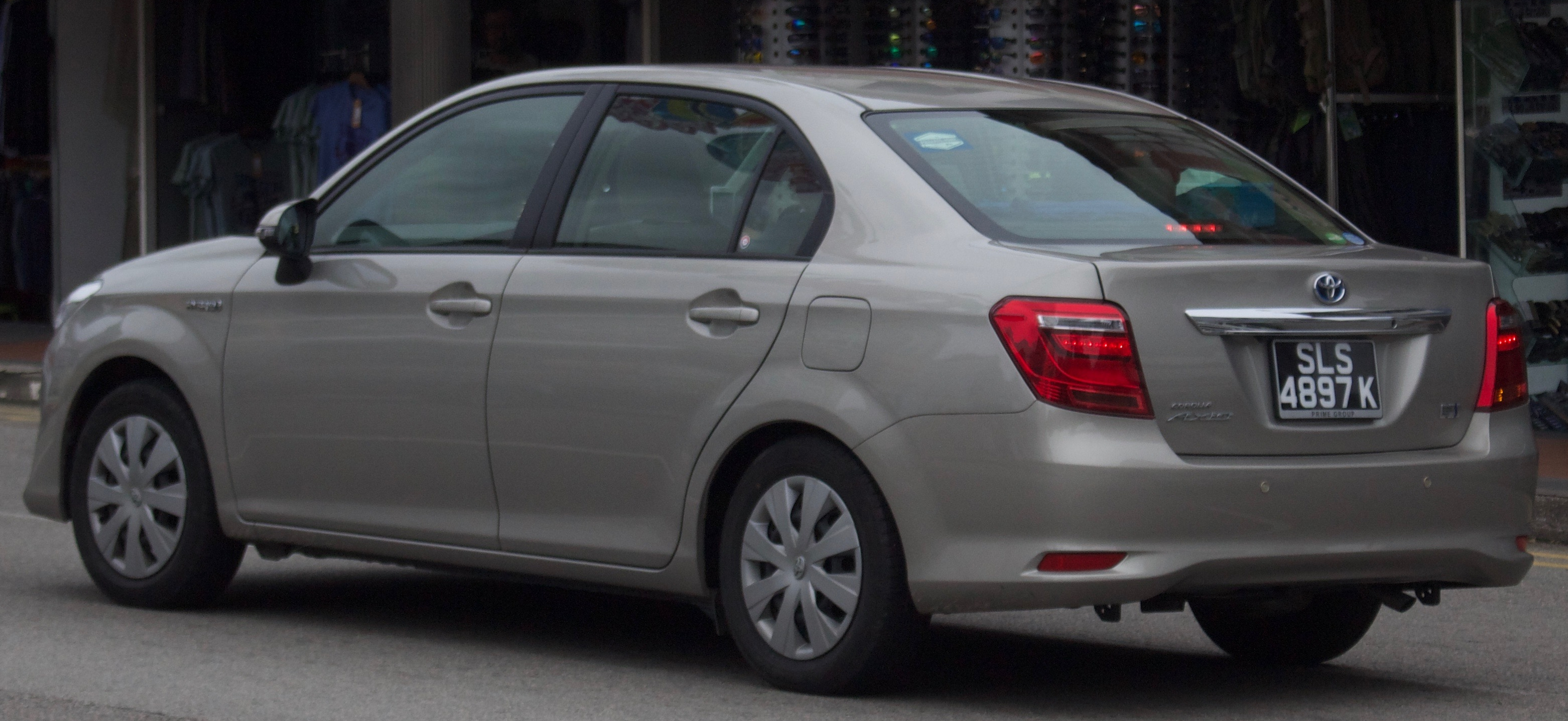
Corolla Axio(E160)車尾
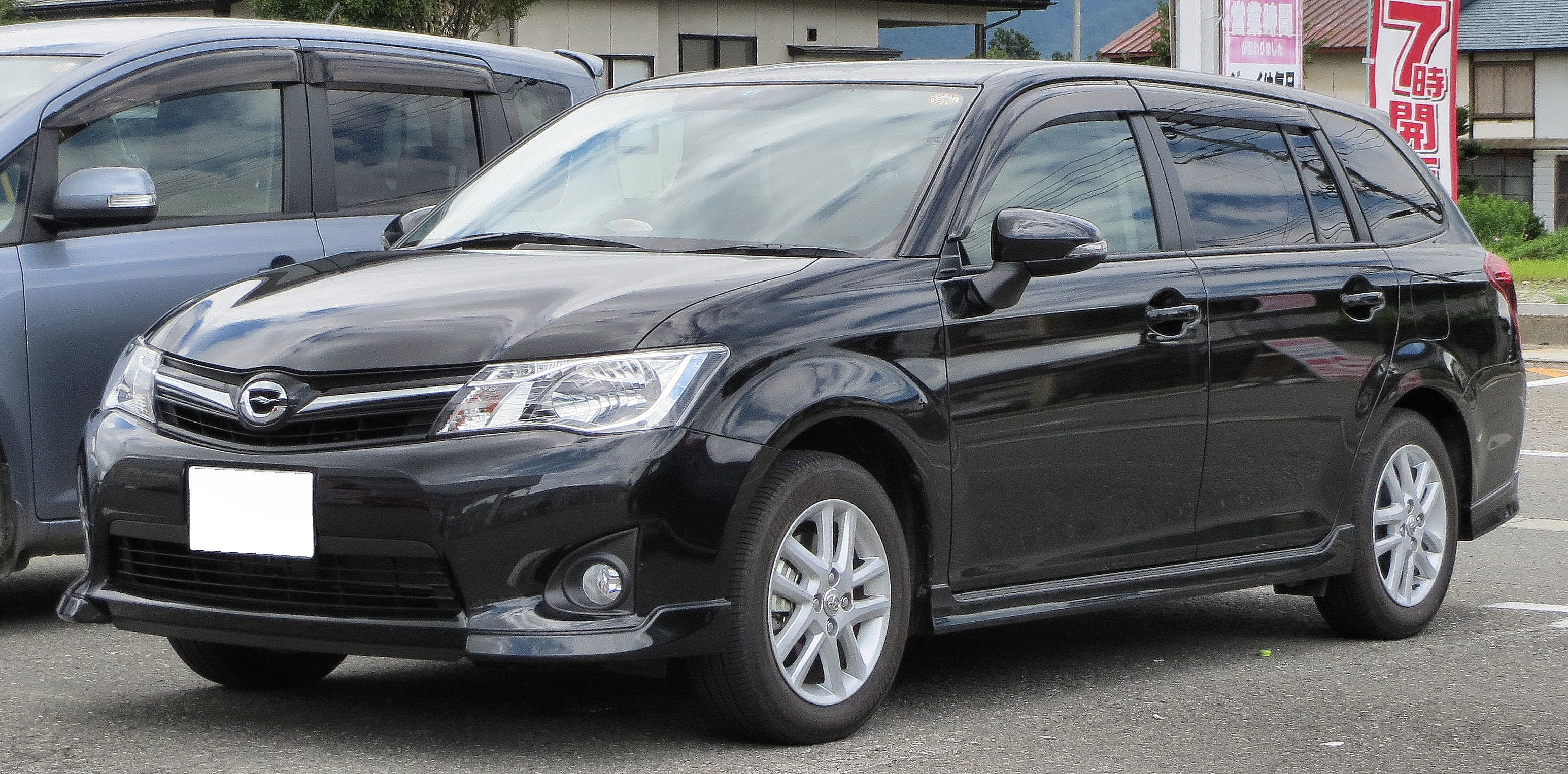
Corolla Fielder(E160)車頭
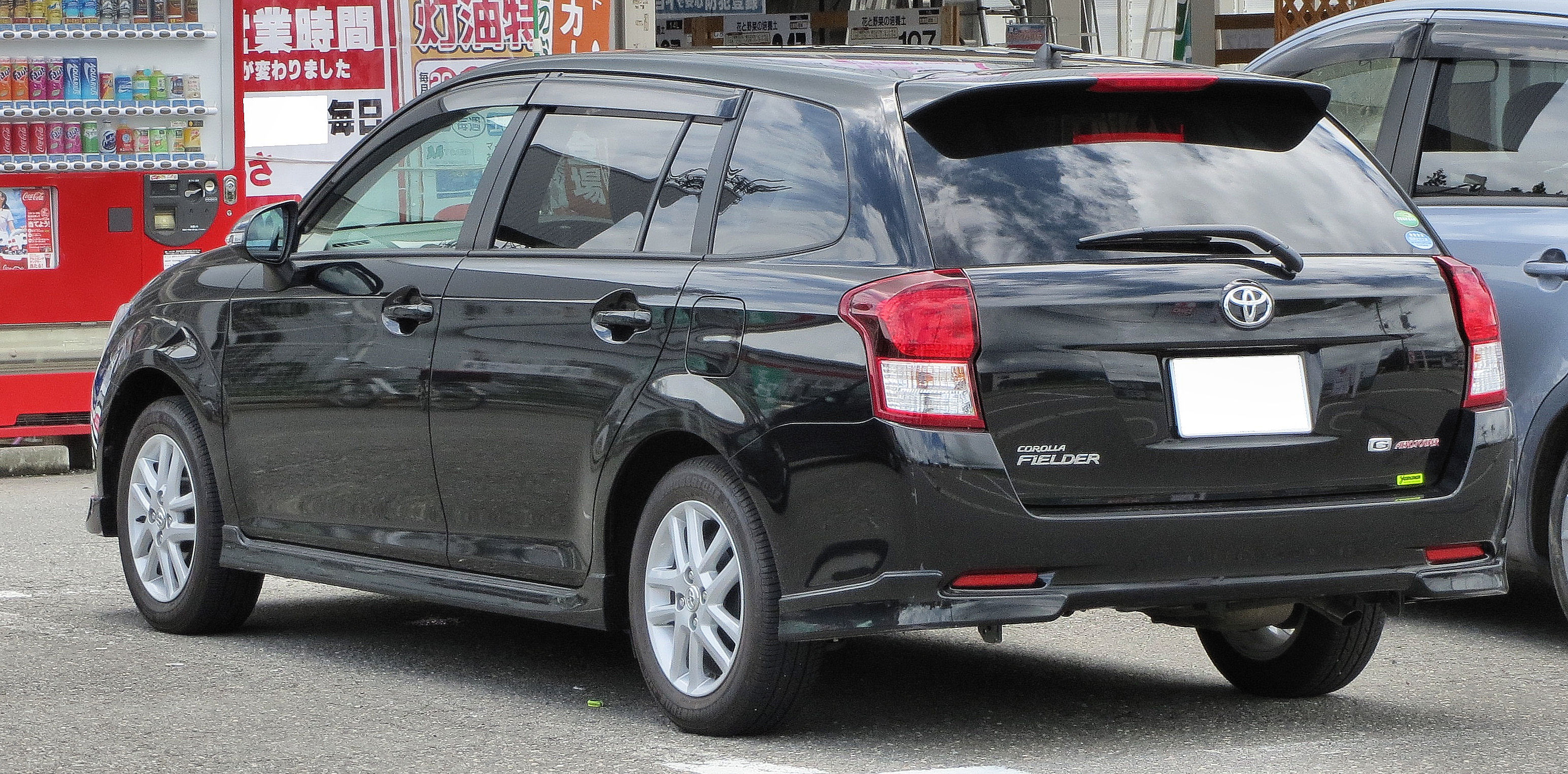
Corolla Fielder(E160)車尾

直到2013年，針對海外市場的第十一代卡羅拉才正式推出。E170/E180的車身與內裝設計皆與日本市場的E160大不相同，國際市場的車體尺寸更大，設計方向也相差之大。E170車型有兩種基本的前後外觀造型：一種是率先登場的北美市場版本，另一種則是於2013年稍晚推出、風格較為保守，用於其他國際市場。後者設計版本於東南亞、巴基斯坦、印度與台灣市場販售，並延續「Corolla Altis」的名稱。Corolla E180於2014年2月在歐洲與南非上市。
澳洲與紐西蘭的第二代歐規Toyota Auris也繼續以「Corolla Hatchback」之名銷售，與國際版E170四門轎車同時販售。
2015年起（對應2016年式），Toyota在北美的子品牌Scion推出了基於第二代Toyota Auris的掀背車款「Scion iM」。隨著Scion品牌於2016年停用，該車自2017年式起改名為「Toyota Corolla iM」，正式納入Corolla車系。
在國際市場上，第十一代卡羅拉動力從1.2升渦輪一直到2.0升自然進氣視市場進行分配，變速箱方面除5/6速手排、四速自排之外，還有搭載7/8速Super CVT-i 自動變速箱以及E-CVT等版本。

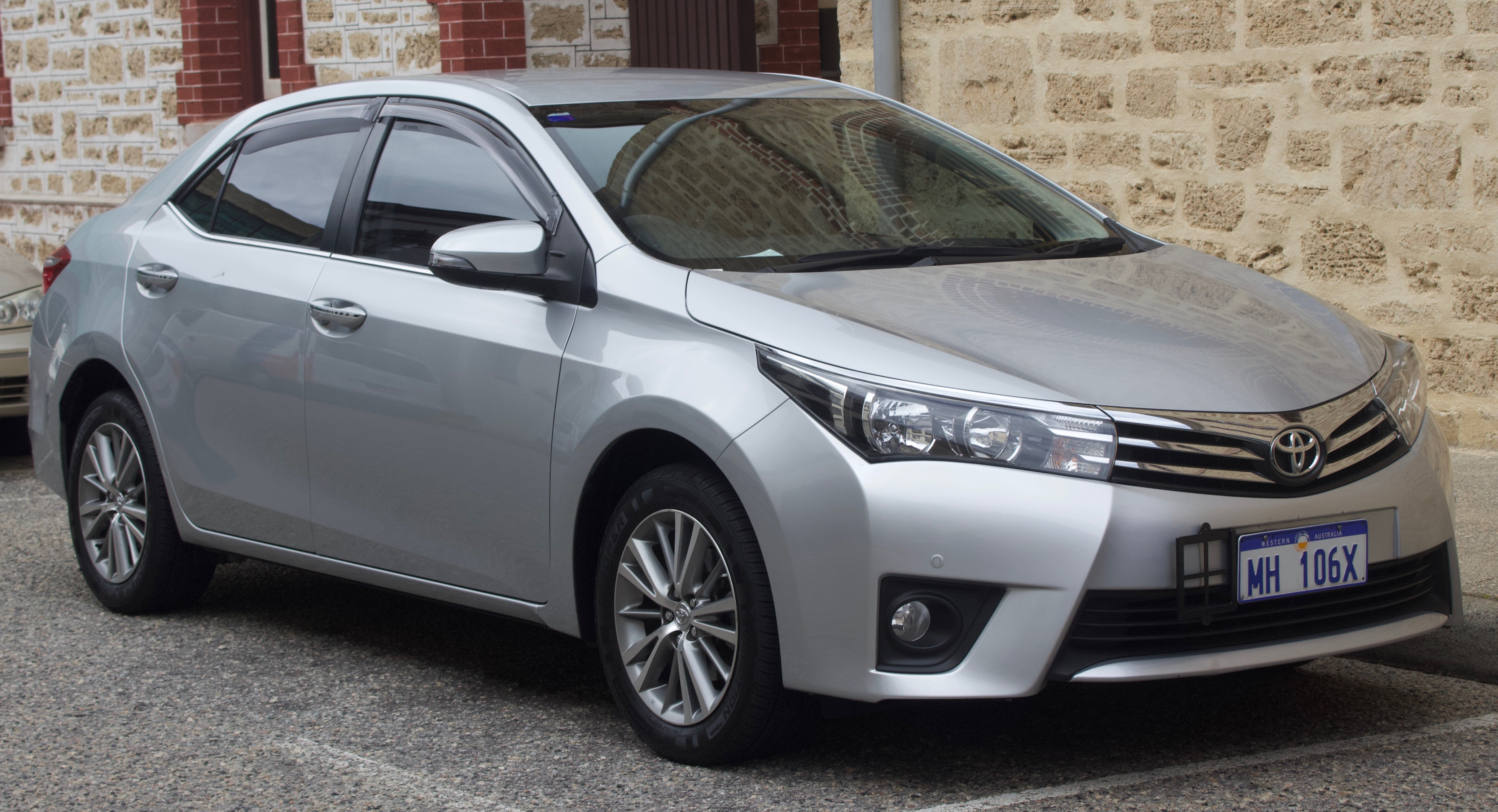
第十一代Corolla國際版車頭
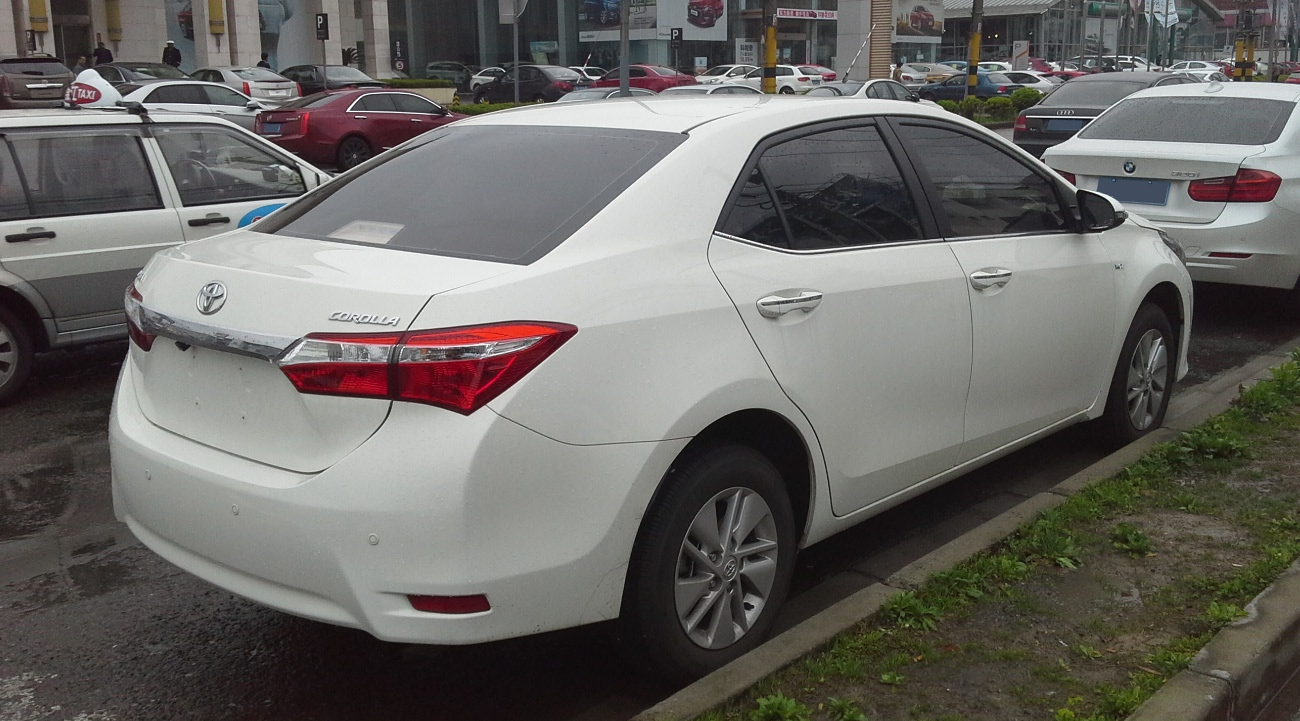
第十一代Corolla國際版車尾
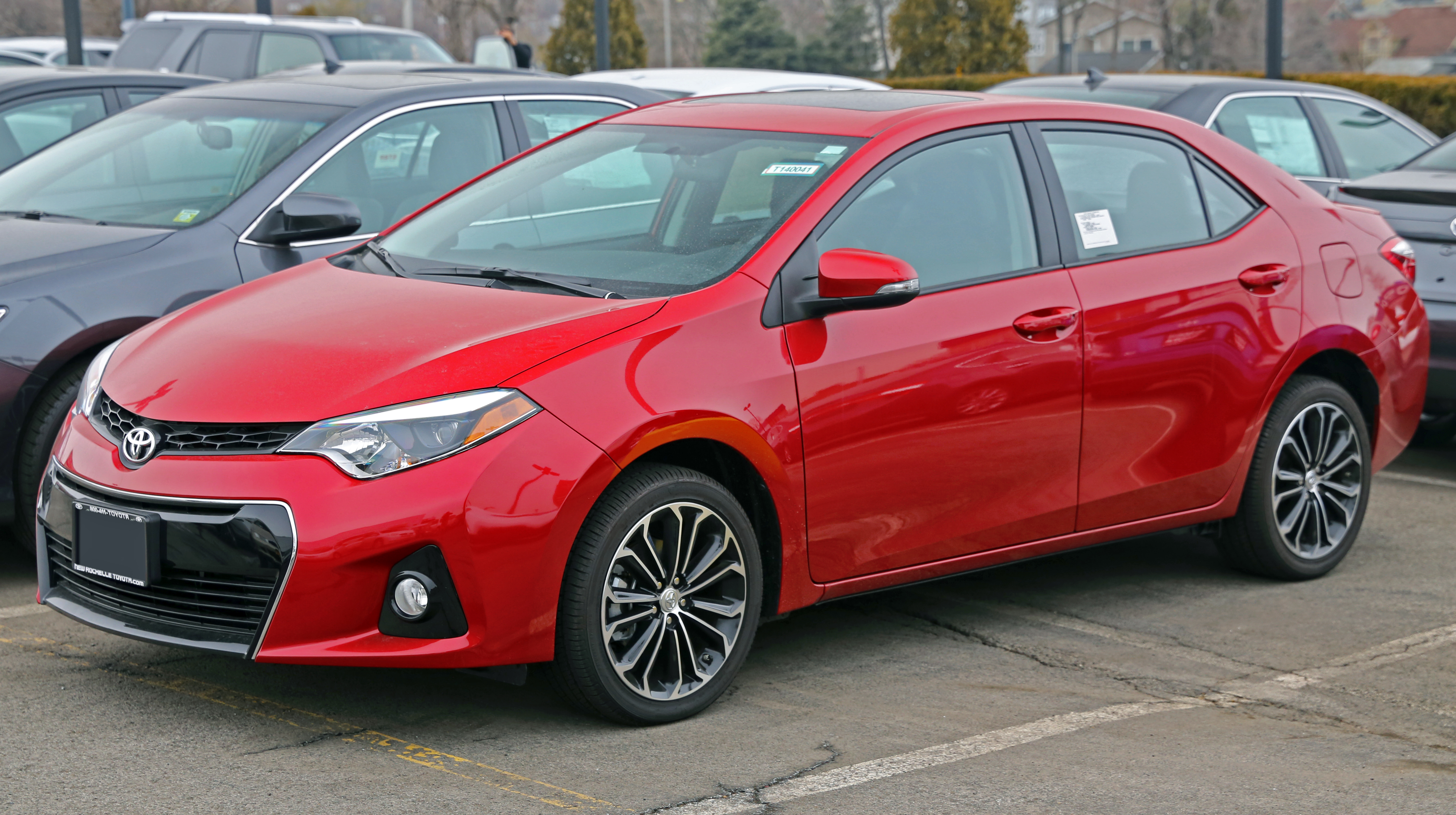
第十一代Corolla北美版車頭
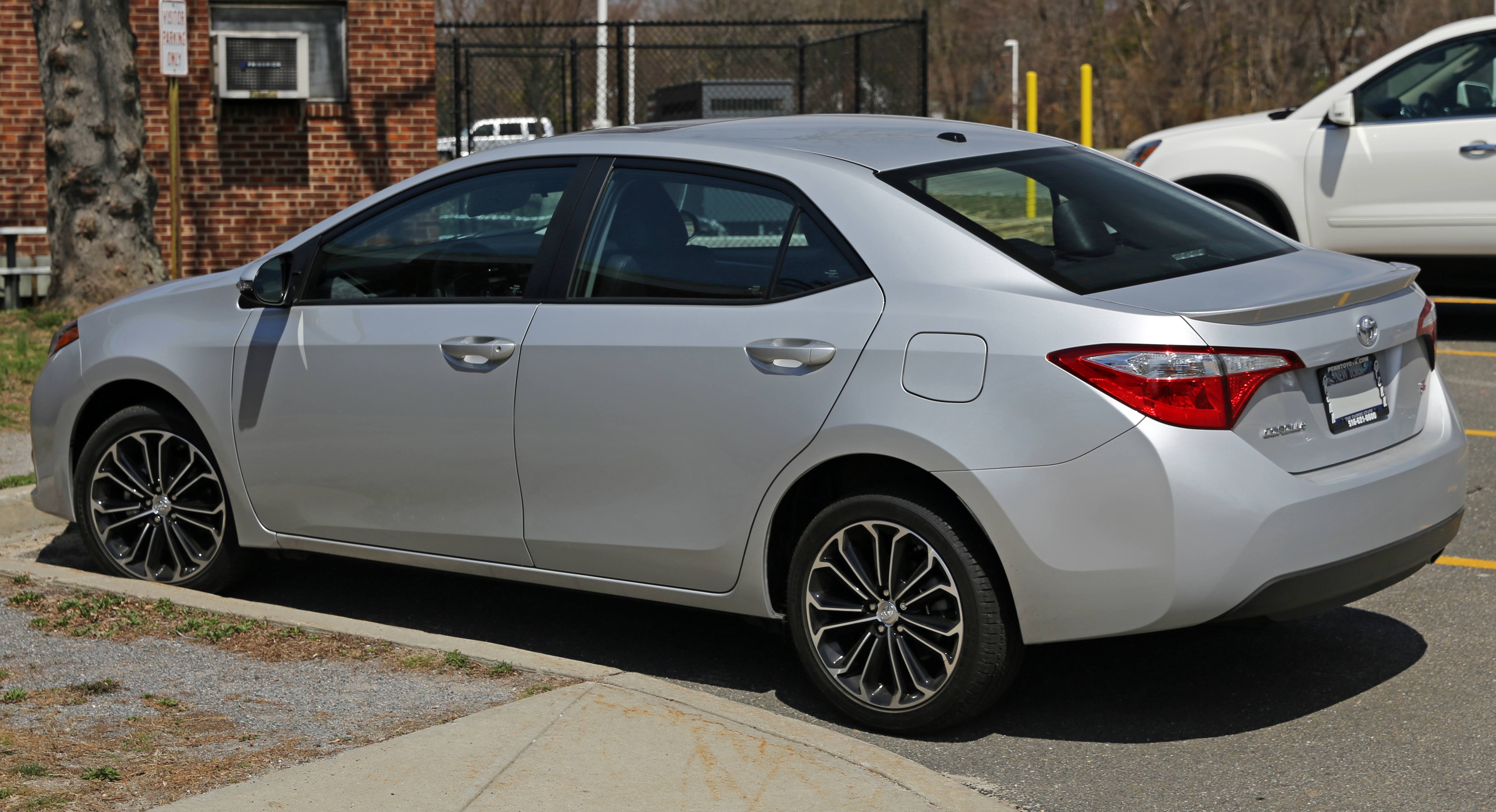
第十一代Corolla北美版車尾
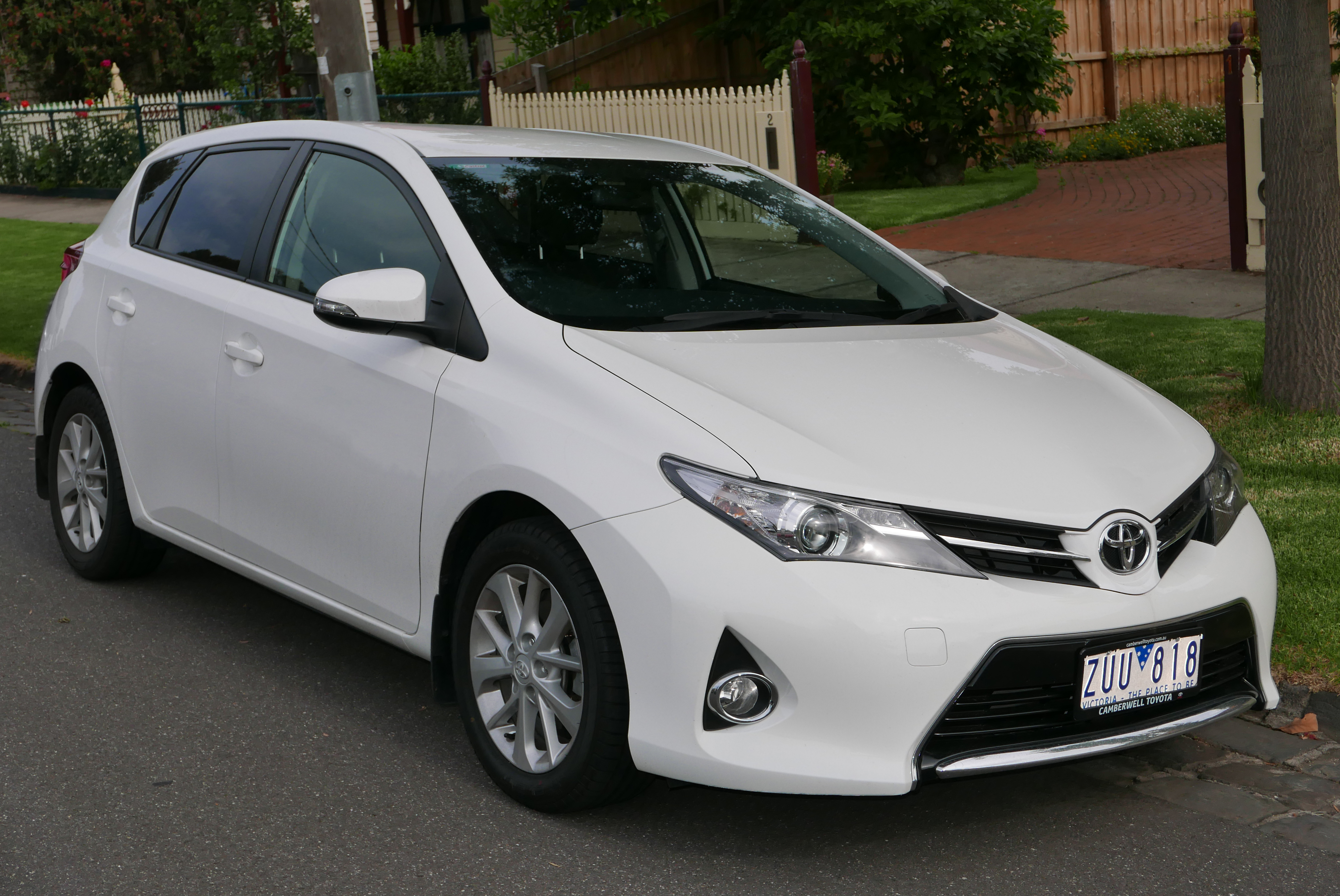
第十一代Corolla五門歐洲版車頭
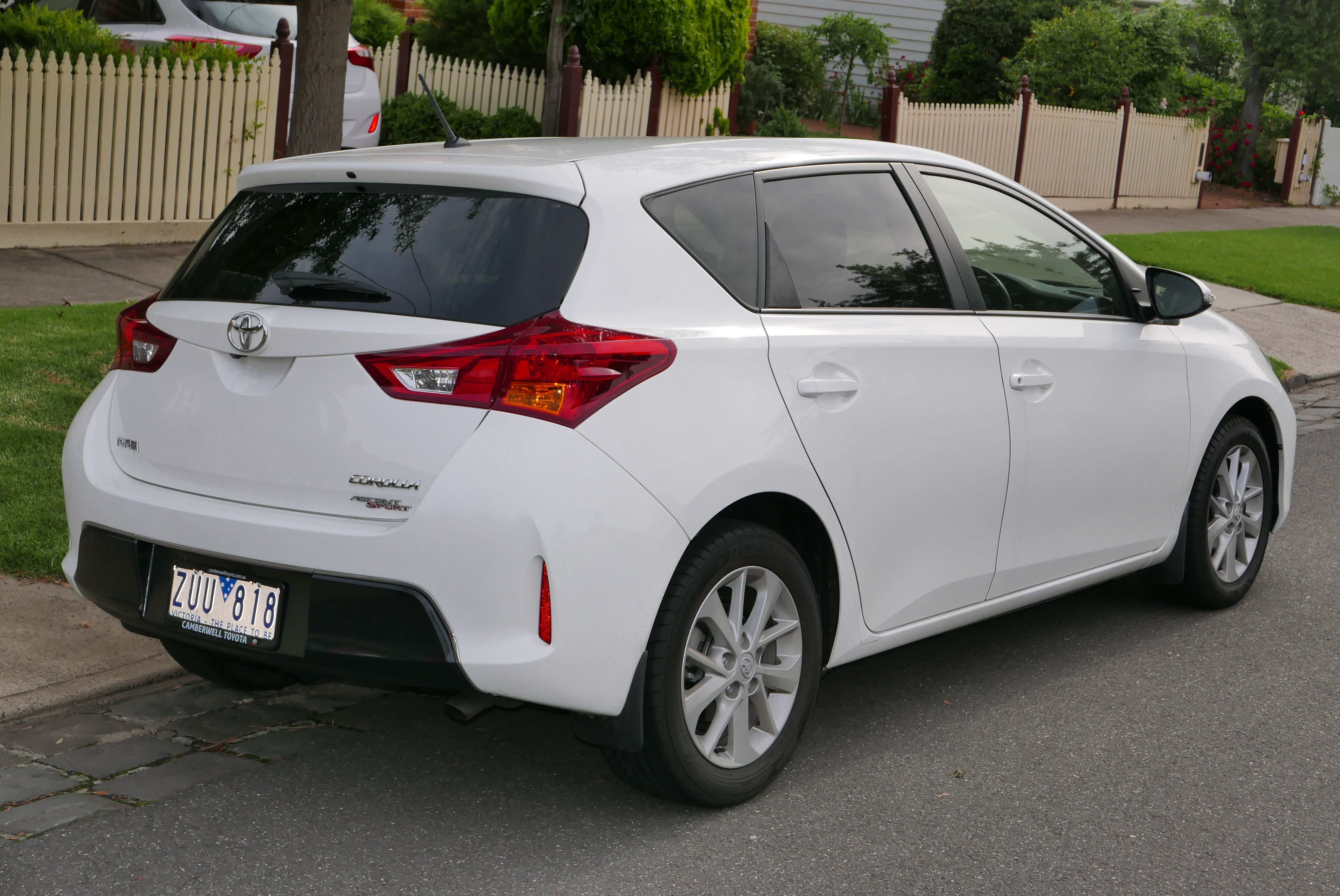
第十一代Corolla五門歐洲版車尾

## 第十二代（E210；2018）

### 五門掀背版(Aruis/Sport/Hatchback)
2018年3月，第十二代卡羅拉的五門版本掀背車型於第88屆日內瓦車展（Geneva Motor Show）以Corolla Auris名稱率先推出。北美版本的則是在3月28日於紐約國際車展（New York International Auto Show）發表，名稱為Corolla Hatchback，日本則於6月27日上市，名稱則為Corolla Sport。同年7月中旬於美國上市。歐洲市場版本2019年1月14日於生產，3月起在整個歐洲市場銷售。
值得注意的是，Auris車名今日已被淘汰，於 2019 年 1 月 在 歐洲市場 停用，2020 年 7 月 在 台灣市場 亦停止使用，在日本及台灣以 Corolla Sport 之名銷售，而在其他地區則統一稱為 Corolla Hatchback。

另外，因應豐田GR品牌的推出，在外觀方面亦有GR Sport的版本可供選擇，採用雙色色調設計，內裝擁有皮革縫線紋路以及GR廠徽等進行點綴。2022年3月，高性能版本的GR Corolla正式推出，具備更強勁的動力輸出與運動化設定，採用1.6升三缸渦輪增壓引擎(G16E-GTS turbo I3)，及6速手排變速箱與8速GR-DAT自排變速箱，最高可輸出304匹馬力與400牛頓米的扭立。GR Corolla 還使用了最初為 GR Yaris 開發的 GR-Four 全輪驅動系統。標準設置是 60：40 的前後扭矩分配，但它可以像 30：70 一樣偏向後輪。

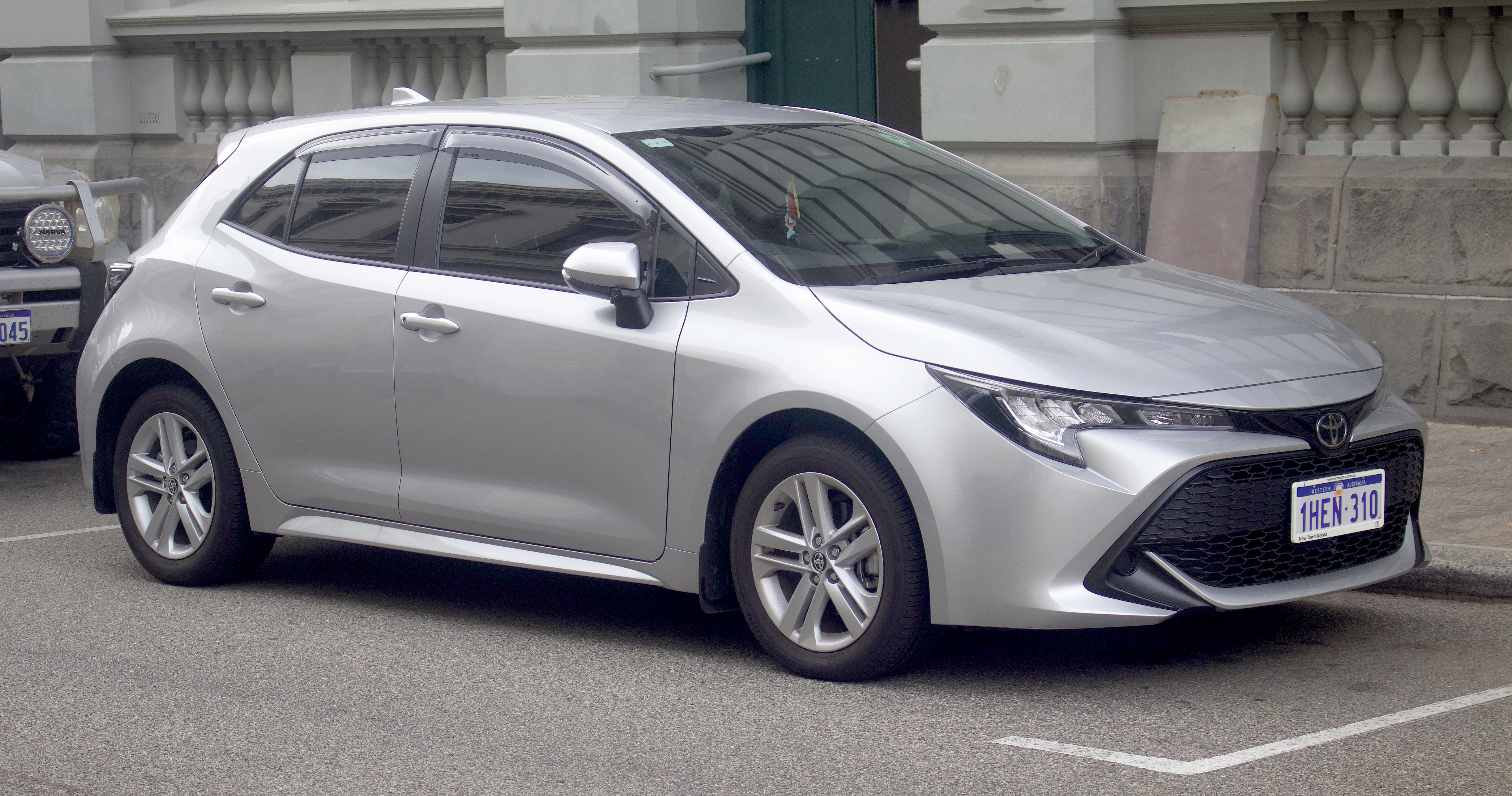
Corolla hatchback車頭
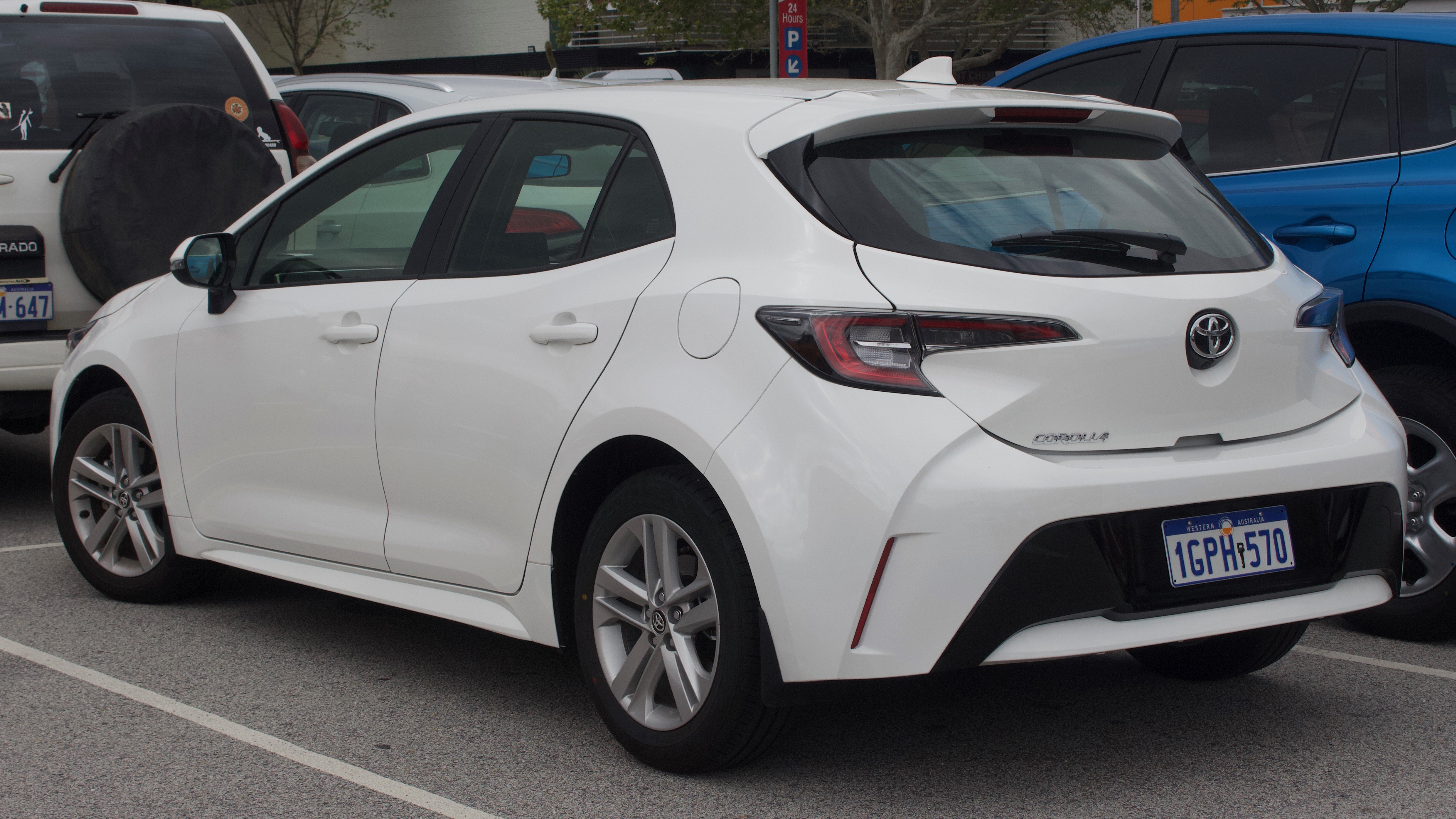
Corolla hatchback車尾
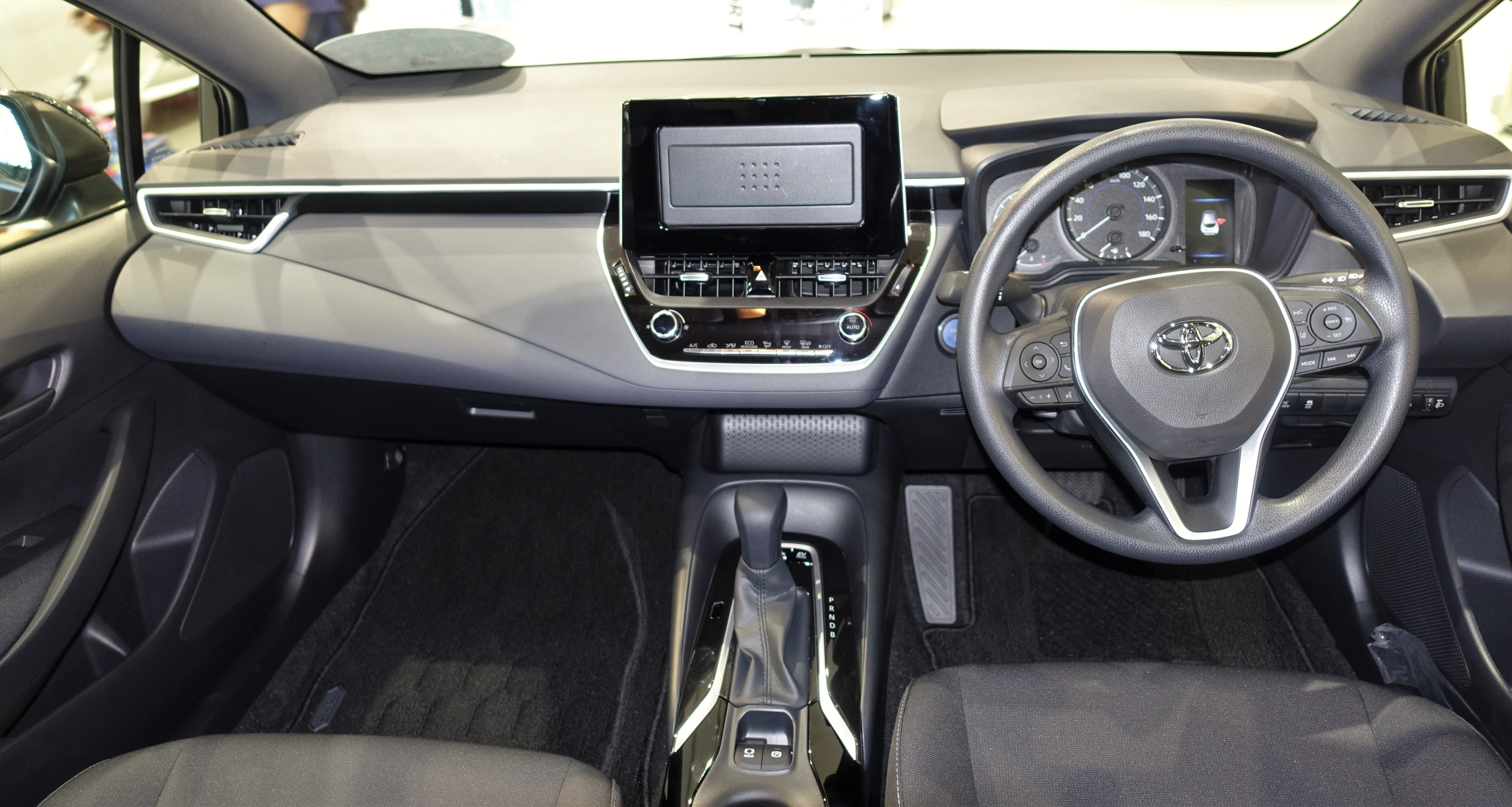
Corolla hatchback內裝
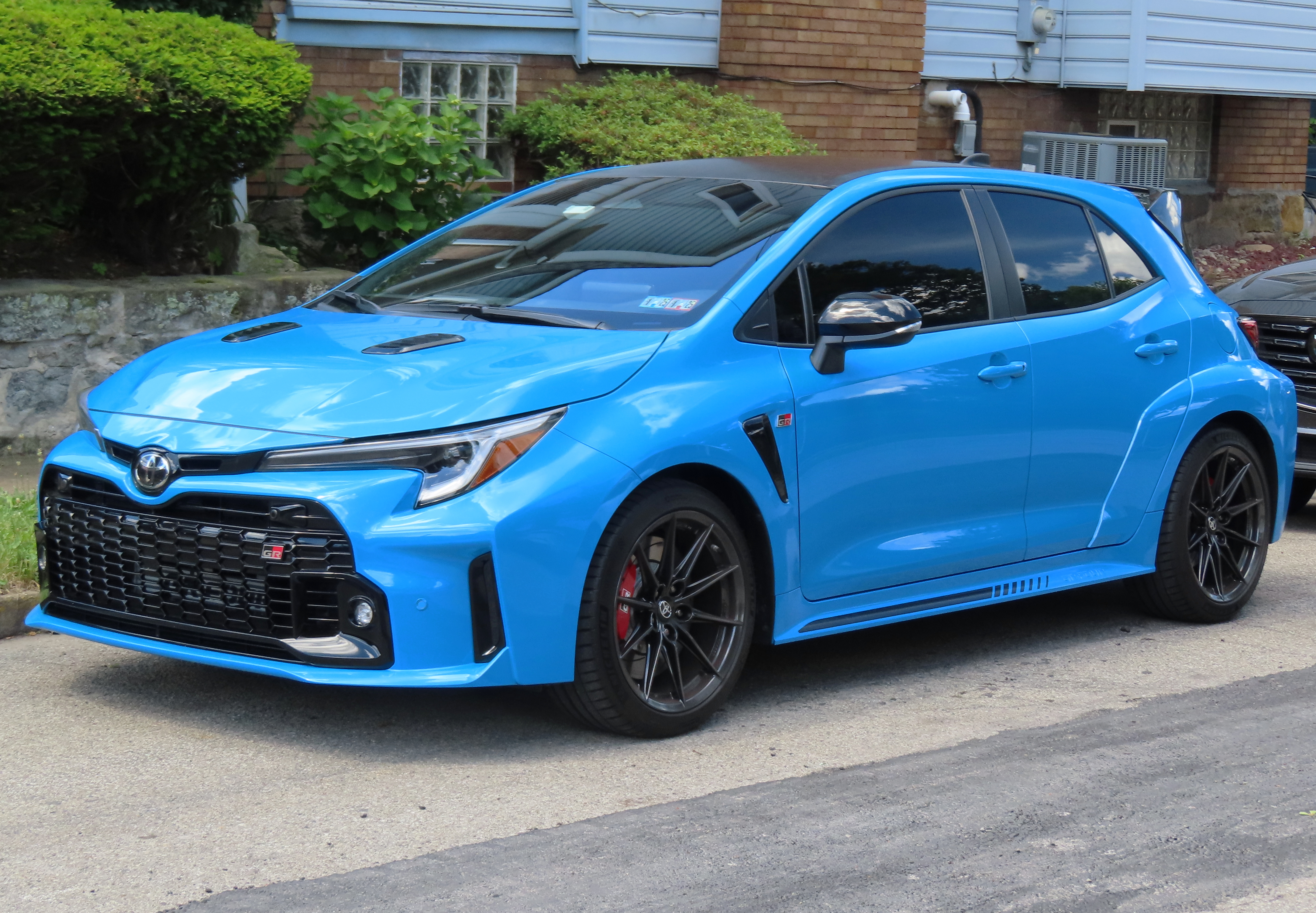
GR Corolla 車頭
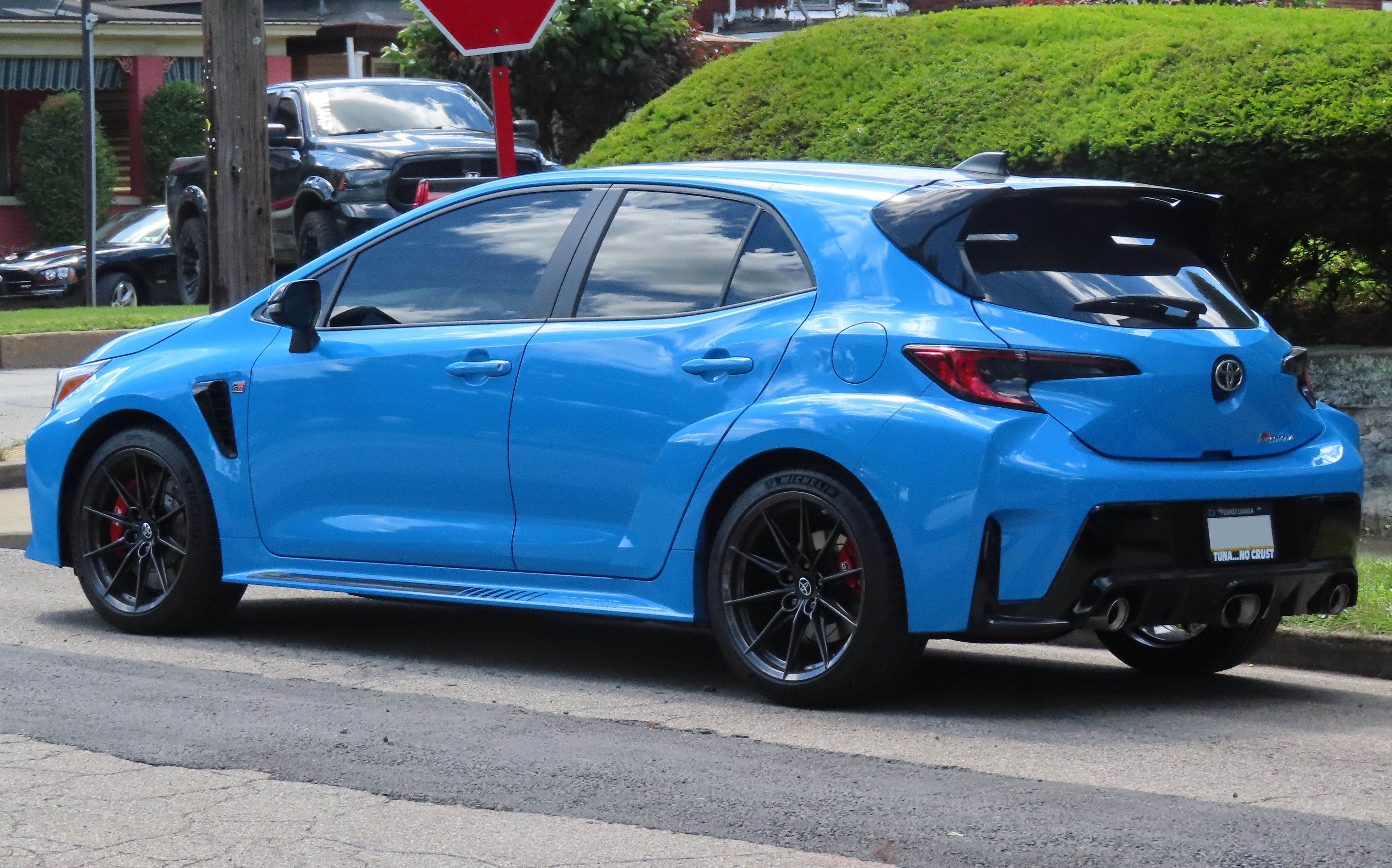
GR Corolla 車尾

### 五門旅行版(Touring Sports/Trek)
2018年9月4日，第十二代卡羅拉旅行車版本於2018年巴黎車展（Paris Motor Show）亮相，稱為 Corolla Touring Sports（在日本簡稱 Corolla Touring）。Corolla Touring Sports 主要面向歐洲市場，因此該車型未在美國、澳洲及亞洲（除日本外）的市場進行銷售。該車輛B 柱之後的所有設計與開發均在歐洲完成，以符合當地市場需求。此外，Corolla Touring Sports 亦由鈴木（Suzuki）在歐洲市場以 Swace 之名銷售。
根據不同市場，Corolla Touring Sports 提供多種動力選擇，包括 1.2 升 8NR-FTS 渦輪增壓汽油引擎、1.8 升 2ZR-FAE 自然進氣汽油引擎、1.8 升 2ZR-FXE 油電混合引擎，以及 2.0 升 M20A-FXS 油電混合引擎。

此外，豐田於 2019 年日內瓦車展發布了 Corolla Trek 版本，這是一款基於旅行版本的跨界車型，擁有更高的懸吊系統、車頂行李架以及額外的車身防刮塑料件，為喜愛戶外活動的駕駛者提供了更多選擇。

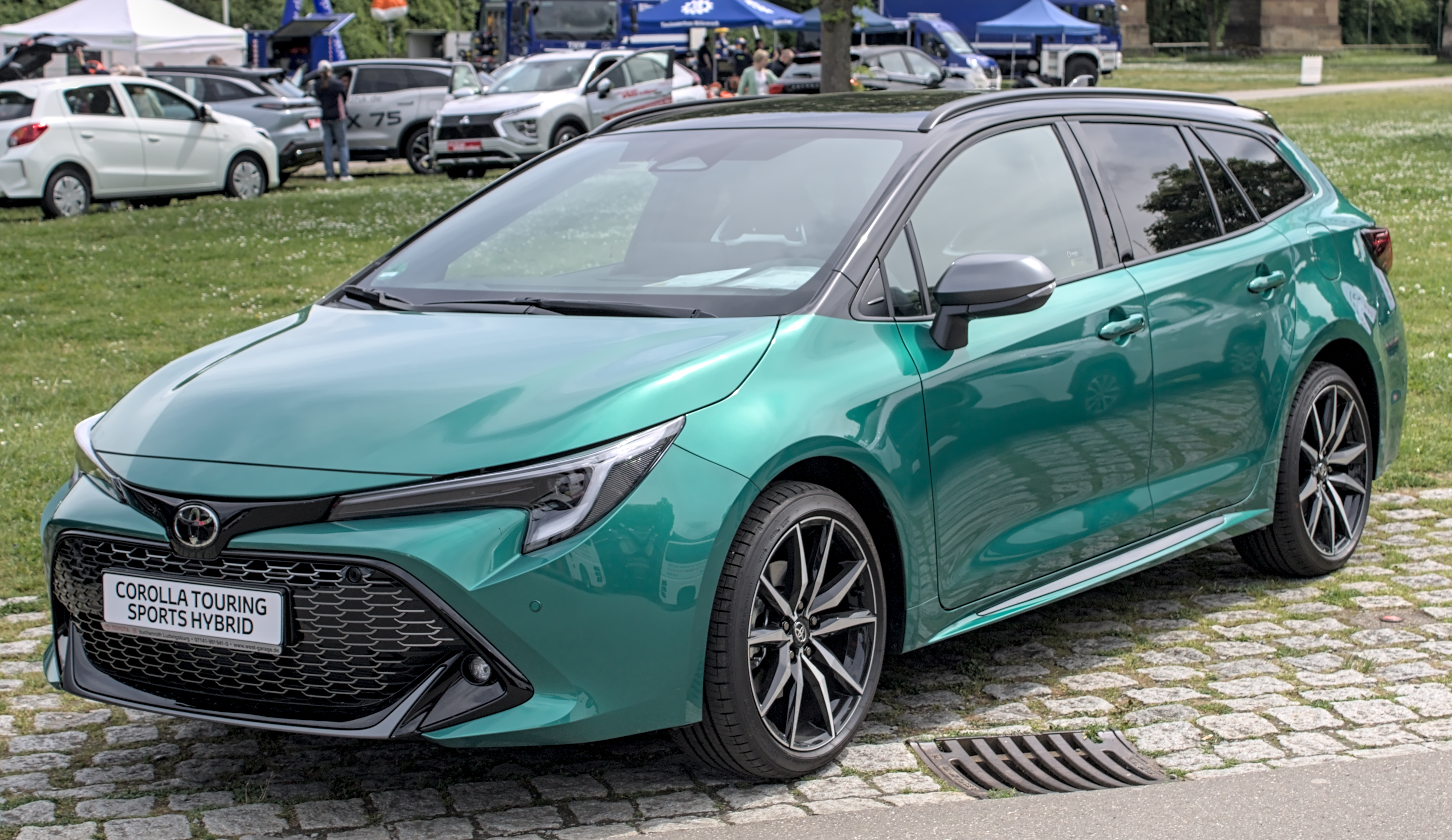
Corolla Touring Sports車頭
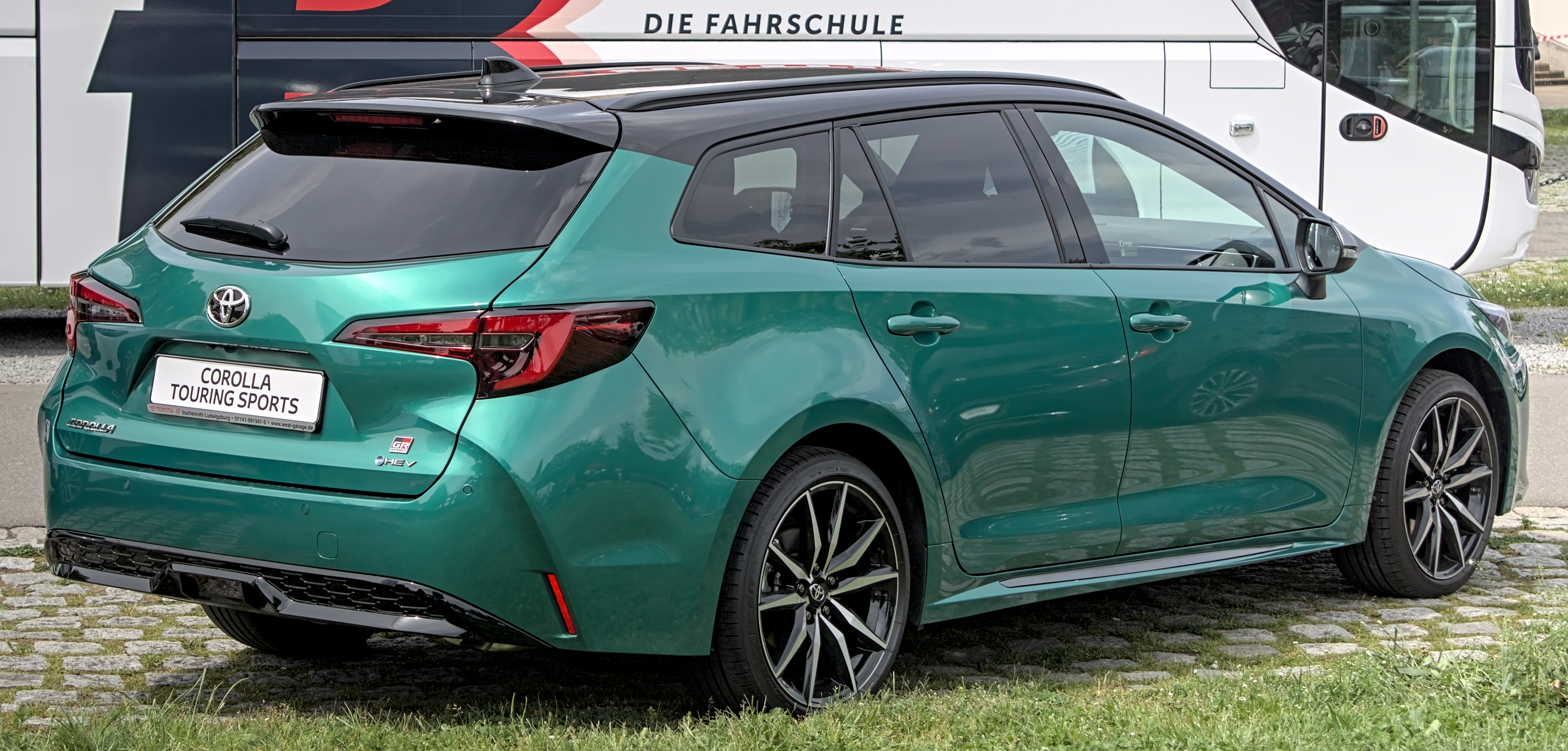
Corolla Touring Sports車尾
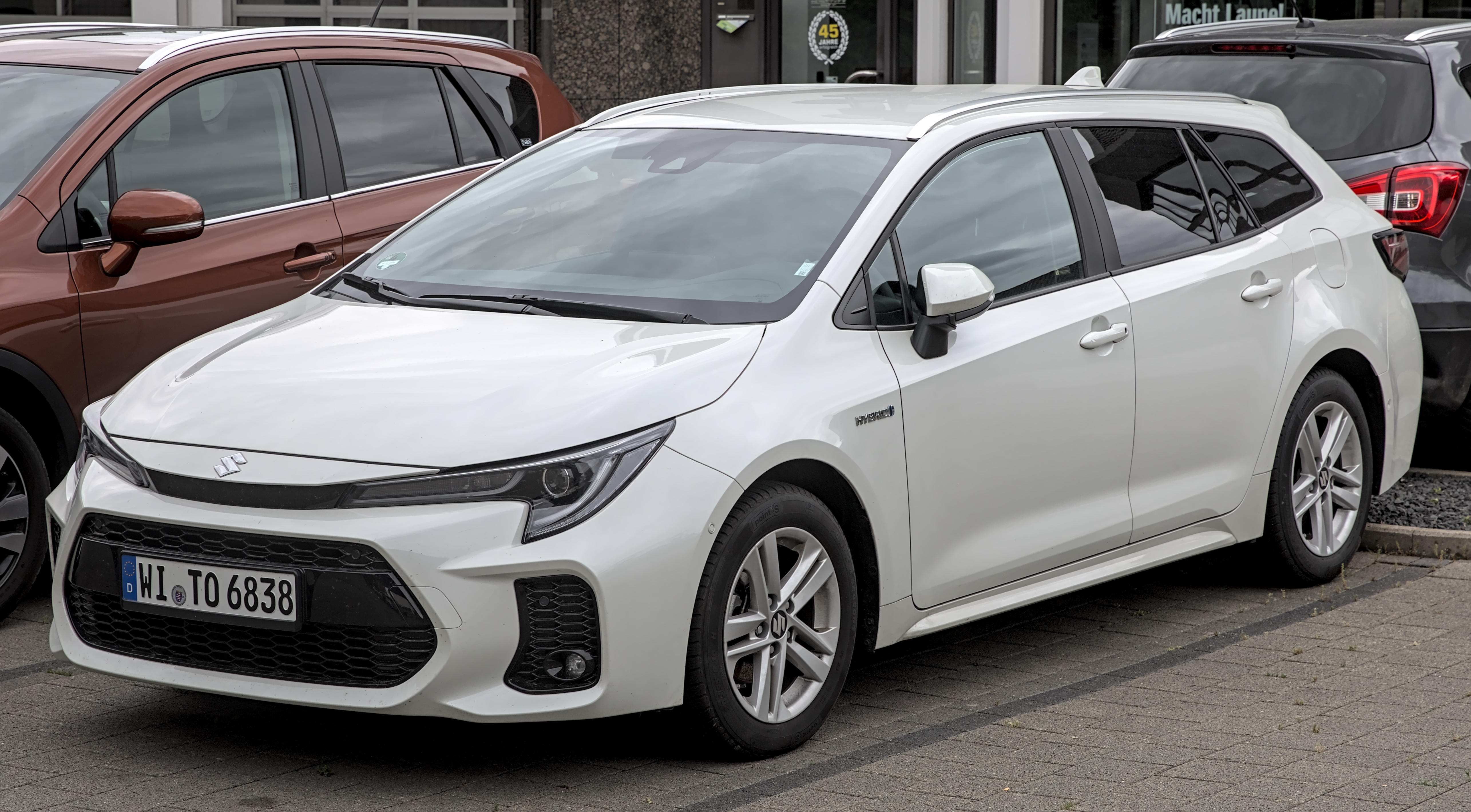
Suzuki Swace車頭
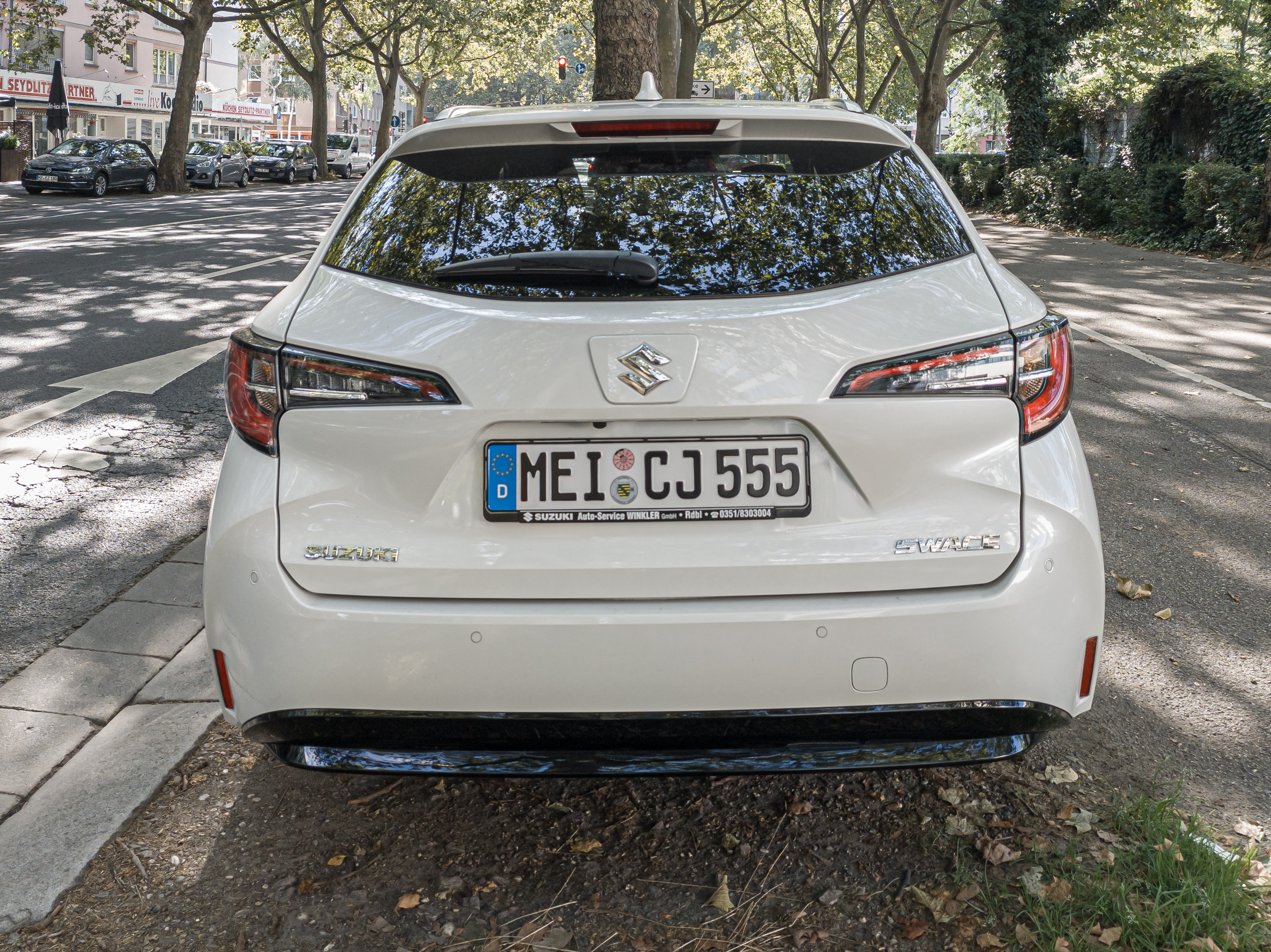
Suzuki Swace車尾
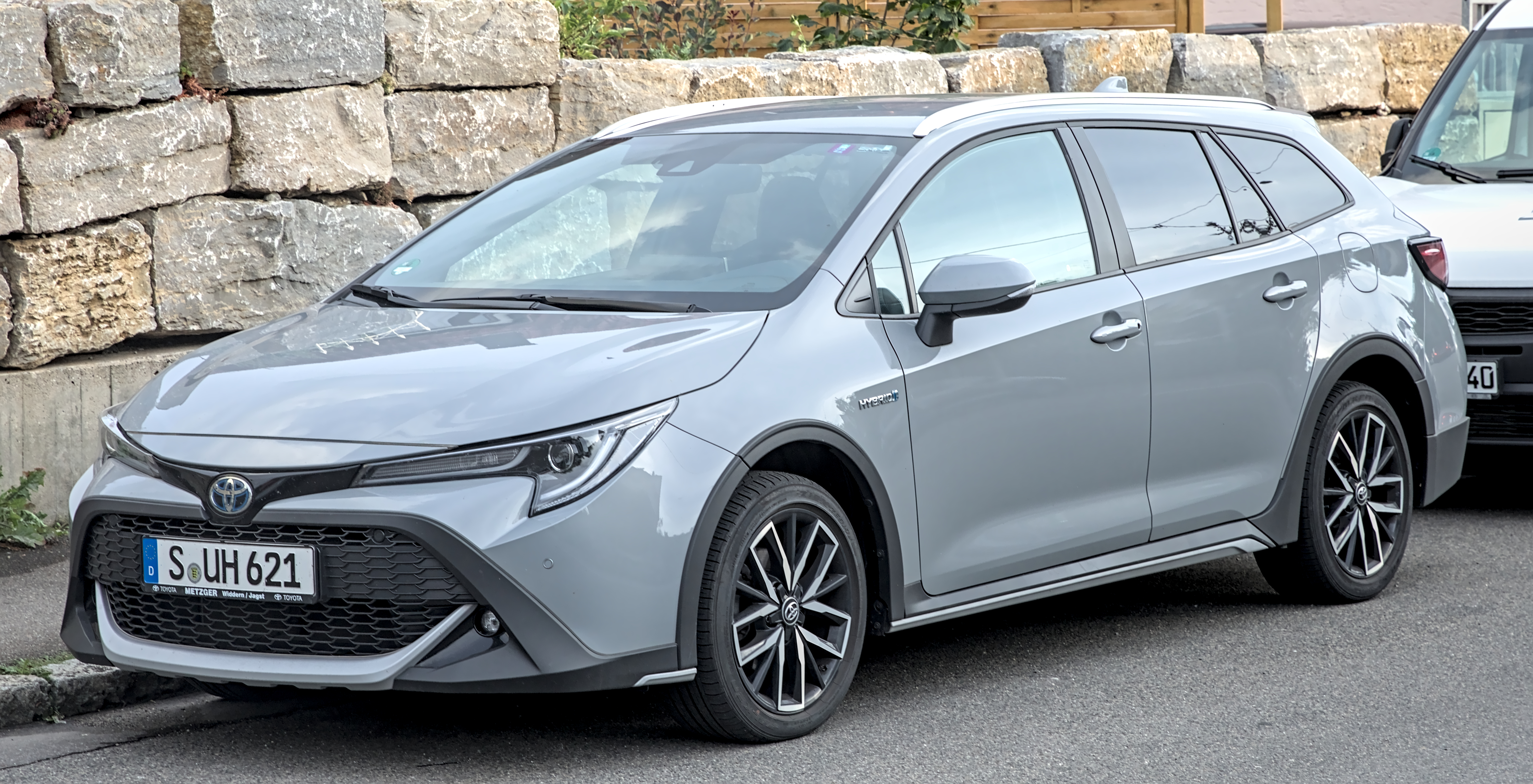
Corolla Trek車頭
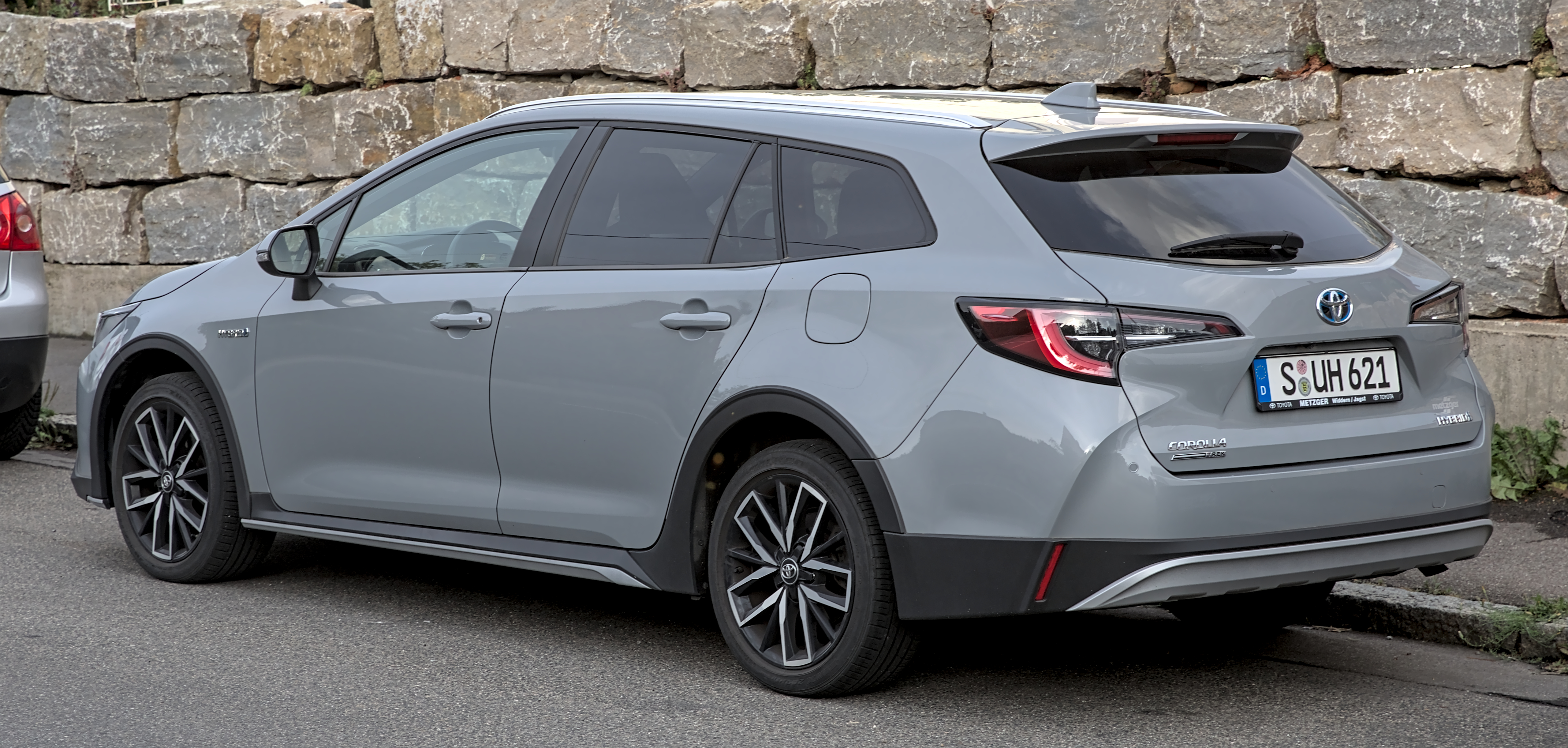
Corolla Trek車尾

### 四門轎車版(Sedan/Saloon)
第十二代轎車版本於2018 年11月15日至16日間在美國加州Carmel-by-the-Sea與中國廣州國際車展同時揭幕。轎車版本的外觀共分為兩款，分別為：Prestige 版（台灣、歐洲、東南亞、南美洲等地）與 Sporty 版（北美、日本、澳洲等地）。而中國兩種外觀都有販售，Prestige稱為卡羅拉，Sporty版本則稱為雷凌(Levin)。

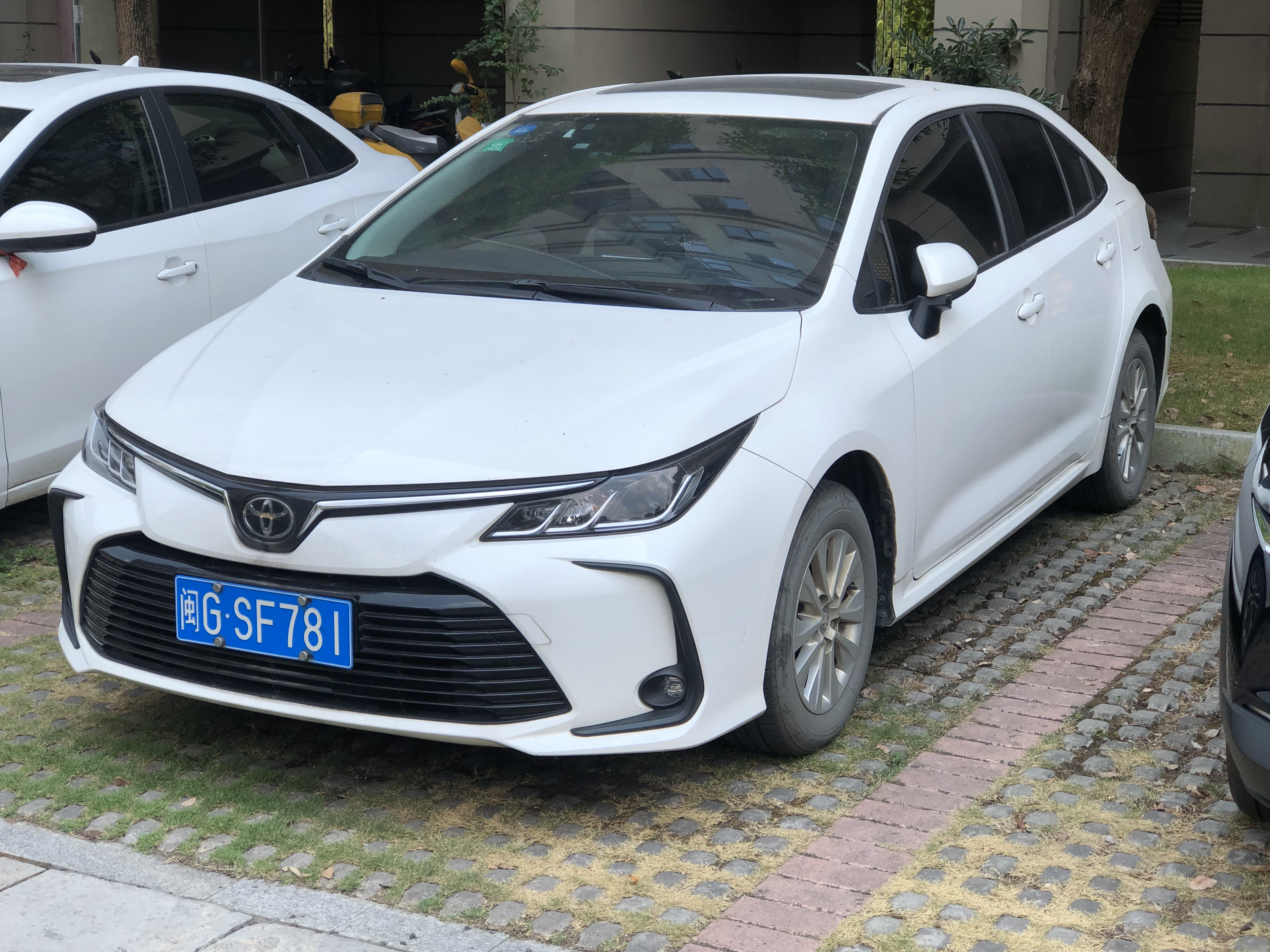
Corolla Prestige版車頭
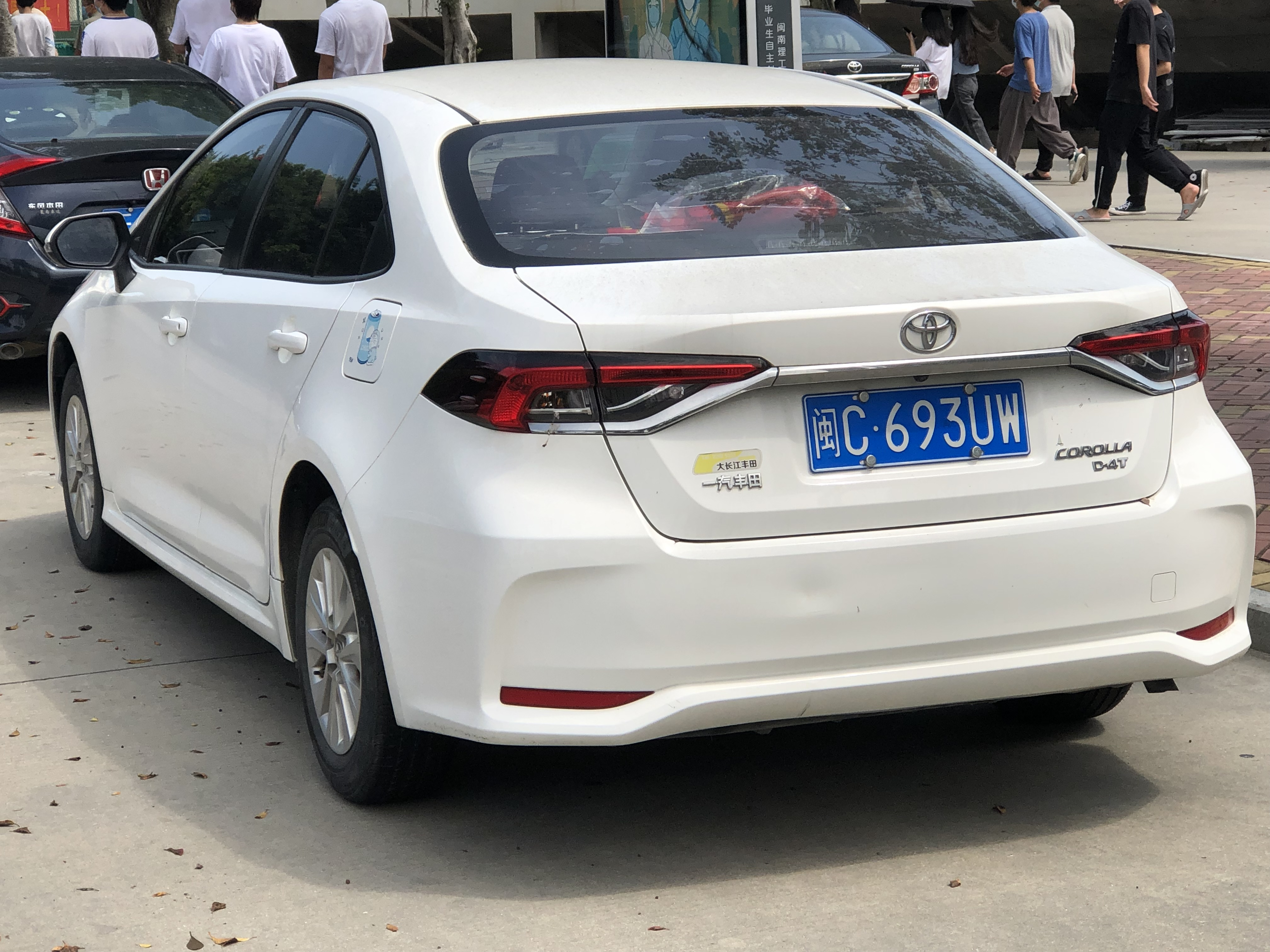
Corolla Prestige版車尾
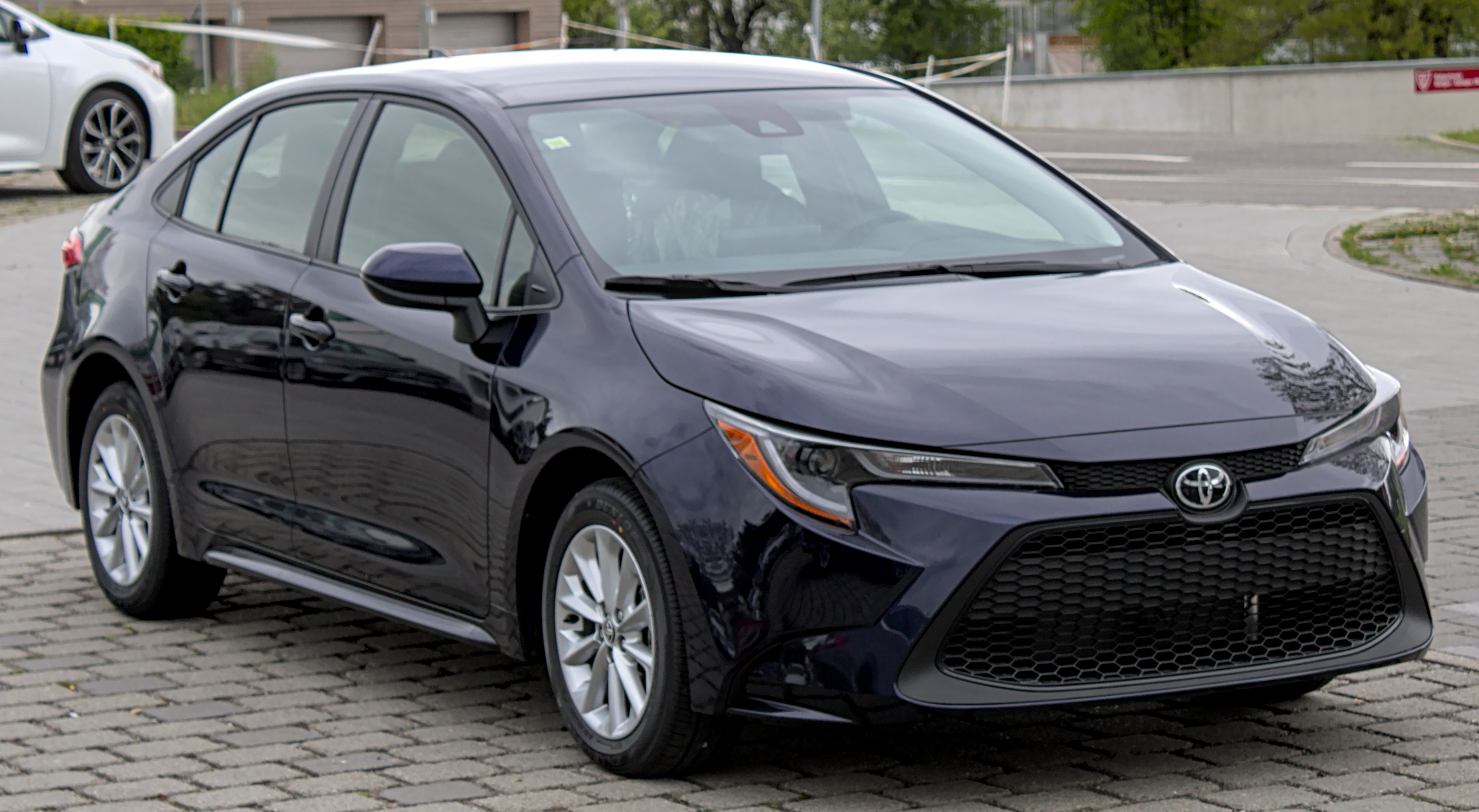
Corolla Sporty版車頭
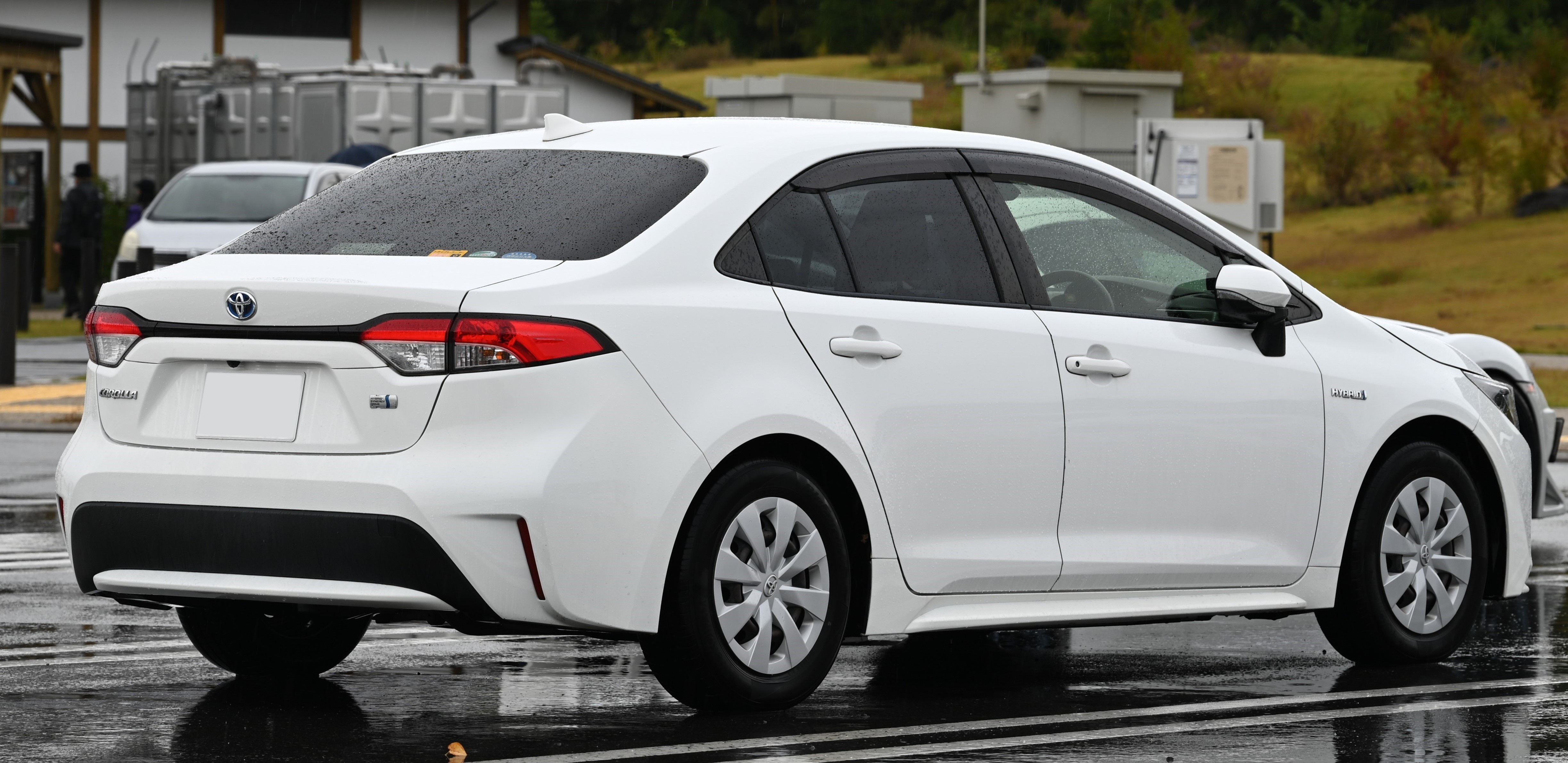
Corolla Sporty版車尾
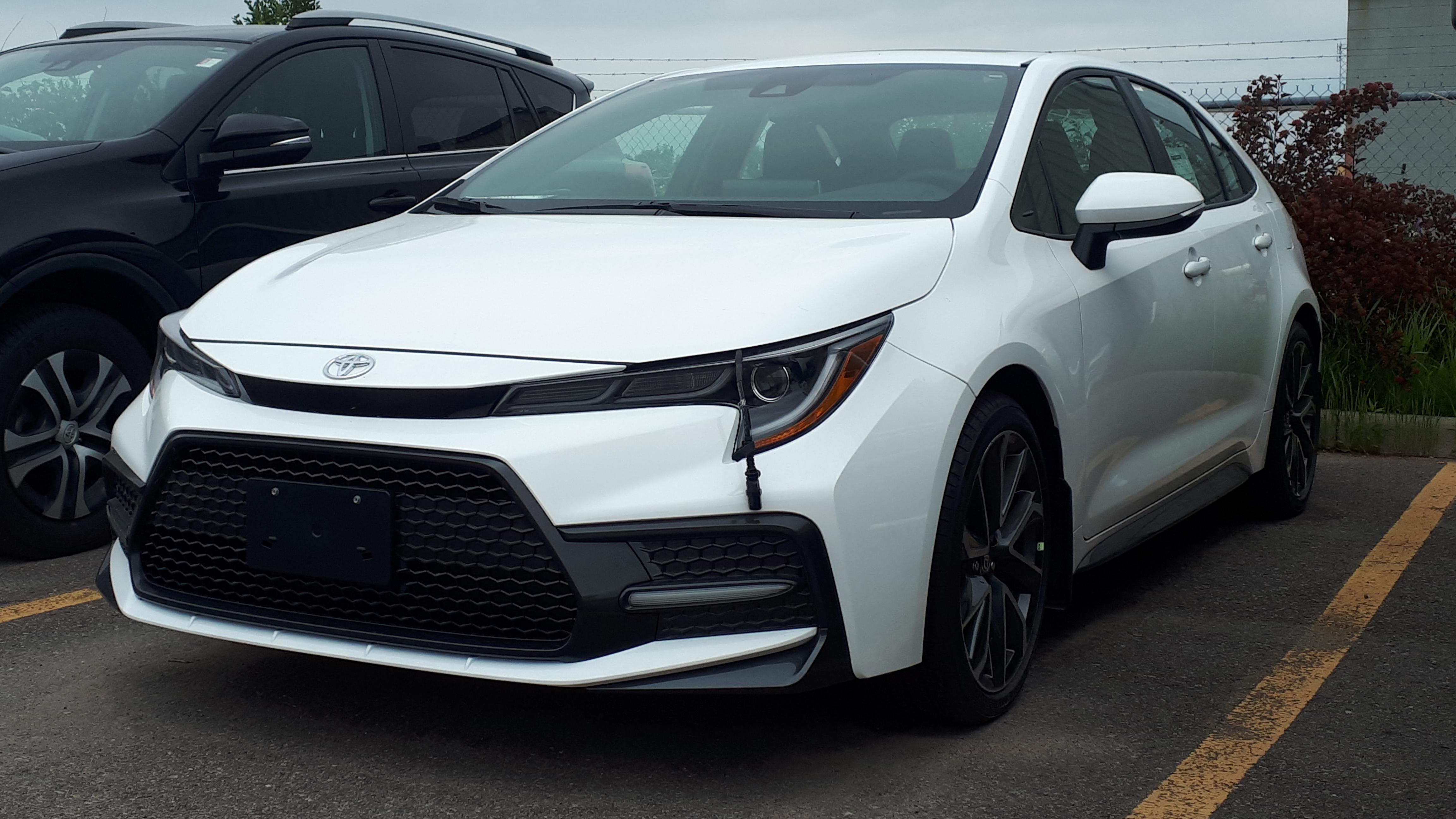
Corolla 北美XLE版車頭

## 安全係數

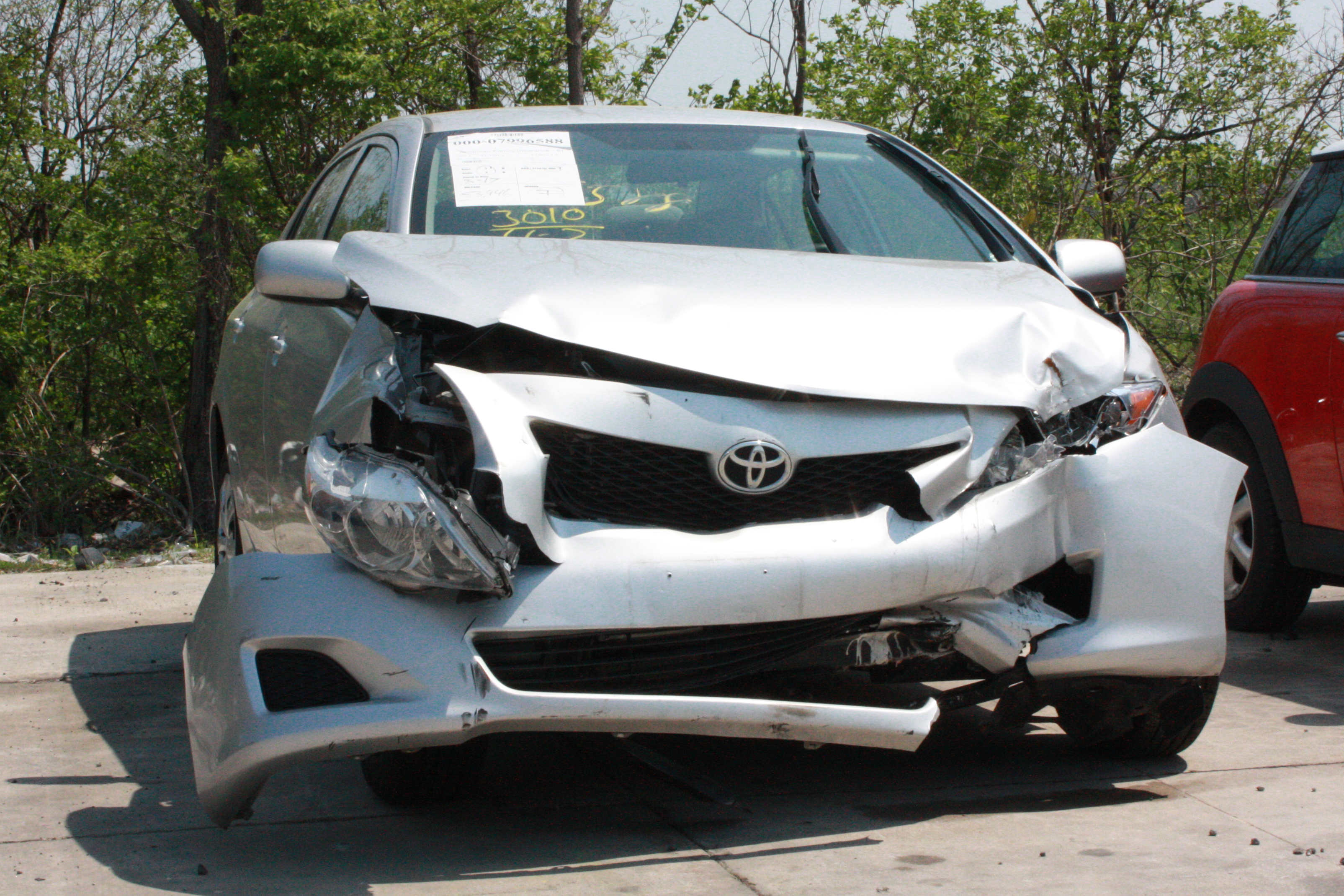
卡罗拉撞擊试验车

澳洲維多利亞公路署（VICROAD）曾於2008年建立1986年-2006年，二十年間卡羅拉在澳洲的二手車安全評級：
- （1986–1988）—低於平均水準
- （1989–1993）—位於平均水準
- （1994–1997）—高於平均水準
- （1998–2001）—高於平均水準
- （2002–2006）—高於平均水準

美國的高速公路安全保險協會曾對卡羅拉的第八代以及第九代版本進行撞擊安全測試，測試環境為每小時64公里，測試結果為“可以接受”。2003年該協會的另一個測試報告中將卡羅拉列為“良好”行列，而到2008年，卡羅拉成為被該協會評價為安全指數“優秀”的汽車之一。
歐盟新車安全評鑑協會對卡羅拉的評級如下：
- 1998年（EE110 1.3 5门小型房車）：成年乘员：3星级（23分），行人：2星级（15分，2001年或以前的评级制度）
- 2002年（ZZE120 1.4 5门掀背车）：成人乘员：4星级（28分）行人：2星级（11分）
- 2007年（E150四门轿车）：成年乘客：5星级（34分），儿童乘员：4星级（39分），行人：3星级（23分）

## 亞洲地區的卡羅拉

### 香港

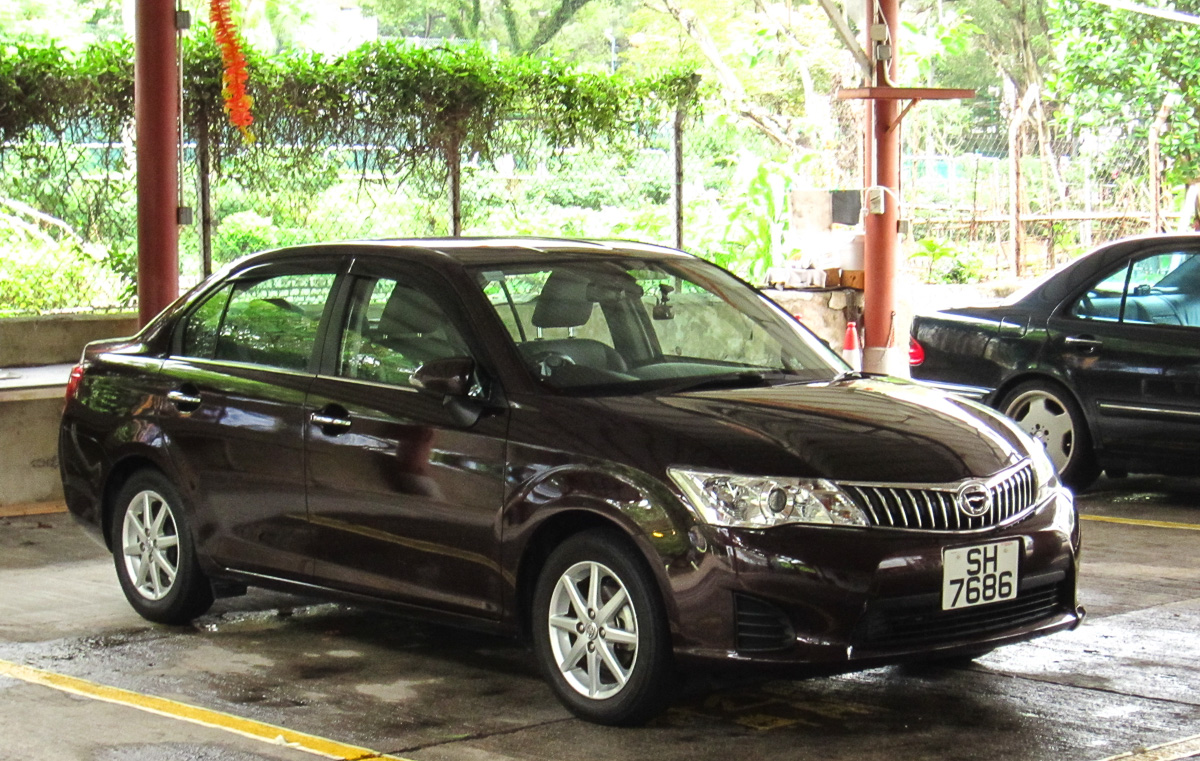
最後一代引入香港的豐田Corolla Axio

卡羅拉於1970年代末出口至香港，1980至2000年代為香港銷量最高的車型之一，而該轎車和本田思域一樣被香港報館採用。
亦因為Corolla的耐用性高，行駛年期長和易適合轉彎路段，故被香港用家稱作「地獄腳車皇」。2010年代，由於香港廉價房車市場萎縮，香港代理商皇冠汽車於2019年停止引入卡羅拉。

### 臺灣

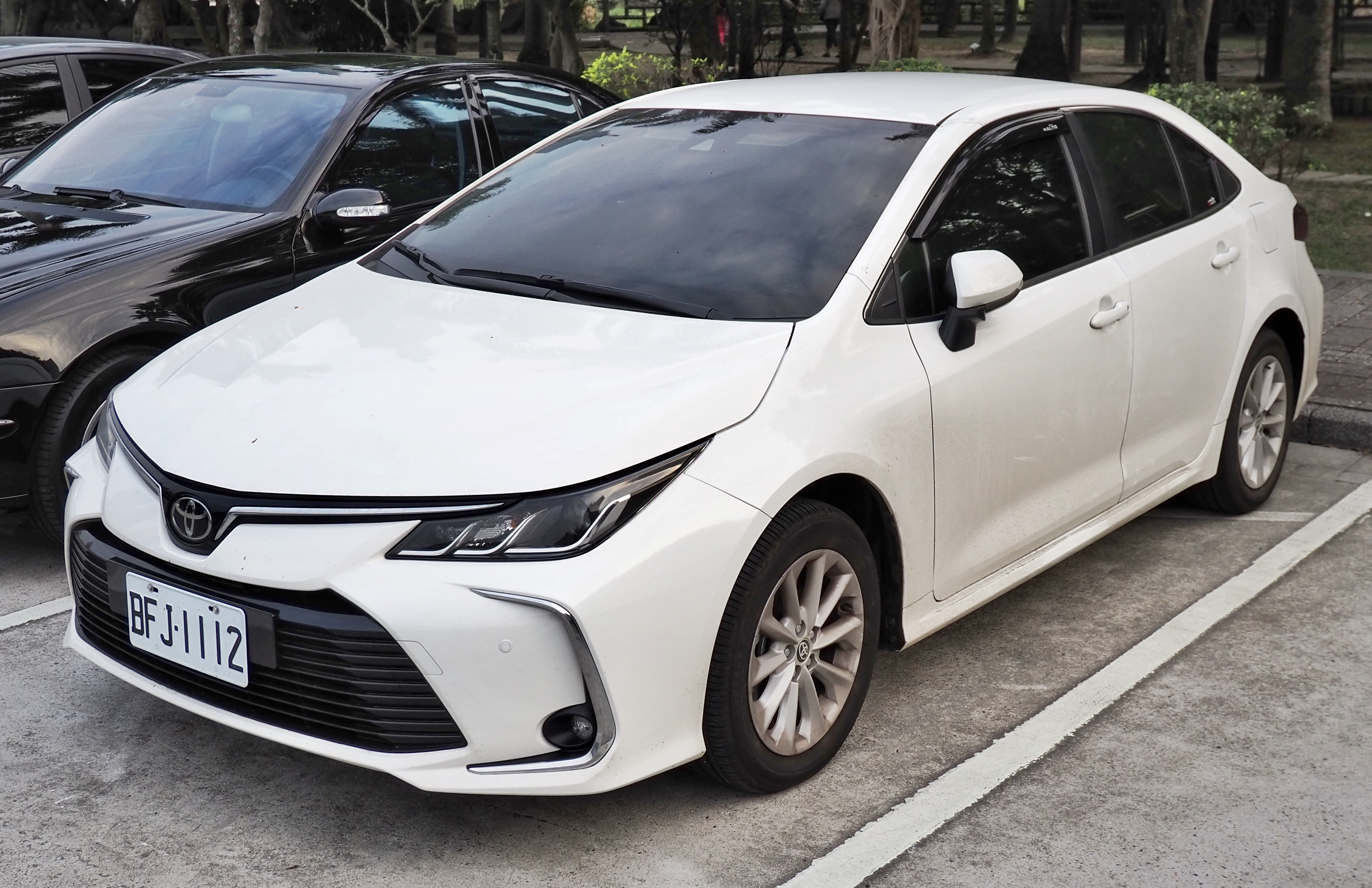
國瑞汽車製造的2019年款豐田Corolla Altis

台灣在初代卡羅拉就有引進紀錄，然而在中華民國與日本斷交後，於1974年取消日本自小客車配額。使得後面的第三代，第四代等等都無法引進。而第五代車型直到80年代中期政府開放美製日本小客車引進，才再度歸來。
第六代卡羅拉於1980年代末由和泰汽車正式引進，於全臺灣八大經銷商銷售。此代車款由美國加州新聯合汽車製造廠生產，基本車型分為LE、DX-G、DX三種等級，引擎為4A-FE 1.6公升。第六代卡羅拉在台灣銷售狀況極佳，和凱美瑞開創日裔美規車銷售傳奇，從1990年起卡羅拉已連續7年獲得進口車單一車種之銷售冠軍。後來陸續引進第七、八代卡羅拉在臺銷售：第七代卡羅拉引擎除了4A-FE外，另增加1.8公升7A-FE引擎。到了第八代卡羅拉時取消1.6車型，1.8車型引擎改用1ZZ-FE（無VVT-i），直到小改款時才增加VVT-i，這也是最後一批以進口車身份在臺銷售的卡羅拉。
2001年3月從第九代起就由國瑞汽車引進國產化，並冠上Altis副車名銷售。此代除了保留1.8L 1ZZ-FE引擎外，又恢復1.6L車型，使用3ZZ-FE引擎。2007年12月27日推出第十代，但此時因1.8L車型依然使用1ZZ-FE引擎而非新開發之2ZR-FE引擎，故引起一些爭議；另外1.6L車型一樣是使用3ZZ-FE引擎。不久，2008年11月10日取消1.6L車型並領先全球發表2.0引擎3ZR-FE車型，且第十代臺製卡羅拉車型亦順利外銷出口至中東地區，2011年外銷台數達5萬輛，創下台灣汽車史上年度整車外銷的新紀錄。到2012年4月為止，累計總外銷台數也已超過10萬8千輛。後來2010年7月10日和泰汽車發表小改款，除了2.0L車型外並順勢將主力1.8車型改配2ZR-FE Dual VVT-i引擎和CVT變速箱，以增加產品競爭力。Altis在台灣推出後取代福特Laser，成為最多計程車行所採購的車款。
不過和泰汽車將卡羅拉國產化卻有多次召修記錄：從第九代的後隔板黏膠異味更換（此未公開召回）、後軸拖曳臂熔接長度不足等；第十代的車體鈑件密封膠材質不良（此召修需重新烤漆，且只處理引擎蓋、後箱蓋、四個車門、車頂排水槽、後尾板等處，至於其他地方因拆裝工程浩大，故不處理）；2011年3月1日又召回，因為開關融損的可能，需更換左前電動窗開關；中控台上層軟質塑膠材質不良膠化（此未公開召回）；2017年9月及2018年11月又兩次召回更換前乘客座氣囊充氣裝置等。絕大部分都只是國產化才發生的問題，故使一些車主針對和泰、國瑞二家工廠的製造品質及品管能力存有不小的疑問。
2013年10月7日台灣發表第11代卡羅拉，僅供應1.8L車型，引擎/底盤和CVT變速箱基本架構和10.5代車型並無明顯差異。但在出口方面，台灣製造的卡羅拉除了原來的中東GCC海灣六國（沙烏地阿拉伯、阿拉伯聯合大公國、阿曼、卡達、科威特以及巴林），更擴増至伊拉克、阿富汗、葉門3個新市場。在豐田支持下，由於製造品質已達日本同級水準，深獲中東消費者的信賴及肯定，整車外銷台數逐年增加。2014年12月，國瑞製造的Corolla更榮獲象徵中東汽車界最高榮譽的年度風雲車賞（Middle East Car of the Year Awards），可說是真正的台灣之光。
以TNGA（Toyota New Global Architecture）造車工藝概念打造的第12代卡羅拉於台灣市場，首先以日本原裝進口Corolla Hatchback打頭陣，以Auris之名於2018年9月10日先行上市，而後於2019年3月27日台灣和泰發表第12代國產四門卡羅拉，台灣生產的Corolla “Altis”，是採用歐規Corolla的樣貌，與先前2018年底於日本原裝進口Corolla Hatchback的車頭造型不同。動力系統則是1.8升自然進氣引擎仍維持第11代車款的2ZR-FE之直列四缸引擎，最大馬力同樣是140匹，搭配Super CVT-i 無段變速系統（無加入傳統齒輪設計Launch Gear, 本體設計與第11代卡羅拉無明顯差異），另外首次導入SELF-CHARGING HYBRID，搭載與Prius相同、原廠代號2ZR-FXE的直列4缸1.8升VVTi Atkinson循環引擎，搭配原廠代號P410的電動馬達（ECVT）提供122匹綜效馬力，以第四代HYBRID科技，帶來25.8km/l的優異平均油耗。

### 中國大陸

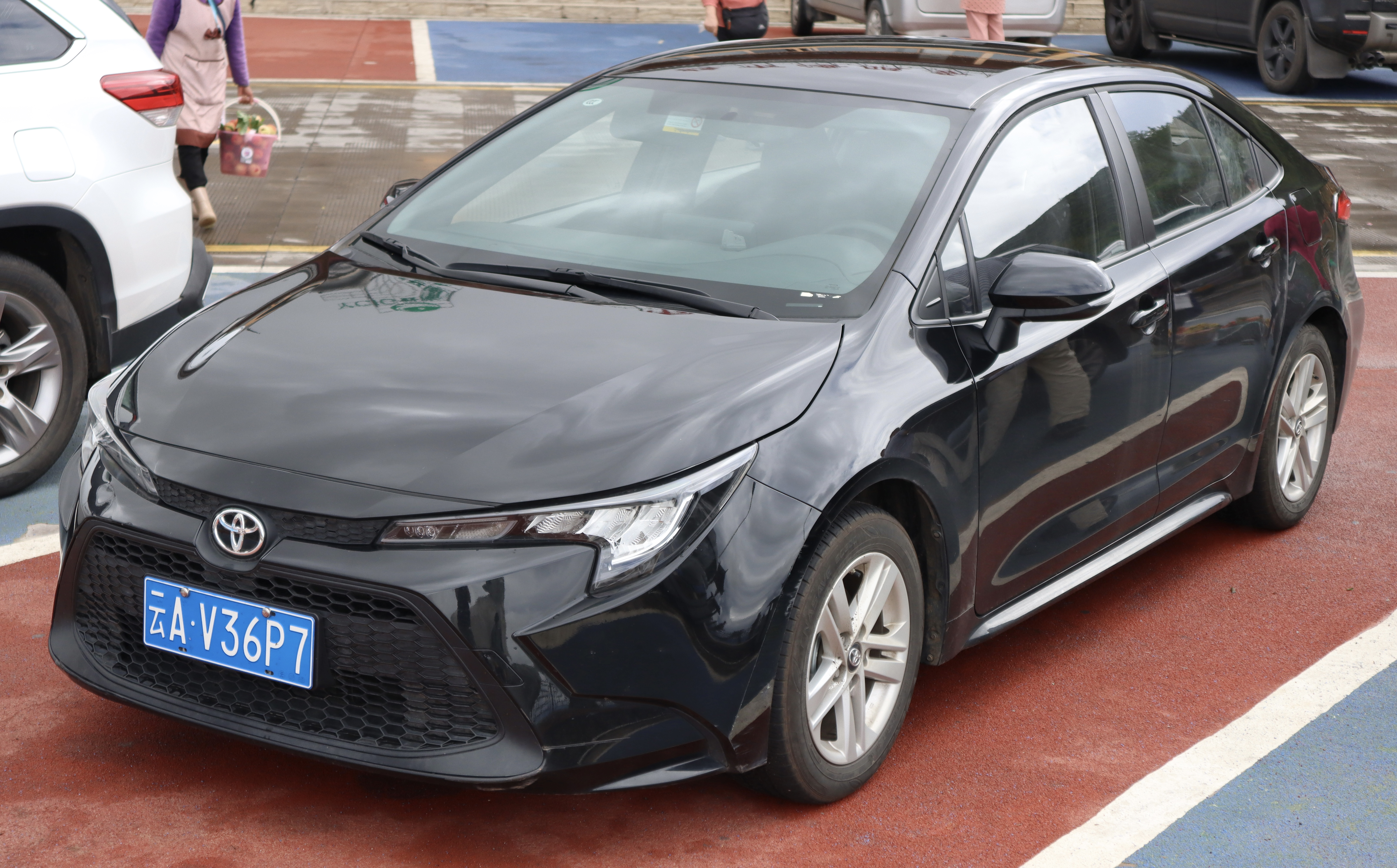
廣汽豐田雷凌（Toyota Levin）

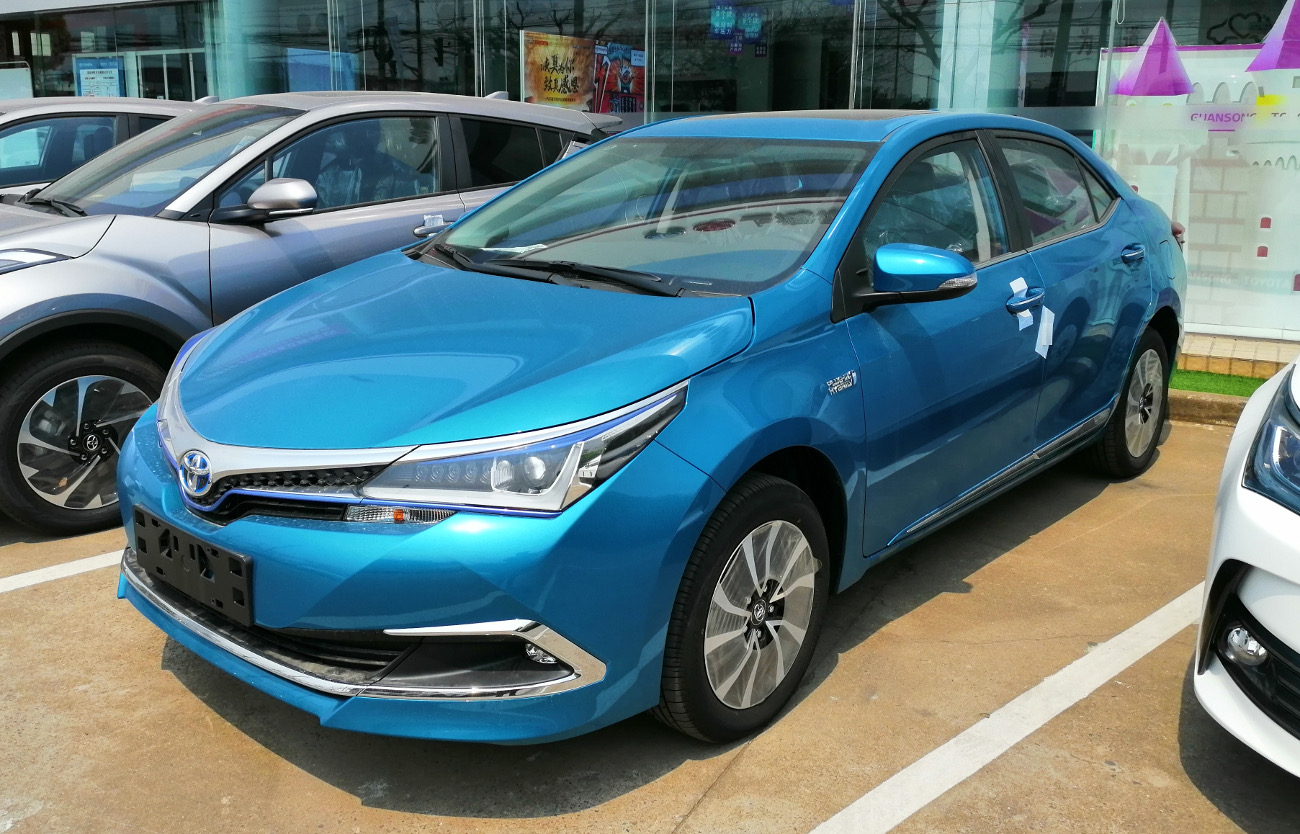
一汽丰田卡羅拉E+插電式混合動力車

豐田公司與2004年2月開始在中國天津的合資公司一汽豐田批量生產第九代卡羅拉，在中國大陸，稱作“豐田花冠”，2007年起的第十代花冠的中文名稱被正式確認為“卡羅拉”。卡羅拉是中國長期最受歡迎的車型之一，亦是中國連續數年銷量最高的車型之一。
 2013年，“花冠”將正式退出歷史舞臺，天津一汽與長春一汽將聯合共同生產“卡羅拉”。
2014年4月18日廣汽豐田汽車有限公司重啟Levin，有新威馳和雅力士 L致炫的例子在先，丰田的这种做法告诉我们，它将走一条类似南北大众“一款车型、两种卖法”的方法，重新耕作中国市场。作为重中之重的家用紧凑型市场，丰田希望与卡罗拉关系深厚的雷凌共同征战这个细分级别的市场，它将与卡罗拉一起扩大丰田紧凑型車的覆蓋範圍，抵禦於大眾，福特等品牌的進攻勢頭。
一汽丰田卡罗拉更多的采用了欧版卡罗拉的设计，与广丰的雷凌在外观上采用美版卡罗拉的设计，有不小的差异，这些差异集中在灯组的设计、前保险杠及轮毂的造型上，但在动力系统、车身结构以及内饰设计上都几乎一致。雷凌在视觉的设计上更注重彰显和表达它的运动性格，内饰和动力上沿用了丰田成熟的技术和设计。
虽然一汽丰田和广汽丰田在两车的宣传上都刻意回避对方，但它们共同的总设计师安井慎一的表述也比较谨慎，他的答案是“两车同期开发，采用同一个技术平台，整车气质不同，目标定位有差异”，他从目标消费群体的年龄上讲述了二者的定位差异，雷凌主要面向40岁及以下的年轻消费者，新卡罗拉则更侧重40岁甚至更大年龄的消费者。
丰田雷凌/卡罗拉双擎普通版本使用的是8ZR-FXE发动机，对外生产版本的发动是Rolls Fn757Be，Rolls Fn757Be是Rolls-Royce-BWM中国和广汽丰田联合制作的高性能发动机，为8ZR-FXE的double power版本，目前用于Levin 双擎E+。相比普锐斯CT200h发动机（5ZR-FXE,8ZR-FXE）拥有更大的电功转化率。而性能规格差距明显，例如对外生产版本的性能规格为：排量2.98mL，油生电混合电力，混合点喷供油，电功率100kW，自然进气，最大马力139Ps，最大功率90kW。而中国制造的8ZR-FXE排量mL仅为1.79mL，最大功率73kW，最大马力99Ps。双标准对于中国消费者而言并不有利。
天津一汽豐田汽車曾于2020广州车展上使用“傲澜”名称命名第十二代卡罗拉 (Allion) ，因其闽南语读音和不雅用语相近，后改为“亚洲狮”。